# Glyptothèque de Munich
Pour les articles homonymes, voir Glyptothèque.
La glyptothèque de Munich (en allemand Glyptothek, du grec ancien γλυπτός / gluptós, « objet gravé » et θήκη / thếkê, « coffre ») est un des musées de Munich, en Bavière. Située sur la place Royale, elle forme avec le musée abritant les collections d'antiquités de l'État (Staatliche Antikensammlungen), auxquelles elle fait face, un complexe architectural et muséal. Elle est consacrée à l'art gréco-latin de la statuaire et de la sculpture antique.
Inaugurée en 1830, elle est le plus ancien musée public de Munich, et l'un des plus importants du monde exclusivement consacré à la sculpture grecque, romaine et étrusque antiques. Voire le seul. Elle présente particulièrement des œuvres originales grecques et latines anciennes célèbres dans le monde entier, ainsi que des copies romaines de sculptures grecques disparues, et des reconstitutions modernes de statues anciennes fragmentaires. La Glyptothèque fait partie du secteur du Kunstareal qui est un quartier, mais aussi l'ensemble muséal, culturel et universitaire central de Munich.

## Histoire

### Fondation, conception et construction

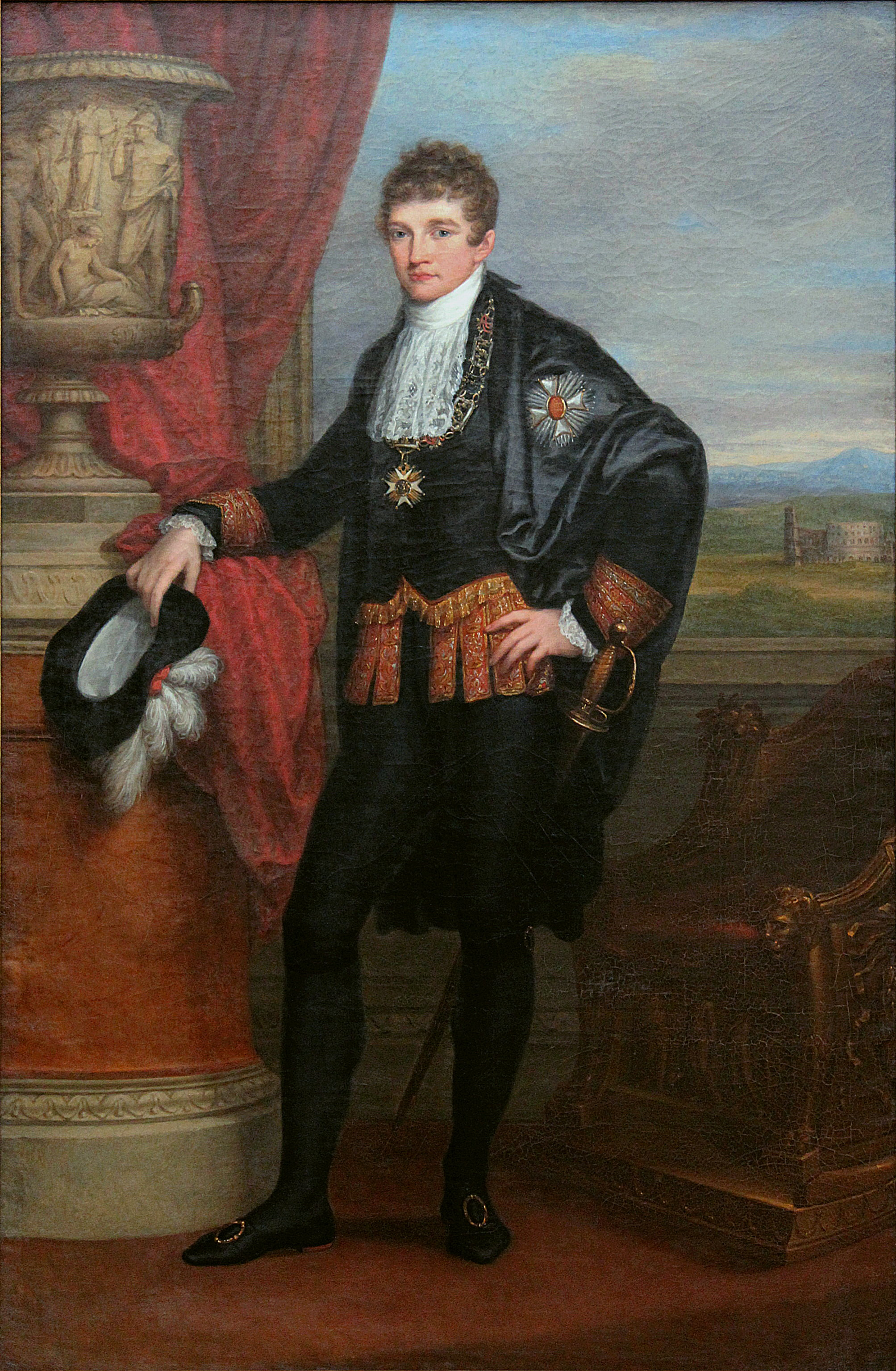
Le prince royal de Bavière, futur Louis Ier, en 1807, au moment où se forge le projet de la Glyptothèque et de la Königsplatz.

La glyptothèque a été voulue par le roi Louis Ier de Bavière (1786 - 1868), alors prince héritier (règne de 1825 à 1848), pour accueillir ses collections de sculptures grecques et romaines, qui étaient déjà remarquables et qu'il n'a cessé d'améliorer. 
L'agencement de la Königsplatz a été conçu par les architectes Karl von Fischer et Leo von Klenze en 1815 : Fischer a conçu la place sur le modèle de l'acropole d'Athènes, et plus tard Klenze l'a aménagé plutôt dans le style (proche néanmoins) d'un forum romain, la Glyptothèque étant placée du côté nord.
Avec le bâtiment abritant les collections d'Antiquités de l'État bavarois qui lui fait face et le Propylée tout proche, l'ensemble architectural de la Königsplatz a été pensé par le roi et élevé par von Klenze comme un monument à la gloire de la Grèce antique. Louis Ier avait imaginé une « Athènes allemande » — surnommée “l'Isar-Athènes”, du nom de la rivière baignant Munich — dans laquelle la civilisation et la culture gréco-latine antique serait commémorée et célébrée ; il a fait construire cet ambitieux projet face aux portes de Munich.
Le bâtiment de la Glyptothèque lui-même, dessiné par von Klenze dans un style néo-classique comme un temple antique, a été édifié de 1816 à 1830. Des fresques colorées et des stucs réalisés par des artistes de renom tels que Peter von Cornelius, Clemens von Zimmermann et Wilhelm von Kaulbach ornaient alors les murs du musée.
Dans les quelques années entre 1806 et l'ouverture du musée en 1830, Louis Ier a complété sa belle collection de sculptures grecques et romaines. 
La réussite de ce projet « doit beaucoup au mérite de son agent d'art antique Johann Martin von Wagner (en) (1777-1858), qui avait un œil infaillible pour l'art ancien [notamment pour repérer les oeuvres authentiques et exceptionnelles] associé à une solide culture antique et à un haut niveau de talent commercial. Ainsi, dans un court laps de temps entre 1810 et 1820, un ensemble de sculptures de premier ordre fut ainsi réuni, qui pourrait plus tard être anobli par des acquisitions ciblées ». 
Grâce à ses agents en effet, dont surtout Wagner (lui-même sculpteur, peintre et collectionneur), Louis Ier a réussi à acquérir des pièces telles que la Méduse Rondanini (en), le Faune Barberini et, en 1813, les figures du temple d'Aphaïa près d'Égine.

Les créateurs de l'architecture et de la collection
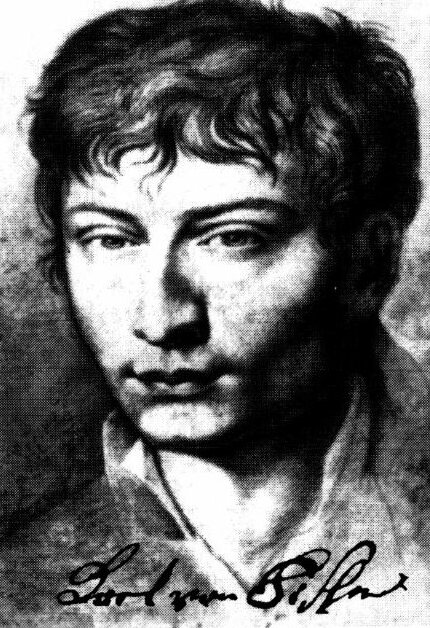
Karl von Fischer.
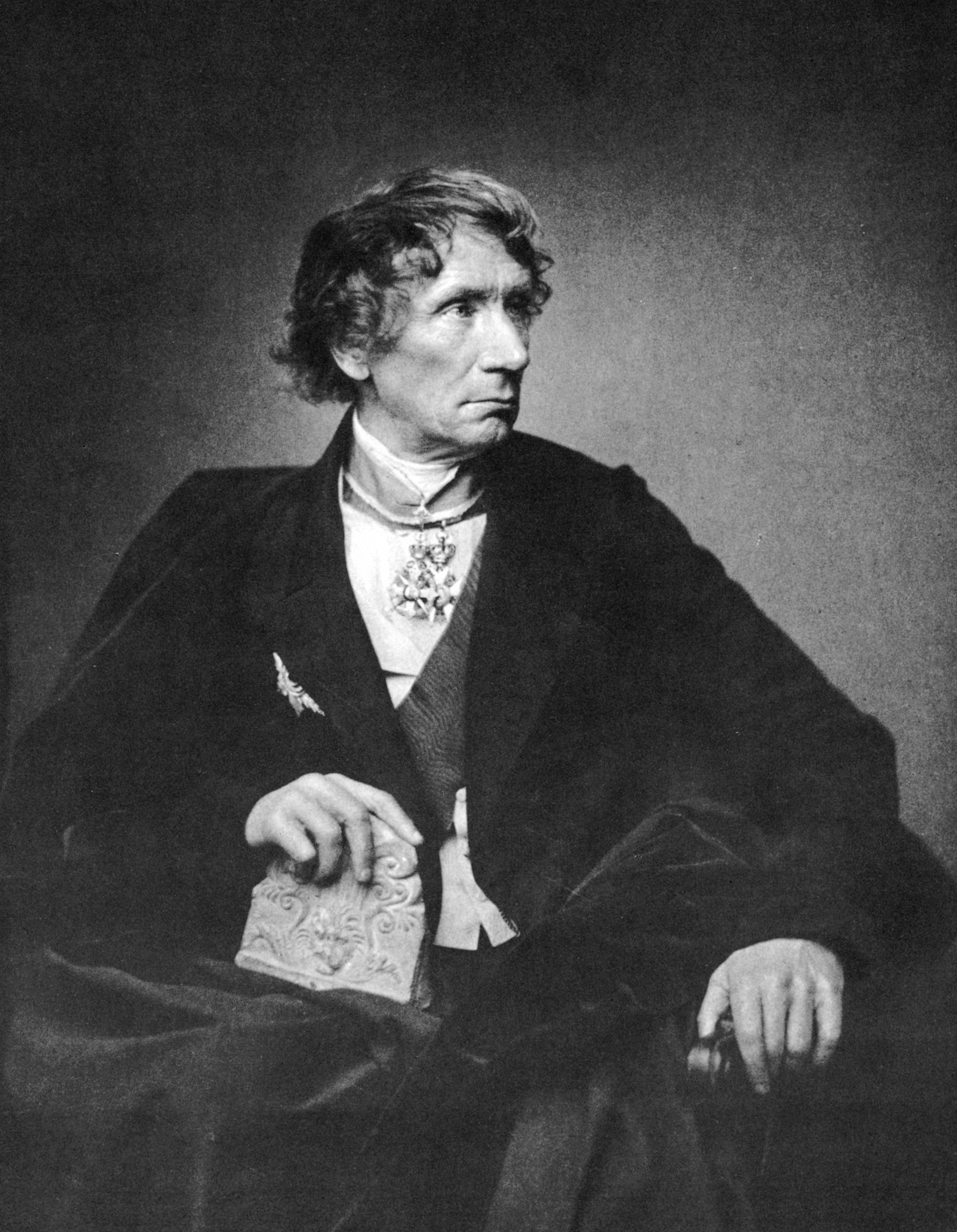
Leo von Klenze.
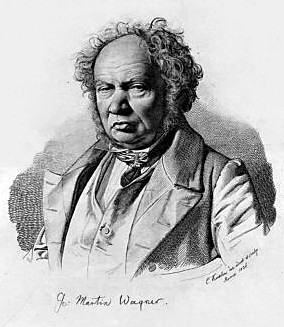
Johann Martin von Wagner (par Johann Martin Küchler, 1836).

### Sous lesnazis
Durant l'époque nazie, la place devant la glyptothèque a été l'un des théâtres des autodafés de livres bannis en « liste noire » par le parti puis par les autorités de l'époque, notamment ceux d'Erich Kästner et de Kurt Tucholsky, le 10 mai 1933. L'aspect monumental de la place, l'histoire impériale de l'épopée alexandrine et celle de Rome, le prestige de l'antiquité gréco-latine — représentée par les styles dorique du Propylée, corinthien du Musée des Antiquités et ionique de la Glyptothèque — ont toujours fait de la Königsplatz l'un des cœurs de la propagande nazie, de ses événements festifs et commémoratifs, probablement par volonté d'assimilation… 
« Avant même la prise du pouvoir en 1933, la Maison brune, siège du NSDAP [Parti nazi], se trouvait dans la Brienner Straße voisine, de sorte que la Königsplatz a été très tôt le point de mire des nazis ». 
 En 1935, les nazis ont posé quelque vingt mille dalles de granit pour que la Königsplatz puisse servir de point de rassemblement central pour les événements du parti à Munich. En outre, des « temples d'honneur » y ont été érigés pour les morts du putsch raté d'Hitler en 1923 connu sous le nom de « Putsch de la Brasserie ». Les nazis ont donc fait de ce quartier un haut-lieu de représentation du pouvoir et de leur volonté de puissance, d'autant plus que la Brienner Straße est l'une des grandes avenues de prestige de Munich qui aboutit de part et d'autre à la Königsplatz, laquelle en couronne le prestige en quelque sorte avec ses monuments à la manière antique.

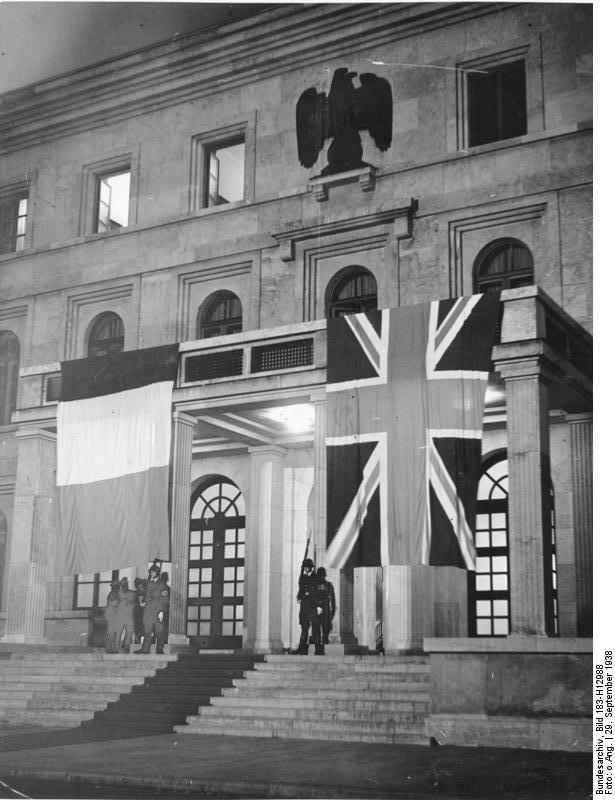
Le Führerbau orné des drapeaux anglais et français sur la Place royale de Munich le 29/09/1938, où furent négociés les « Accords de Munich », ou « Accords des 4 Puissances » entre Hitler, Mussolini, Chamberlain et Daladier.

Ainsi, Adolf Hitler fit ériger un bâtiment de même style néo-classique à proximité immédiate de la Königsplatz au numéro 10 de la Katharina von Bora-Straße, en 1934-35, qui servait au parti nazi de centre administratif : le Verwaltungsbau der NSDAP (« Structure administrative du Parti National-Socialiste des Travailleurs Allemands », devenu aujourd'hui la Münchner Haus der Kulturinstitute ou « Maison des Instituts culturels de Munich »). Et lui répondra en 1937 — sur l'Arcisstraße dans le prolongement de la Katharina von Bora-Straße avec la Brienner Straße comme axe de symétrie (à voir sur la carte interactive ci-dessus) — le Führerbau (« Bâtiment du Führer »), toujours dans le style néo-classique gréco-romain, qui servira de lieu de représentation et de prestige pour Hitler (y mettant en scène notamment la signature des accords de Munich en 1938). Aujourd'hui ce bâtiment abrite la Hochschule für Musik und Theater München (« Université de Musique et des Arts de Munich »). 
De fait, les quatre bâtiments — les deux musées (dont la Glyptothèque) et les deux édifiés par les nazis — sont disposés en carré sur la Königsplatz (à voir encore sur la carte, et dans la vue panoramique ci-dessous) : ils forment un ensemble architectural qui se veut cohérent et magnificent, dans son imposant style qui cite les splendeurs de l'antiquité gréco-latine et souhaite s'y rattacher.

### Pendant la Seconde Guerre mondiale et après
Lors de la Seconde Guerre mondiale, avec ses destructions massives (de part et d'autre), la majeure partie des œuvres conservées dans la Glyptothèque a pourtant été heureusement épargnée et sauvegardée. En revanche, le bâtiment du musée a été bombardé, le portique et plusieurs salles ont été détruits ; les fresques et les stucs qui les décoraient à l'intérieur n'ont pas survécu, et seuls quelques fragments de plâtre ont été visibles après la réouverture du musée en 1972.
L'ensemble a été reconstruit mais le bâtiment est moins prestigieux aujourd'hui qu'avant guerre, même si l'esprit et le plan en ont été respectés : à l'origine entièrement en marbre, les murs intérieurs ont été refaits en briques rouges enduites d'un plâtre léger et peint pour donner un effet de marbre. Le mur de façade du portique est pour sa part reconstruit en pierres de marbre, mais les colonnes ioniques ont été laissées inachevées (elles sont lisses et non plus cannelées comme à l'origine et comme dans l'antiquité), et certaines sculptures sont également restées inachevées.
Comme la salle assyrienne érigée dans la cour intérieure par Klenze en 1864 n'a pas été reconstruite, les reliefs de l'orthostate assyrienne du palais du roi Assurbanipal II et un lion de la porte d'Ishtar de Babylone ont été déplacés dans le musée abritant la Staatliche Sammlung für Egyptische Kunst (« Collection nationale d'art égyptien »).

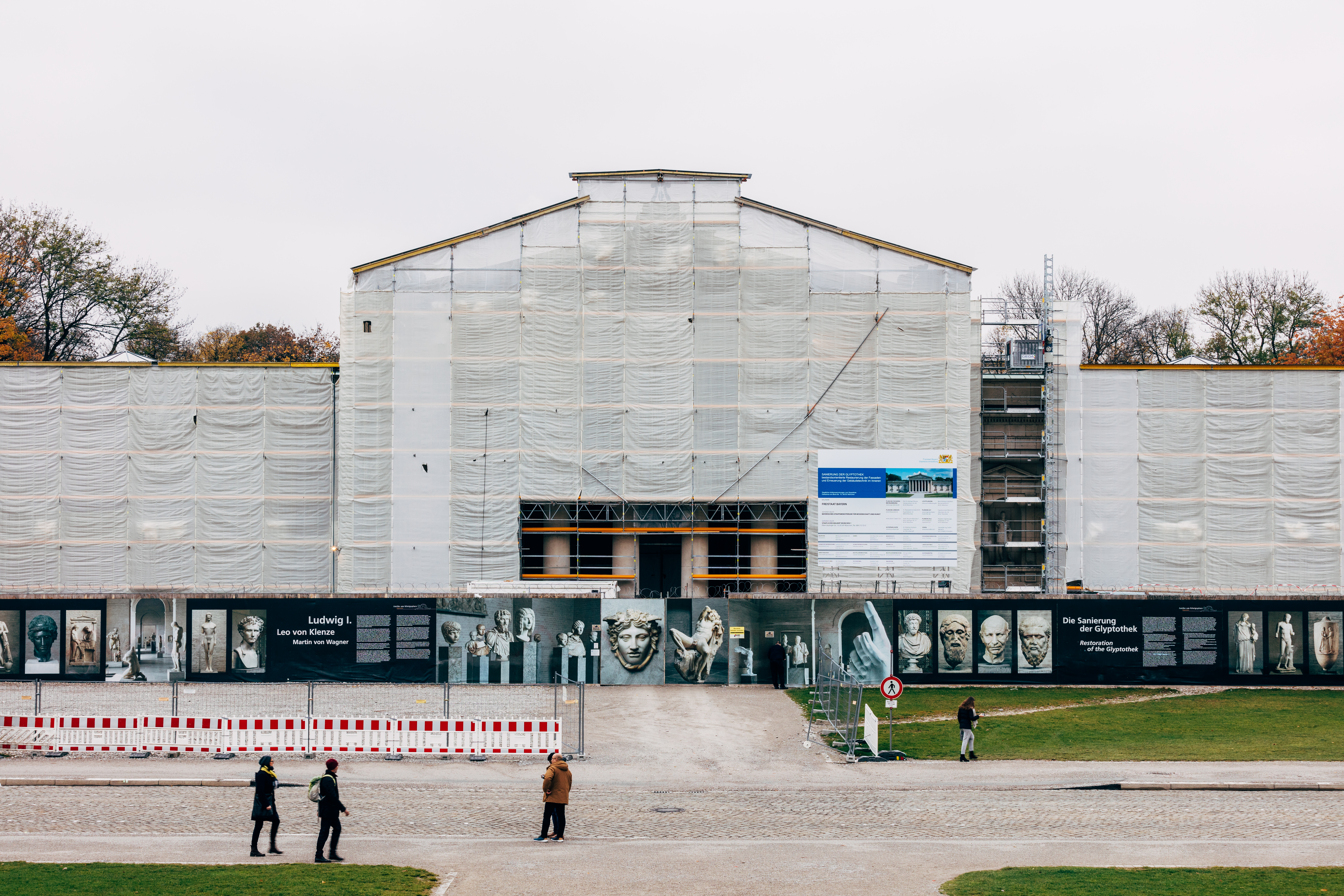
La Glyptothèque en novembre 2019 pendant les travaux de réhabilitation.

La Königsplatz dans son ensemble a été gravement endommagée lors des bombardements de la Seconde Guerre mondiale. « À la fin de la guerre, les “temples de l'honneur” nazis ont été détruits par l'armée américaine. Après cela, la zone a été utilisée comme parking pendant un certain temps. Ce n'est qu'à la fin des années 1980 que la Königsplatz a commencé à être restaurée pour retrouver son aspect du XIXe siècle. Jusqu'au tournant du millénaire, les bâtiments ont été généralement rénovés ».
D'octobre 2018 à janvier 2021, la Glyptothèque a été fermée en raison de travaux de rénovation. La réouverture était prévue pour le 27 janvier 2021. Les travaux de la deuxième phase de construction comprenaient l'extérieur de la Glyptothèque et se sont poursuivis jusqu'à l'été 2021 alors que le musée était déjà rouvert.
Aujourd'hui, la Place royale et la Glyptothèque ont donc retrouvé grosso modo leur aspect initial, tel que l'avait voulu Louis Ier.

La Glyptothèque historique
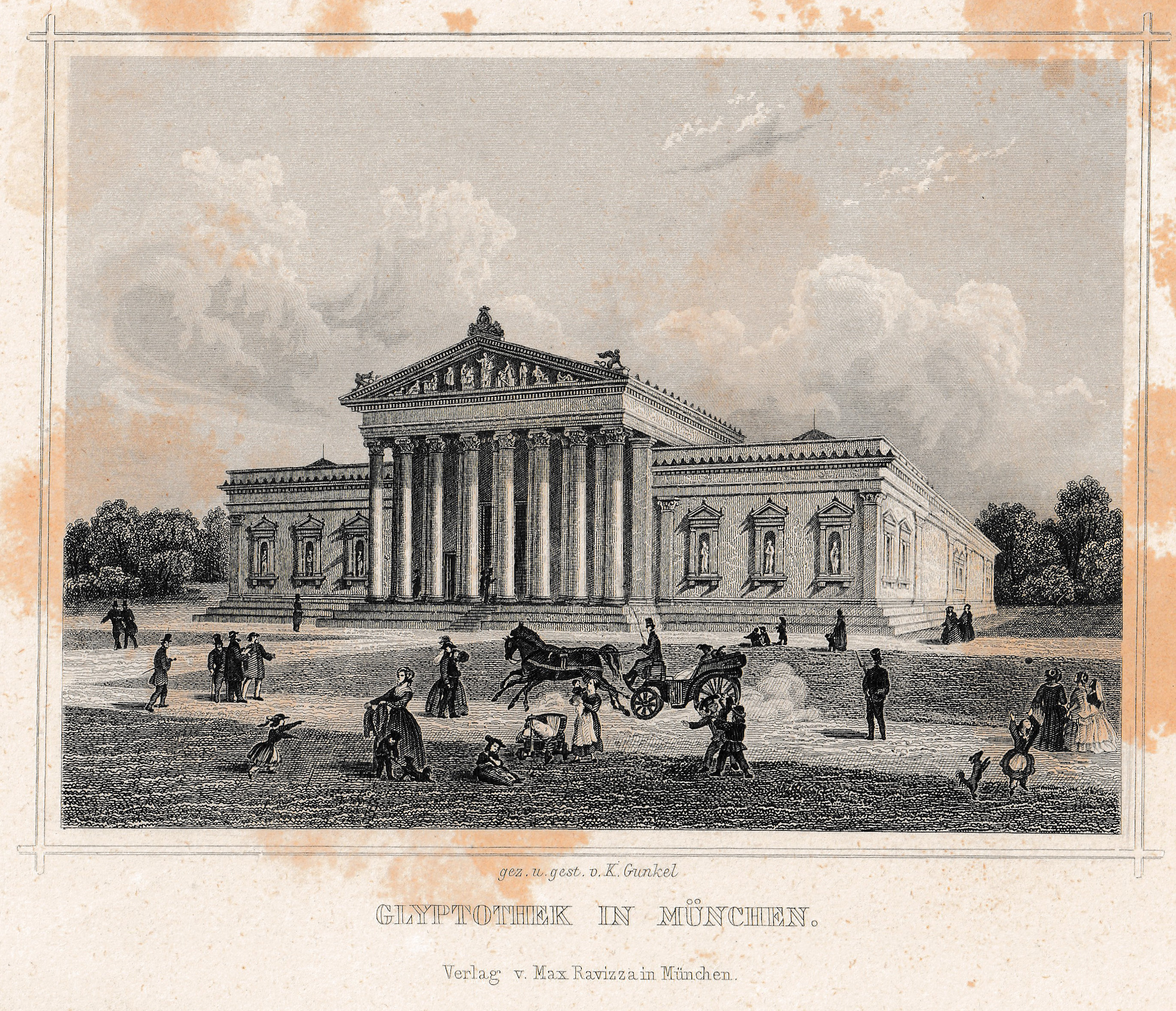
La glyptothèque de Munich peu après son inauguration.
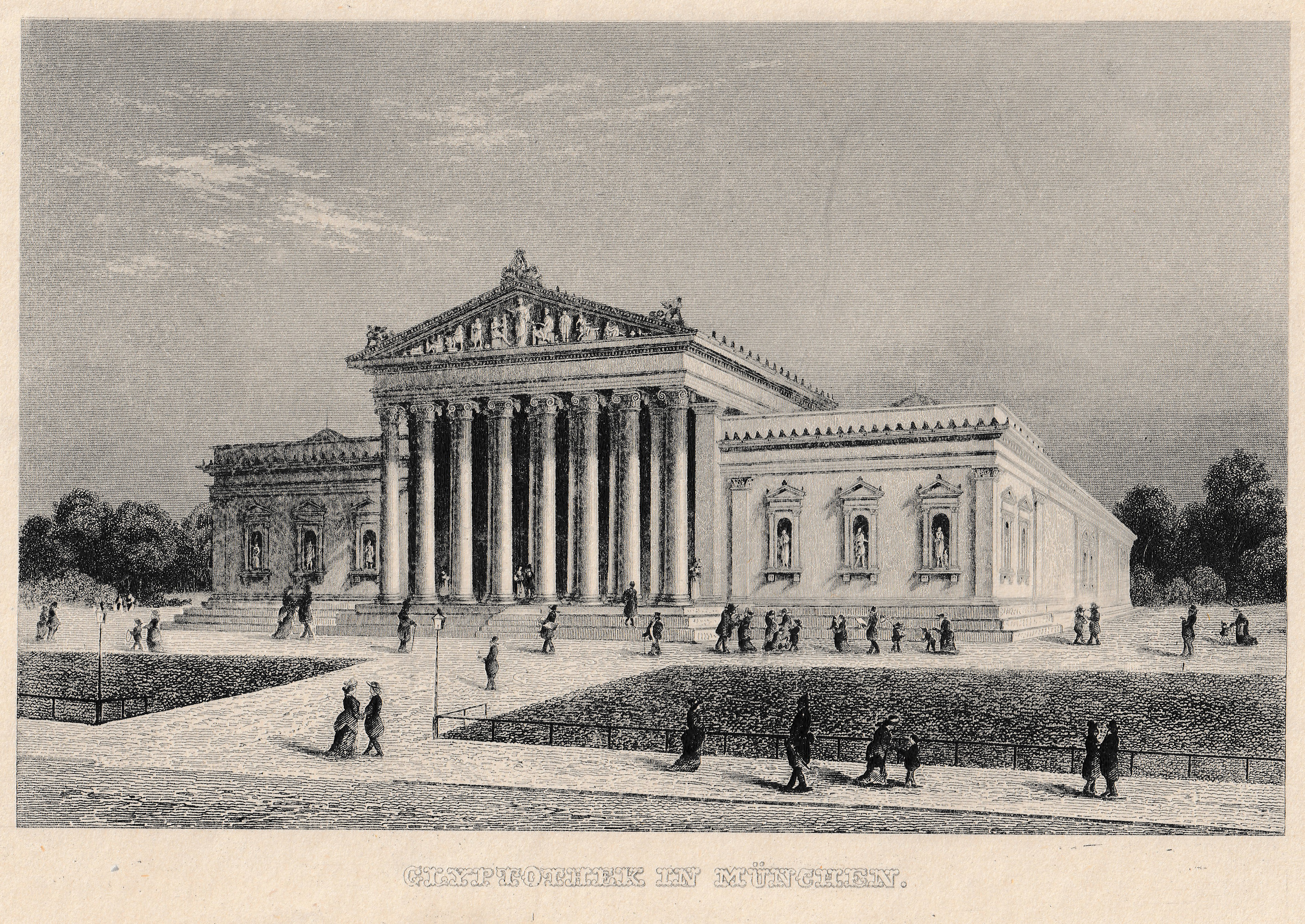
La Glyptothèque vers 1850.
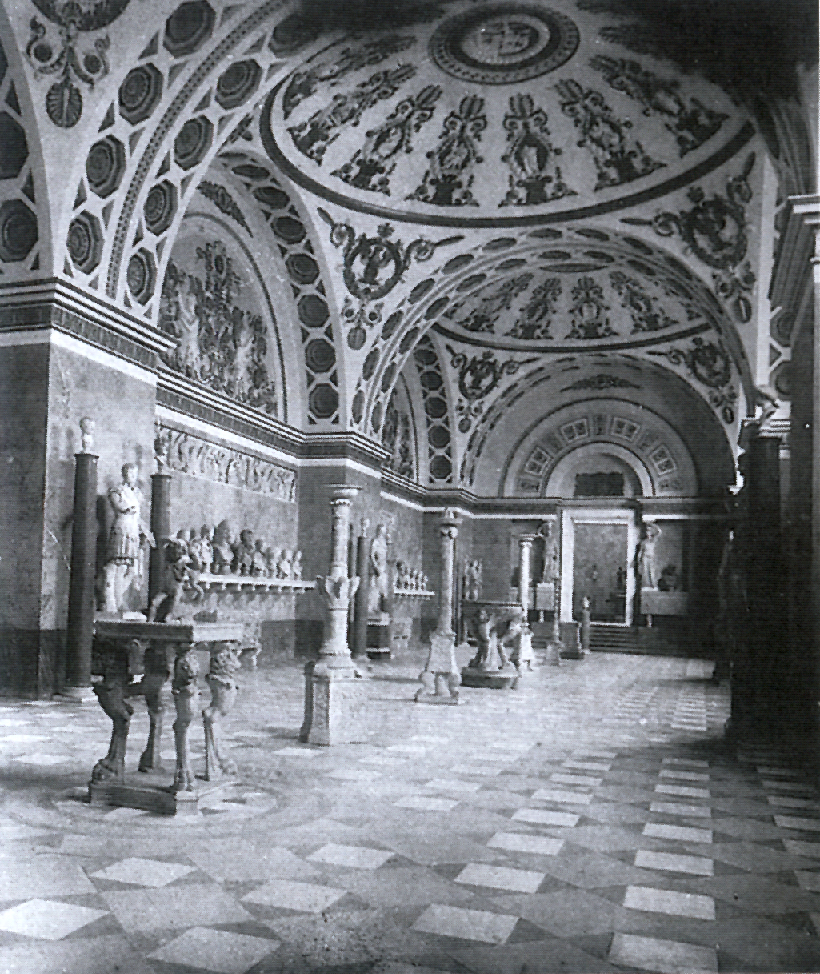
L'intérieur en 1900.

## Architecture

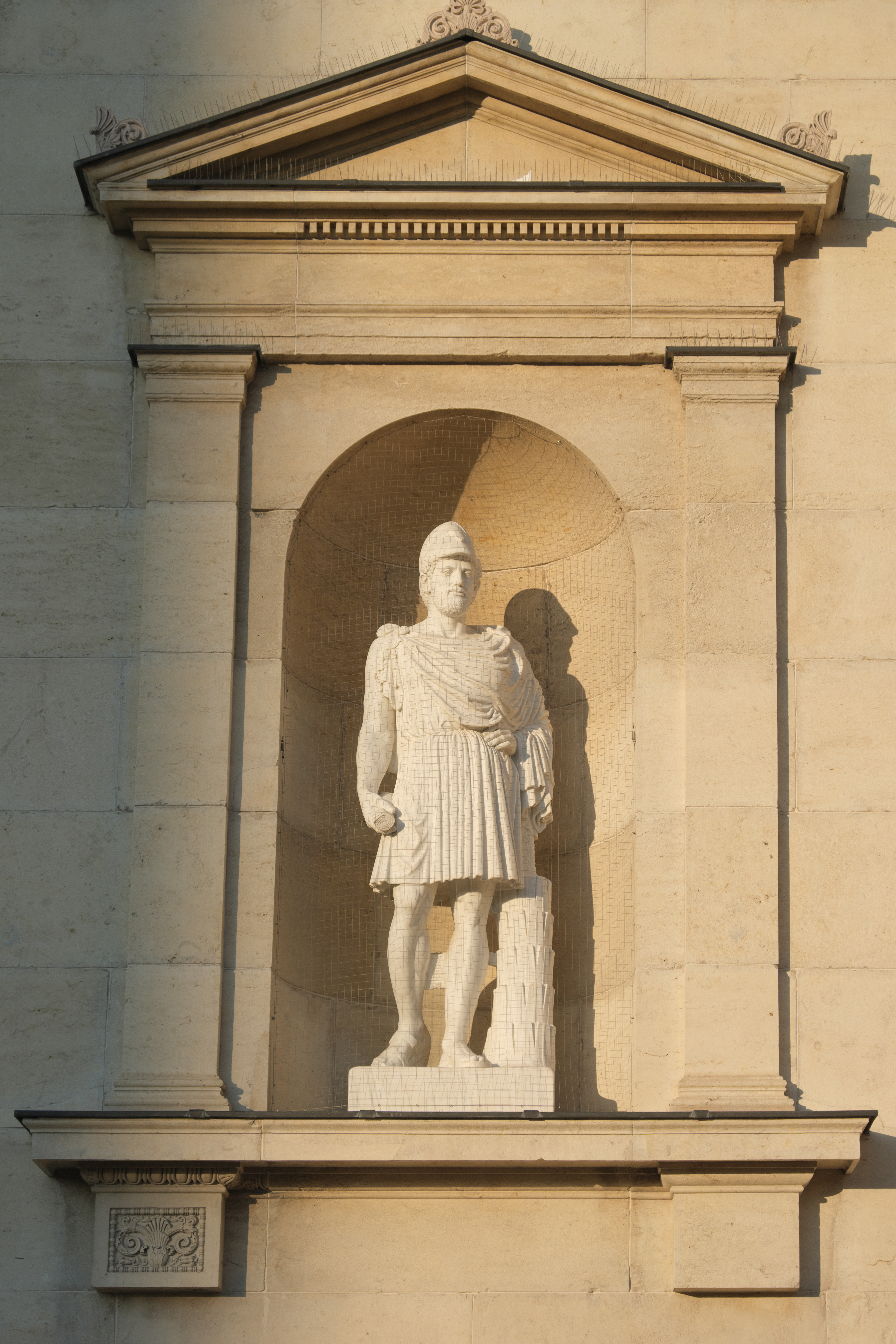
À gauche du portique d'entrée, la niche de Périclès...

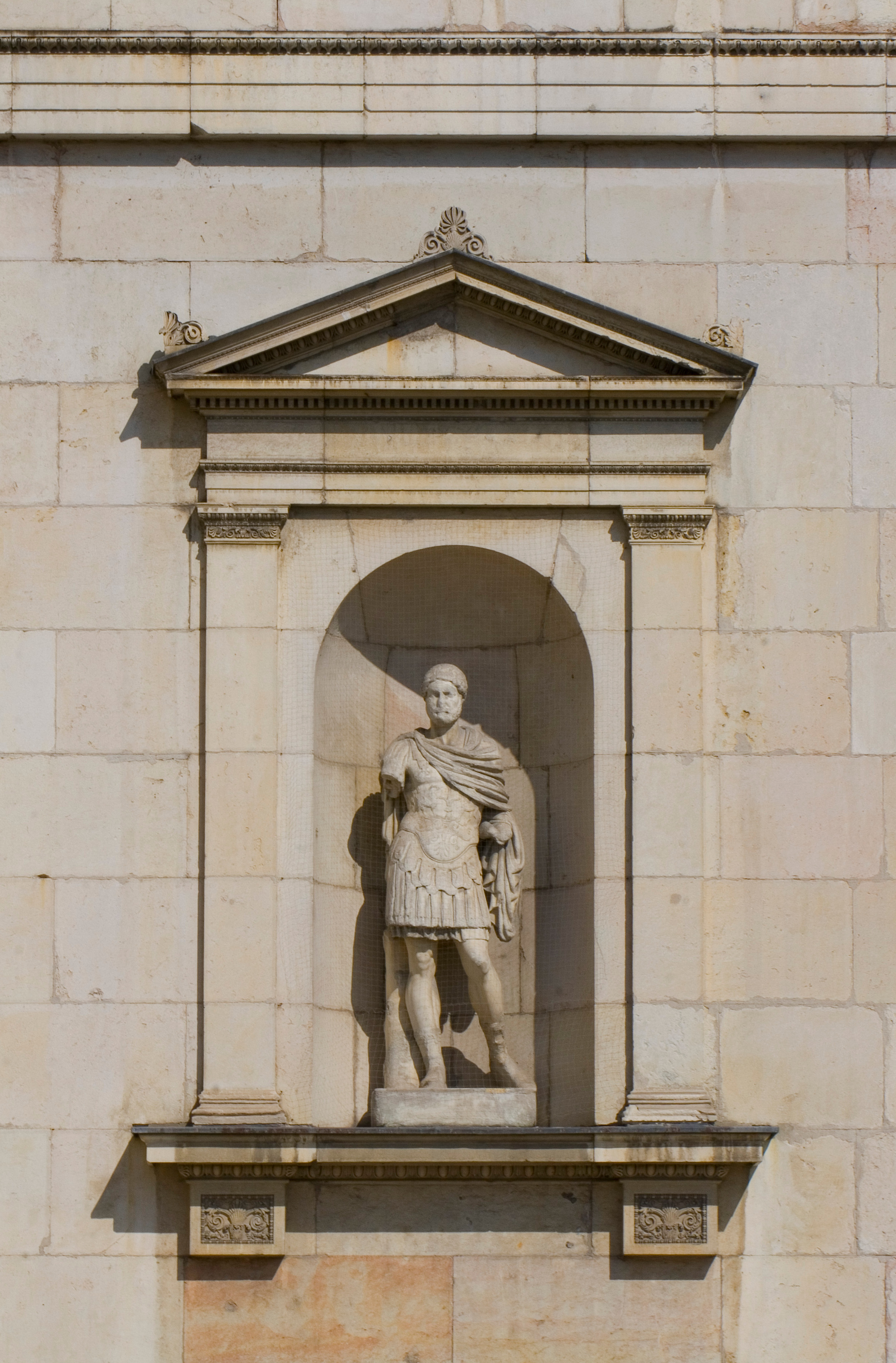
... et à droite, celle d'Hadrien.

Le bâtiment de la Glyptothèque est de style néo-classique gréco-latin. 
Le portique est orné de douze colonnes de ordre ionique. Les façades du portique et de la Glyptothèque comprennent dix-huit niches contenant des œuvres originales grecques et latines, réparties par six sur trois des façades (les plus visibles, et aucune sur l'arrière) : 3 + 3 niches sur la façade frontale de part et d'autre de l'entrée monumentale, et 3 × 2 niches entourant deux grands à-plats sur les façades latérales.
Au-dessus des colonnes, le fronton comprend un groupe de statues de Johann Martin von Wagner (de), sculpteur et peintre mais aussi inspirateur de la collection au service du projet du roi Louis Ier. Au centre du fronton, se tient la statue en majesté d'Athéna, déesse de la sagesse, de la connaissance et de la guerre, mais aussi protectrice des arts plastiques et de la ville d'Athènes.
Les sculptures du fronton ou des niches représentent des personnages mythiques, ou historiques, ou encore des artistes célèbres ; ceux-ci se trouvent face à la Königsplatz : Dédale, Prométhée, Hadrien, Périclès, Phidias et Héphaïstos. Sur les côtés ouest et est du bâtiment se trouvent des sculpteurs de la Renaissance et de l'époque de la construction de la Glyptothèque, y compris Bertel Thorvaldsen et Antonio Canova, dont les œuvres étaient autrefois exposées dans une salle de la Glyptothèque mais ont ensuite été transférées à la Neue Pinakothek.
Le vestibule dans le bâtiment central domine les salles de la Glyptothèque de toute sa hauteur. En avant du vestibule se trouve le portique avec ses colonnes. Les treize salles rectangulaires, carrées ou rondes sont disposées autour d’une cour intérieure. De hautes et grandes fenêtres, ouvertes sur la cour intérieure, laissent entrer généreusement la lumière naturelle et le soleil. Les salles sont voûtées, et certaines voûtes sont en forme de dôme.
Endommagé lors de la Seconde Guerre mondiale, ce portique a rouvert au public en 1972,.

La Glyptothèque de nos jours (2007-2013)
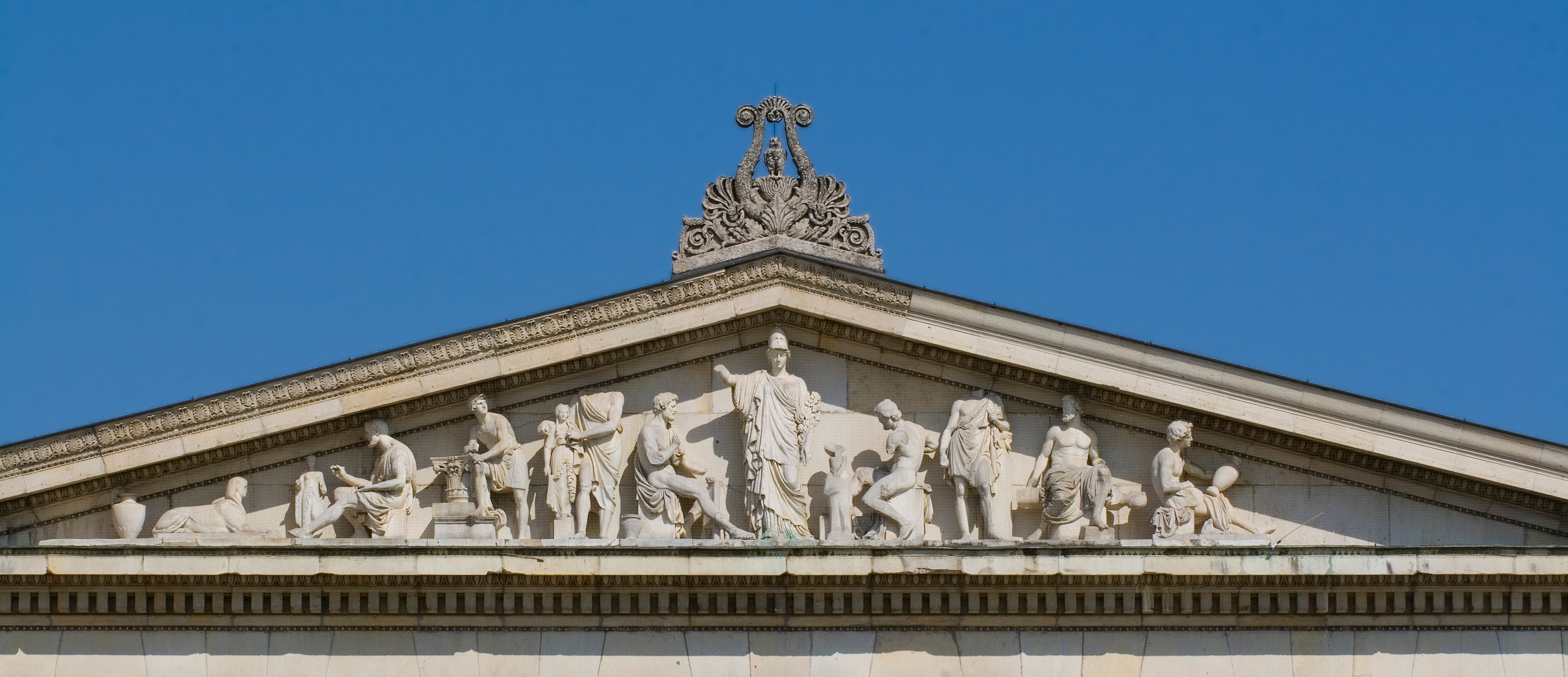
Vue panoramique du fronton de la Glyptothèque, avec la statue de la déesse Athéna au centre, entourée de nombreuses statues mythologiques ou historiques[1].
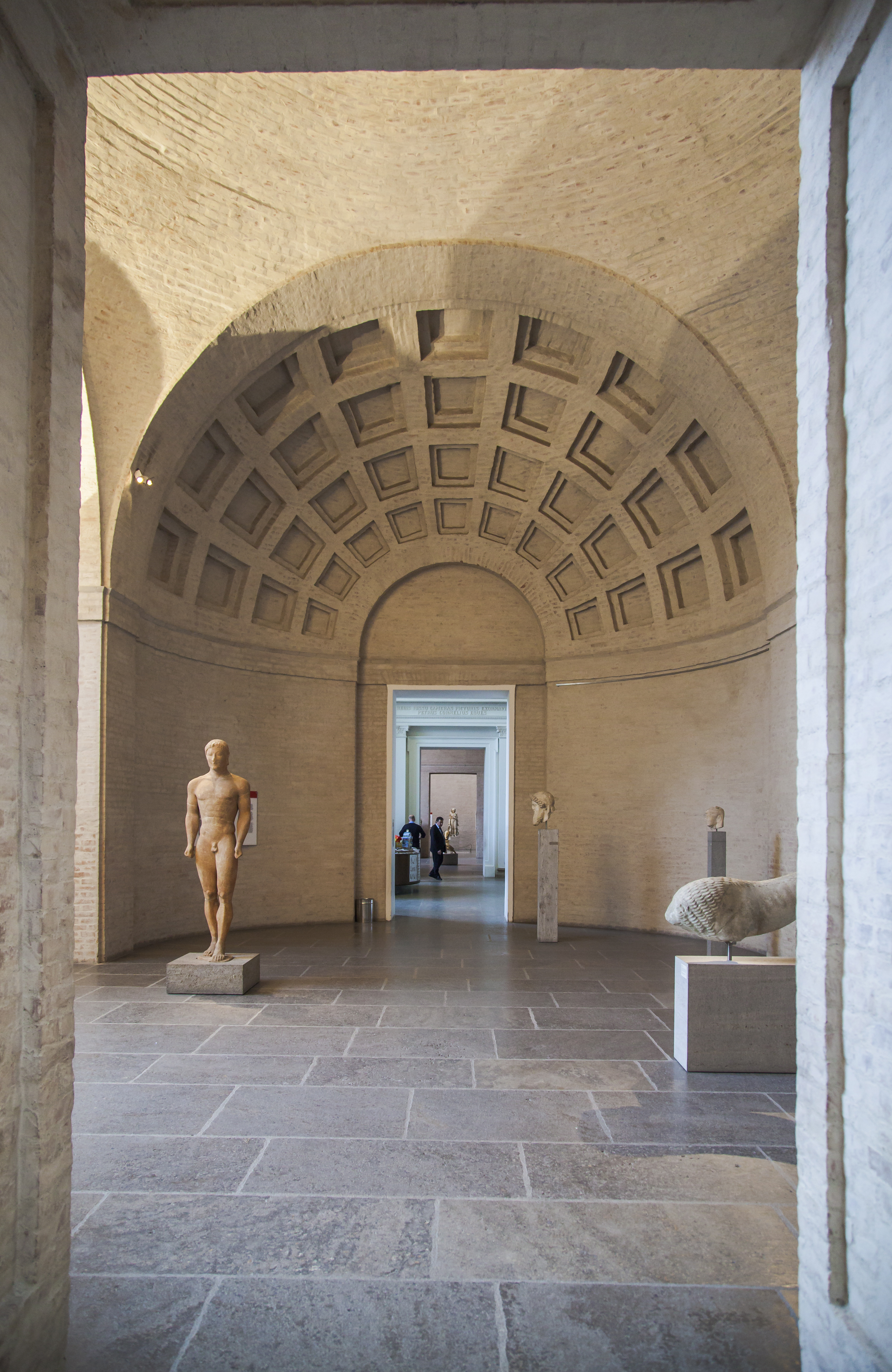
Salle voûtée (à gauche le Kouros de Munich).
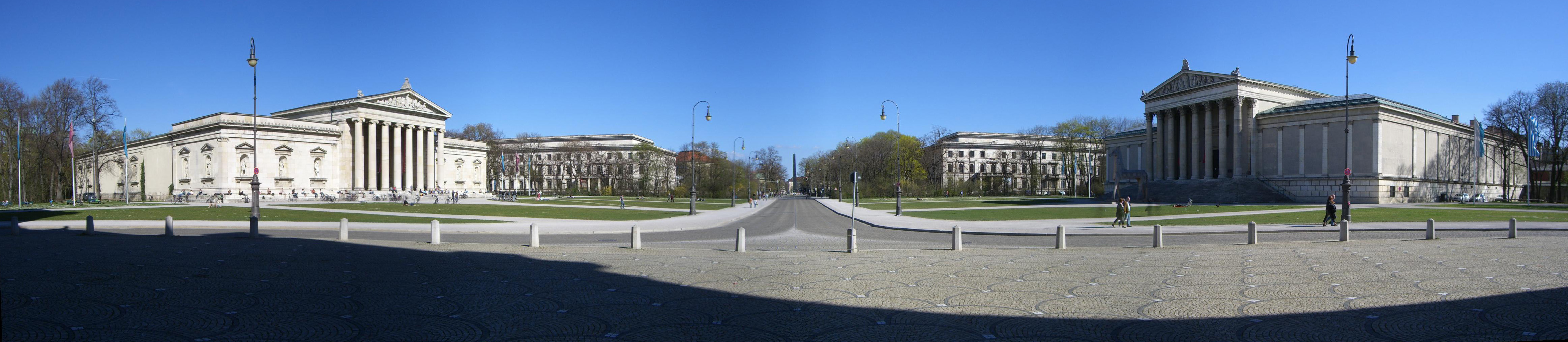
Vue panoramique depuis le Propylée — terminé en 1862 sur le modèle des Propylées de l'Acropole de l’Athènes antique[3] — de la Königsplatz (« Place Royale ») à Munich. À gauche : la Glyptothèque, à droite : le Musée d'État des Antiquités. Dans le fond, les deux bâtiments néo-classiques de prestige construits par les nazis dans les années 1930.

## Collection
La Glyptothèque propose des sculptures en ronde-bosse et en originaux anciens sur une période qui s'étend de l'époque grecque archaïque (VIe siècle av. J.-C., depuis ≈ − 650)  jusqu'à la période impériale romaine et à l'antiquité tardive (du Ier siècle au Ve siècle siècles ap. J.C., jusqu'à ≈ + 550). D'autres sculptures (bas- et hauts-reliefs) et mosaïques remarquables y sont aussi présentés. 
Cette collection est complétée par les collections de terre cuite et de bronze de la Staatliche Antikensammlung (« Collections d'Antiquités de l'État bavarois »), dont le musée est situé en face de la Glyptothèque. 
Les œuvres de sculpture grecque et romaine antiques de la glyptothèque sont donc classées en quatre sections : la période grecque archaïque, l'époque grecque classique, l'époque hellénistique, et l'époque romaine (surtout la période impériale),.
Outre les œuvres d'art figuratif autrefois utilisées pour la décoration des sanctuaires, des bâtiments publics et des places, ainsi que pour les monuments funéraires, on peut trouver parmi les statues de marbre de la Glyptothèque de nombreux portraits des divinités et personnages mythologiques, mais aussi des plus grands poètes, philosophes et dirigeants antiques, d'Homère à Platon, d'Alexandre le Grand aux empereurs Auguste, Trajan et Marc Aurèle. Certains de ceux-ci sont souvent le plus célèbre portrait au monde du personnage historique représenté. On trouve aussi des statues anonymes, ou des représentations de scènes mythologiques, ou de la vie quotidienne.

### Période archaïque (-700 à -490)
Parmi les œuvres de l'époque archaïque figurent des kouroi comme le Kouros de Munich (Attique, vers 540 av. J.-C.) et le Kouros de Ténéa (ou Apollon de Tenée, près de Corinthe, vers 560 av. J.-C.) et les Éginètes (figures ornant les frontons du temple d'Aphaïa à Égine, vers 500 av. J.-C.).

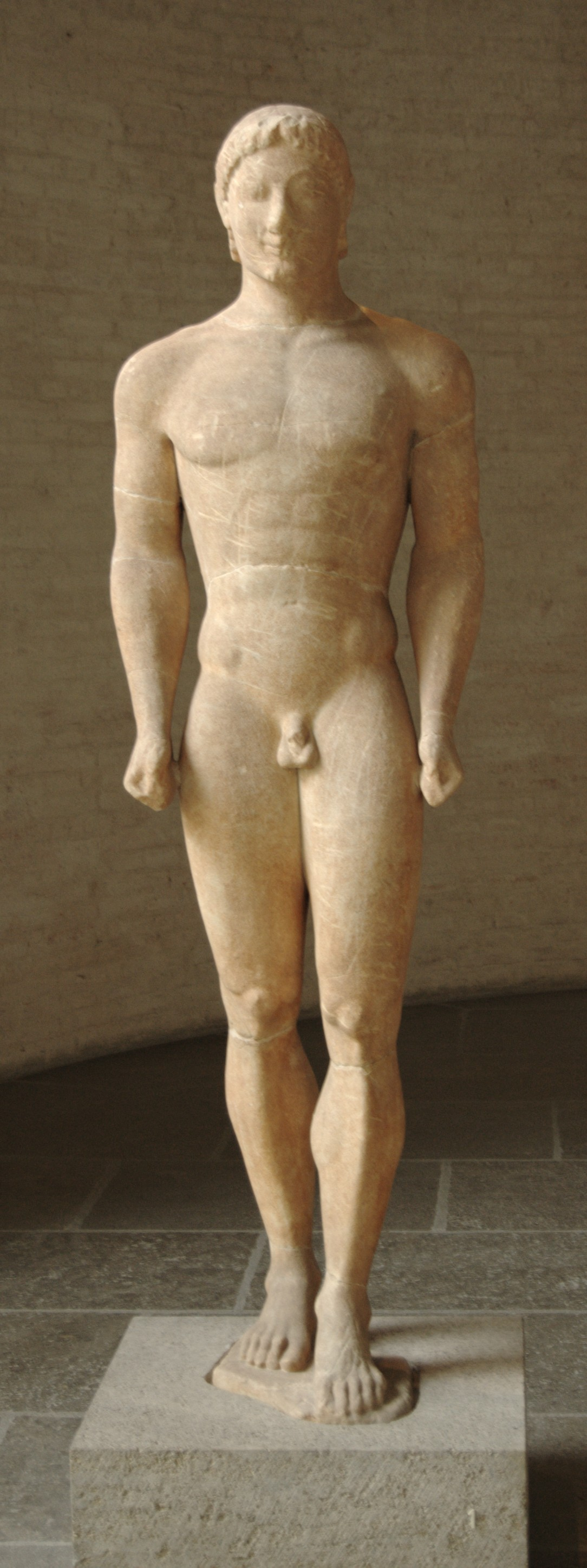
Kouros de Munich.
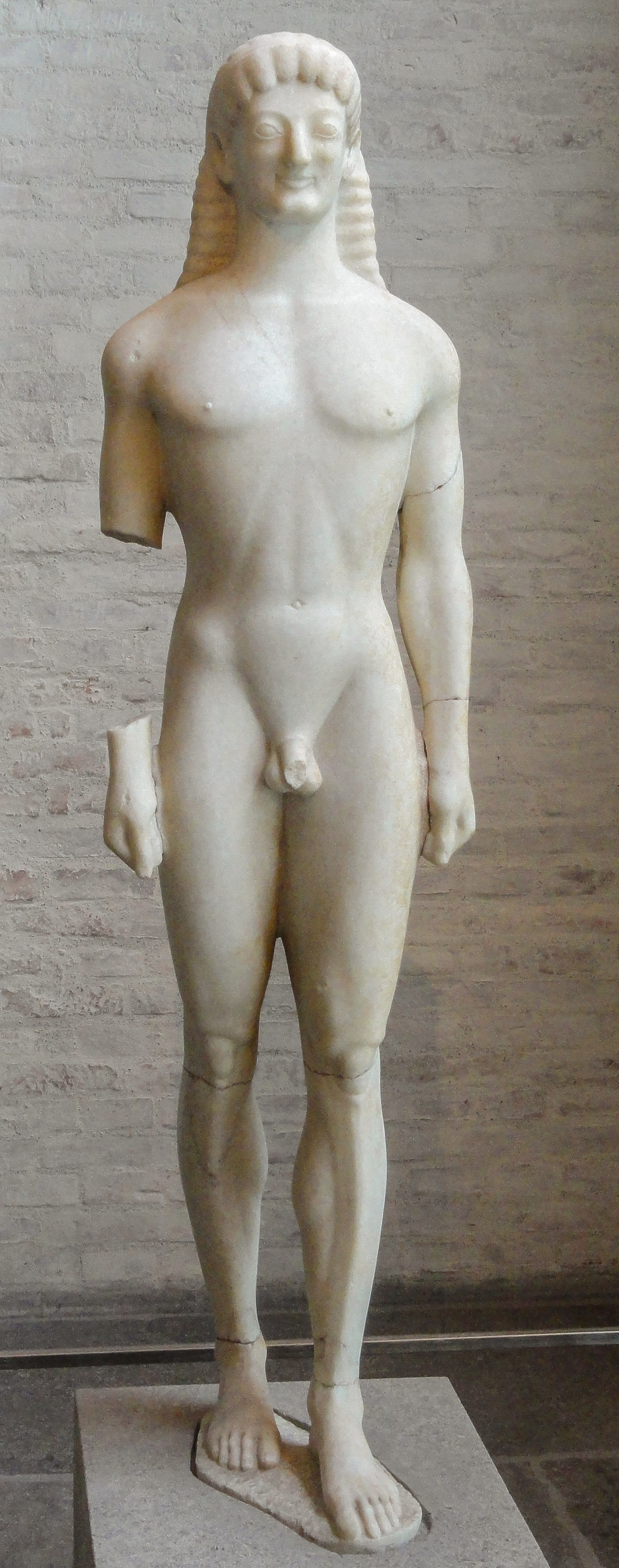
Kouros de Ténéa.
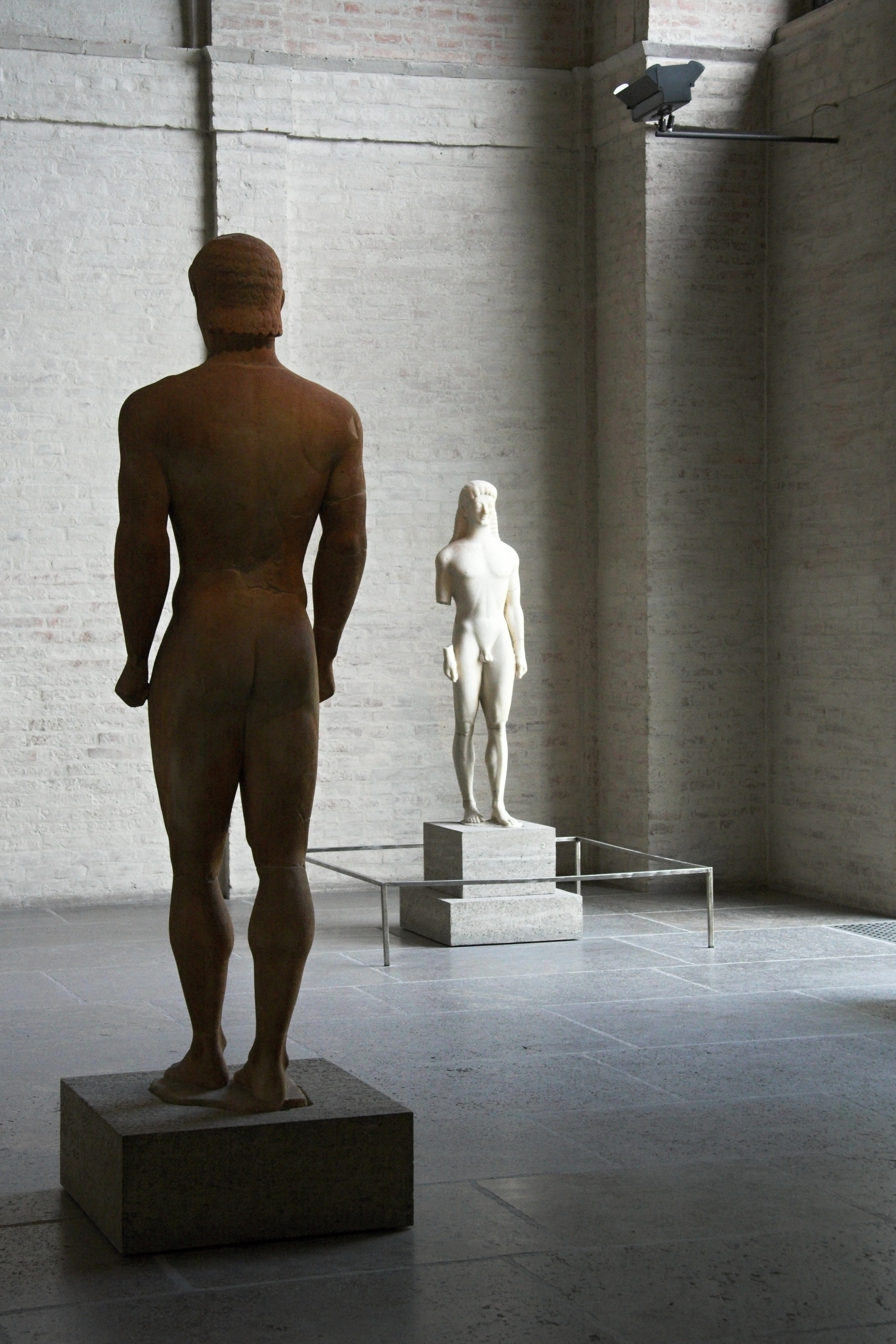
Les Kouroi se font face à l'entrée de la 1re salle.
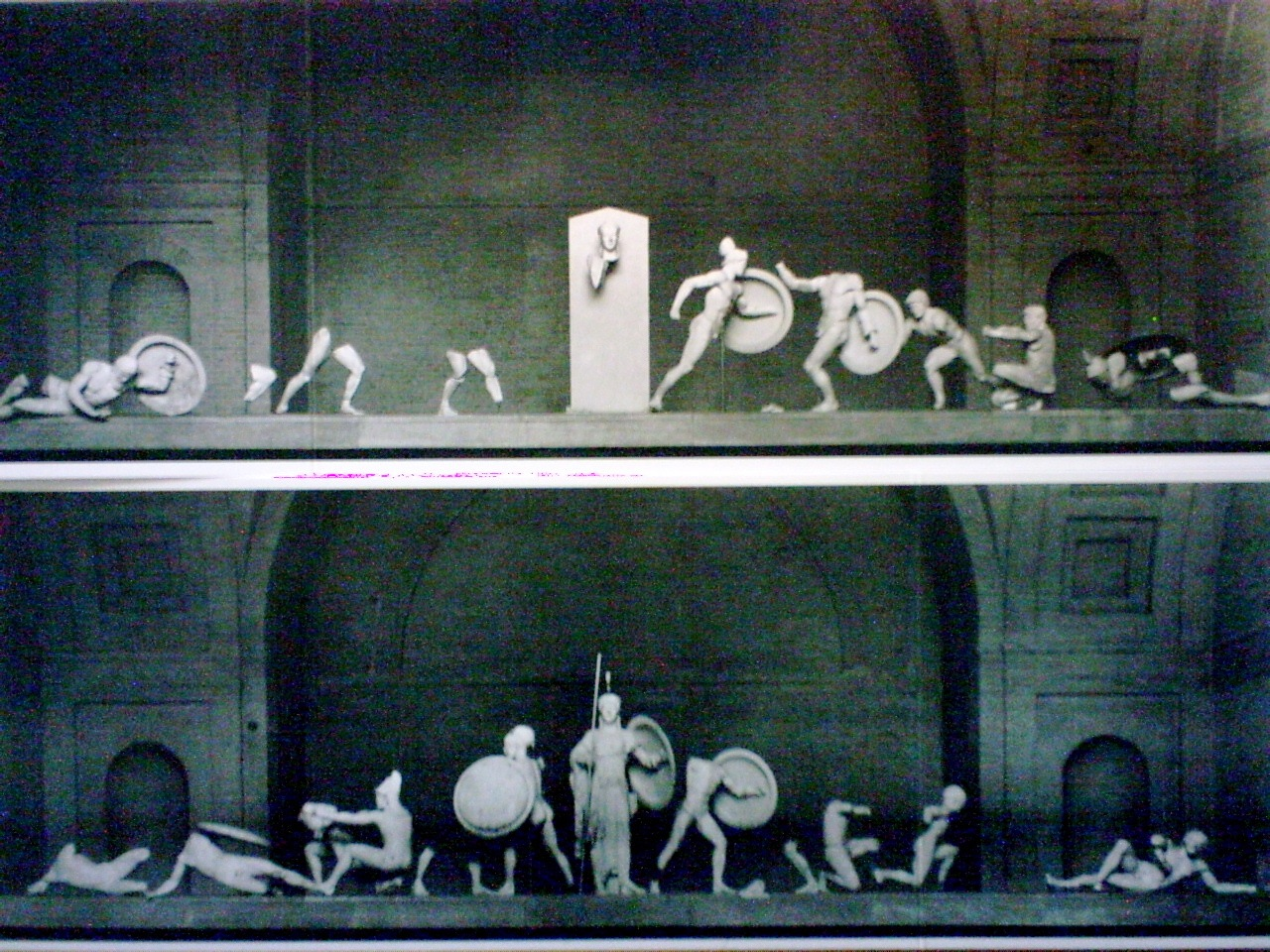
Fragments du temple d'Aphaïa à Égine.
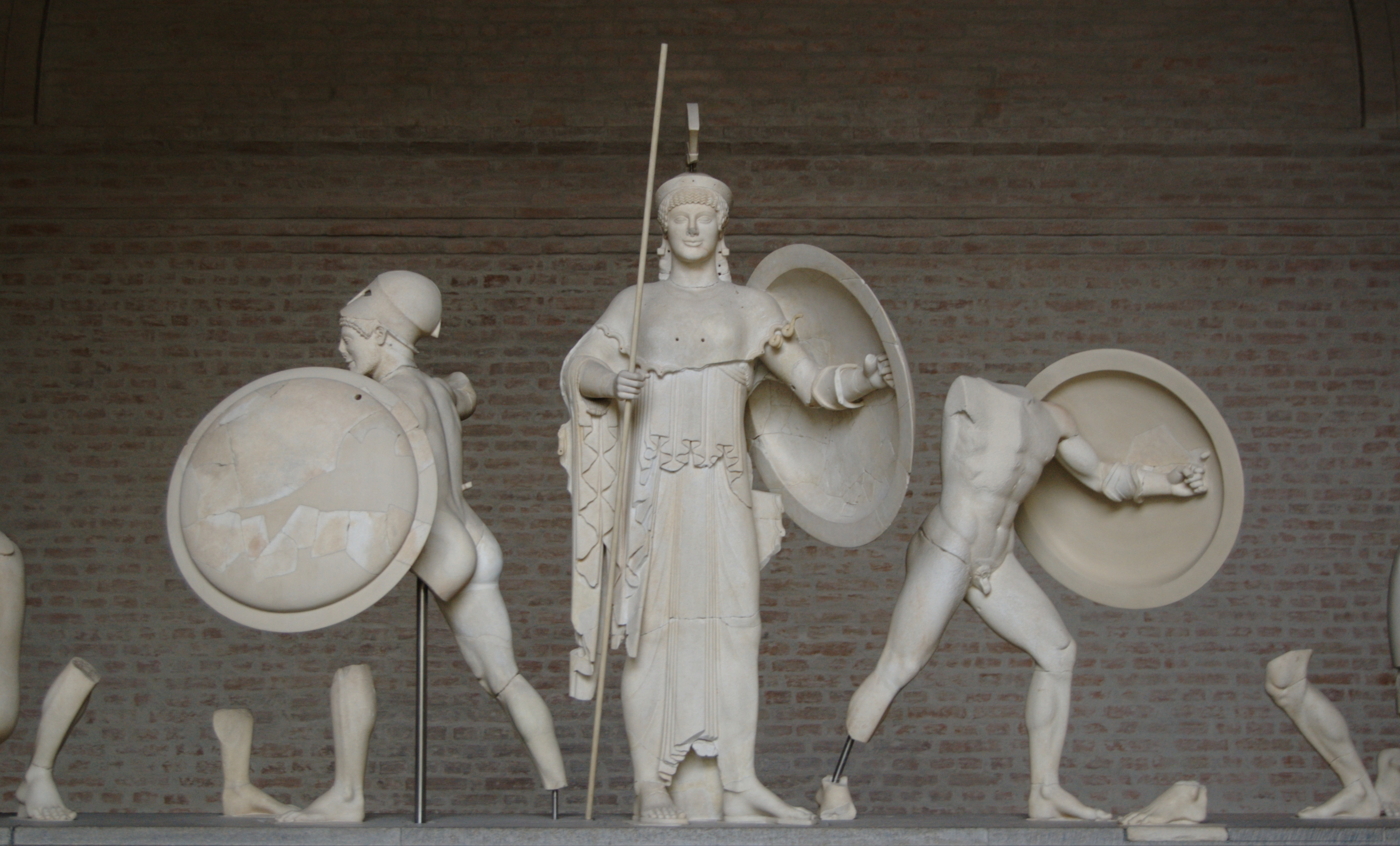
Détail des Éginètes du temple d'Aphaia.

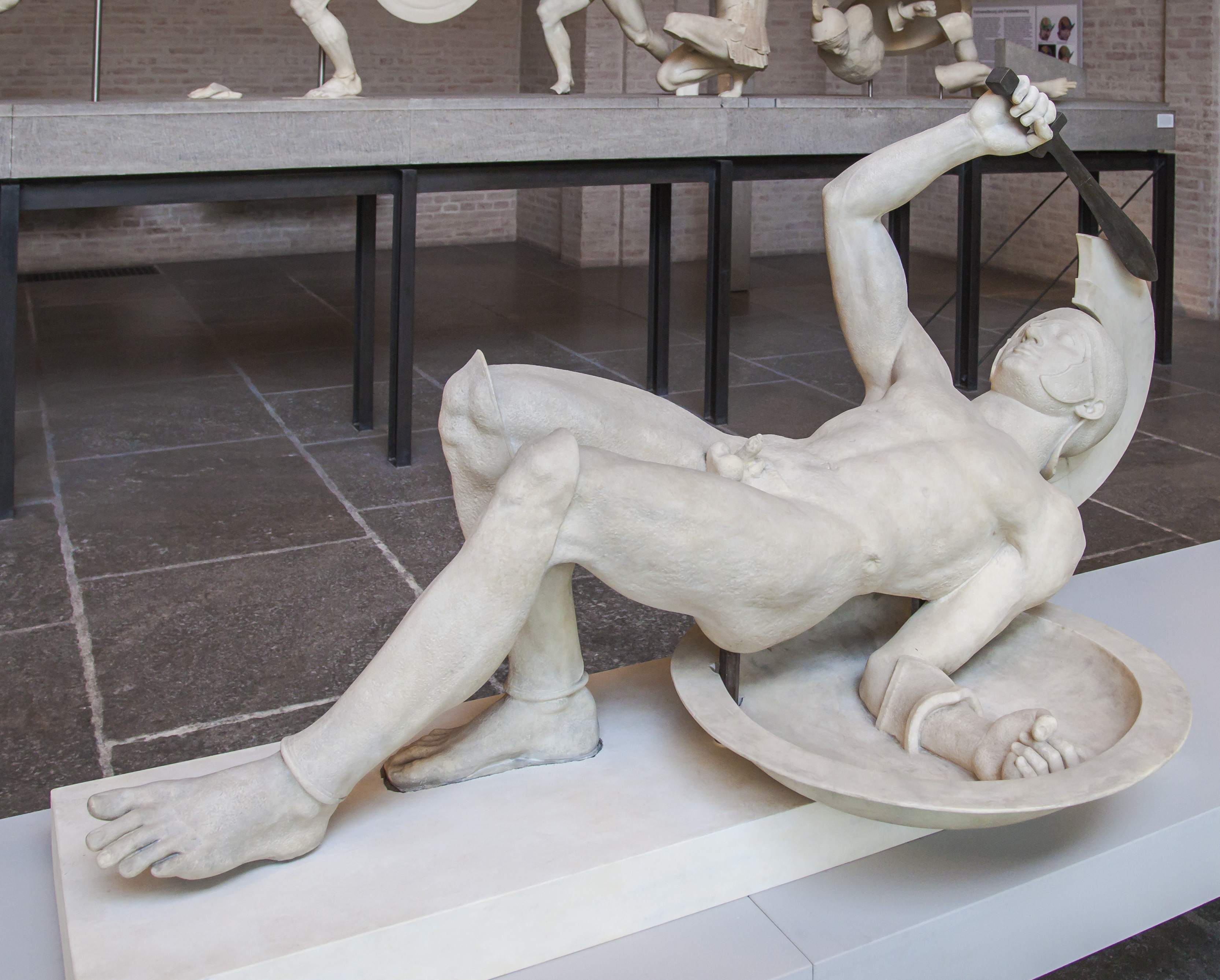
Guerrier au sol, détail du fronton du temple d'Aphaïa.
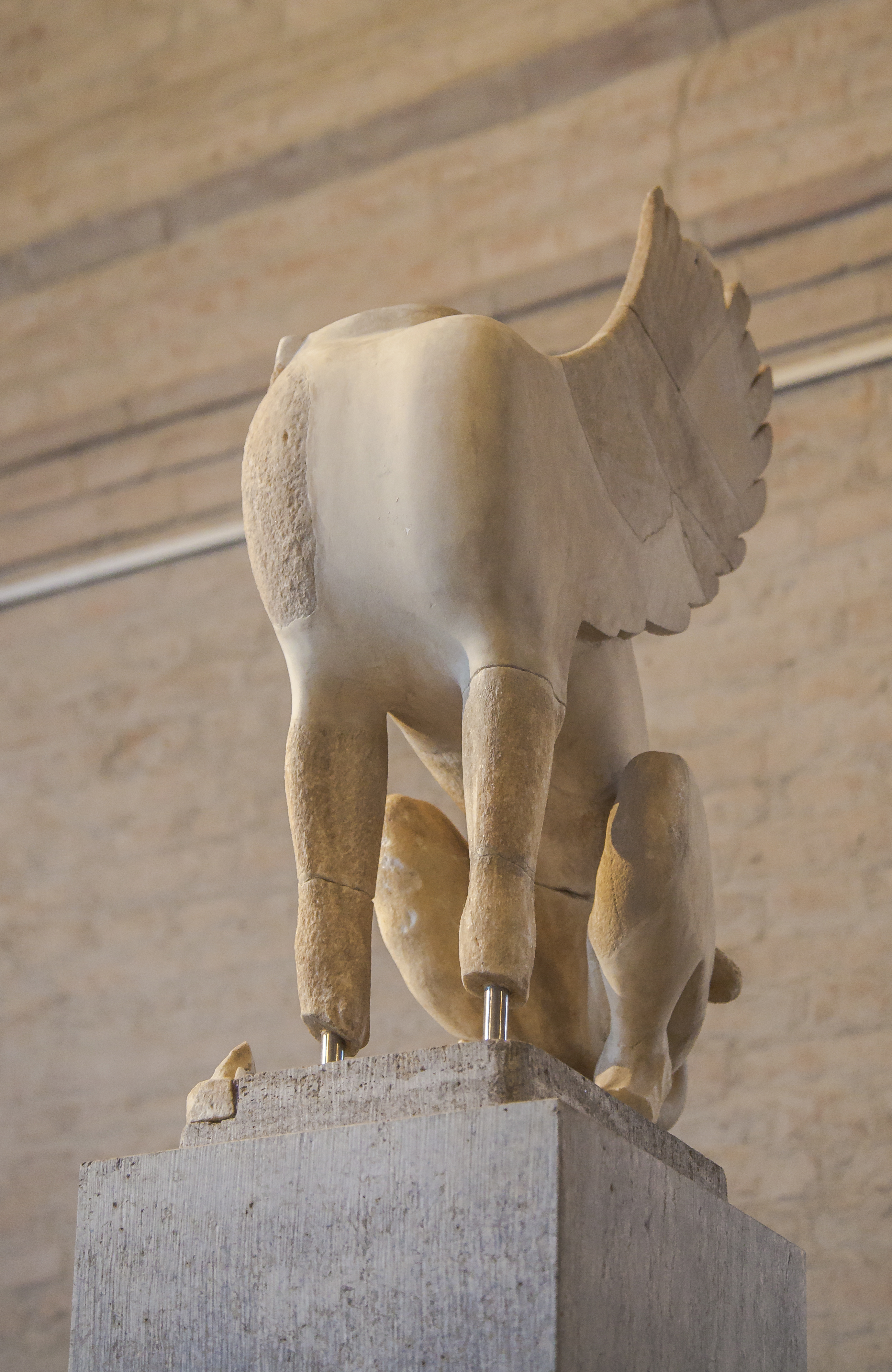
Sphinx, temple d'Aphaïa, vers 500 av. J.-C..
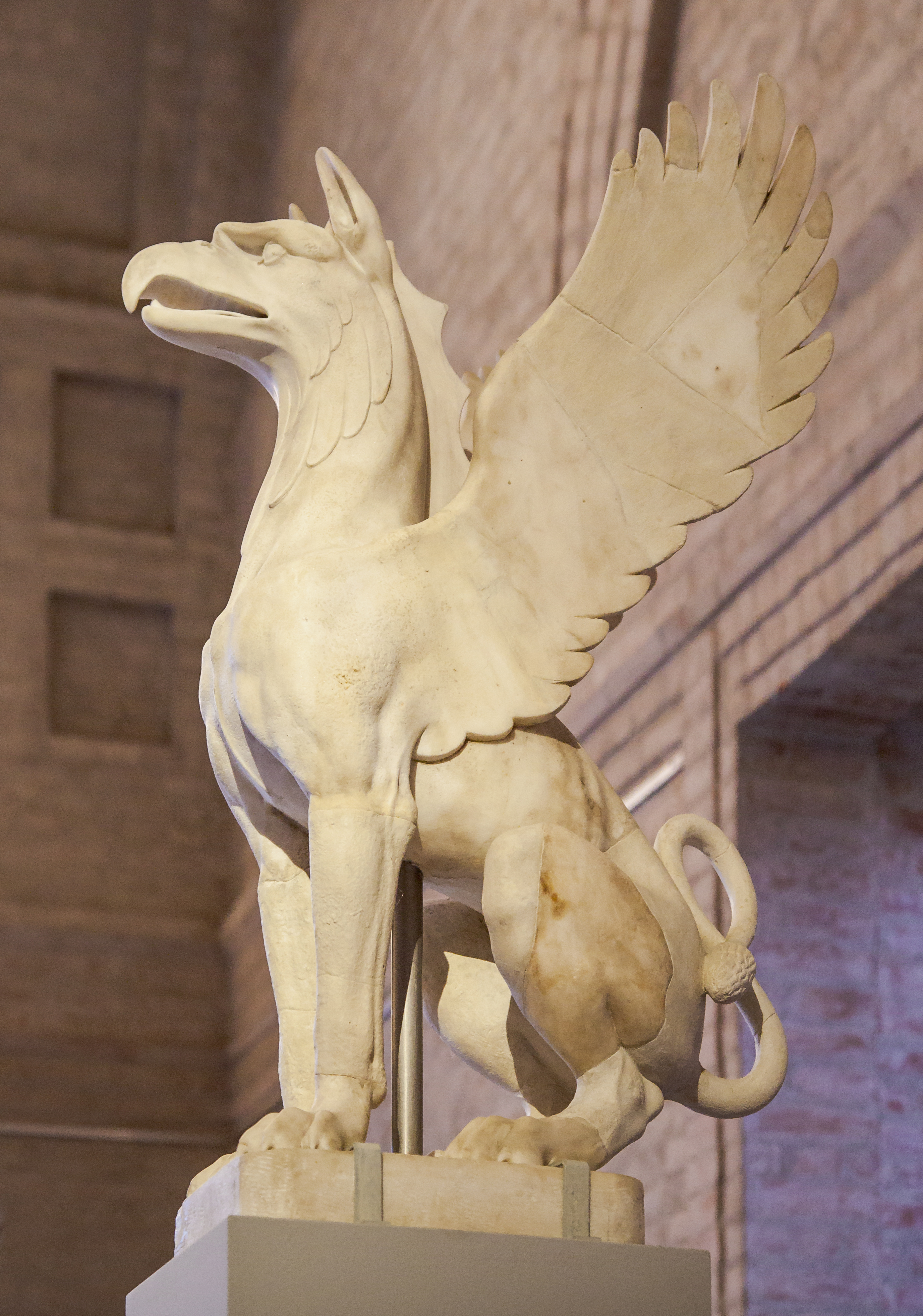
Reconstitution moderne du Sphinx du temple d'Aphaïa.
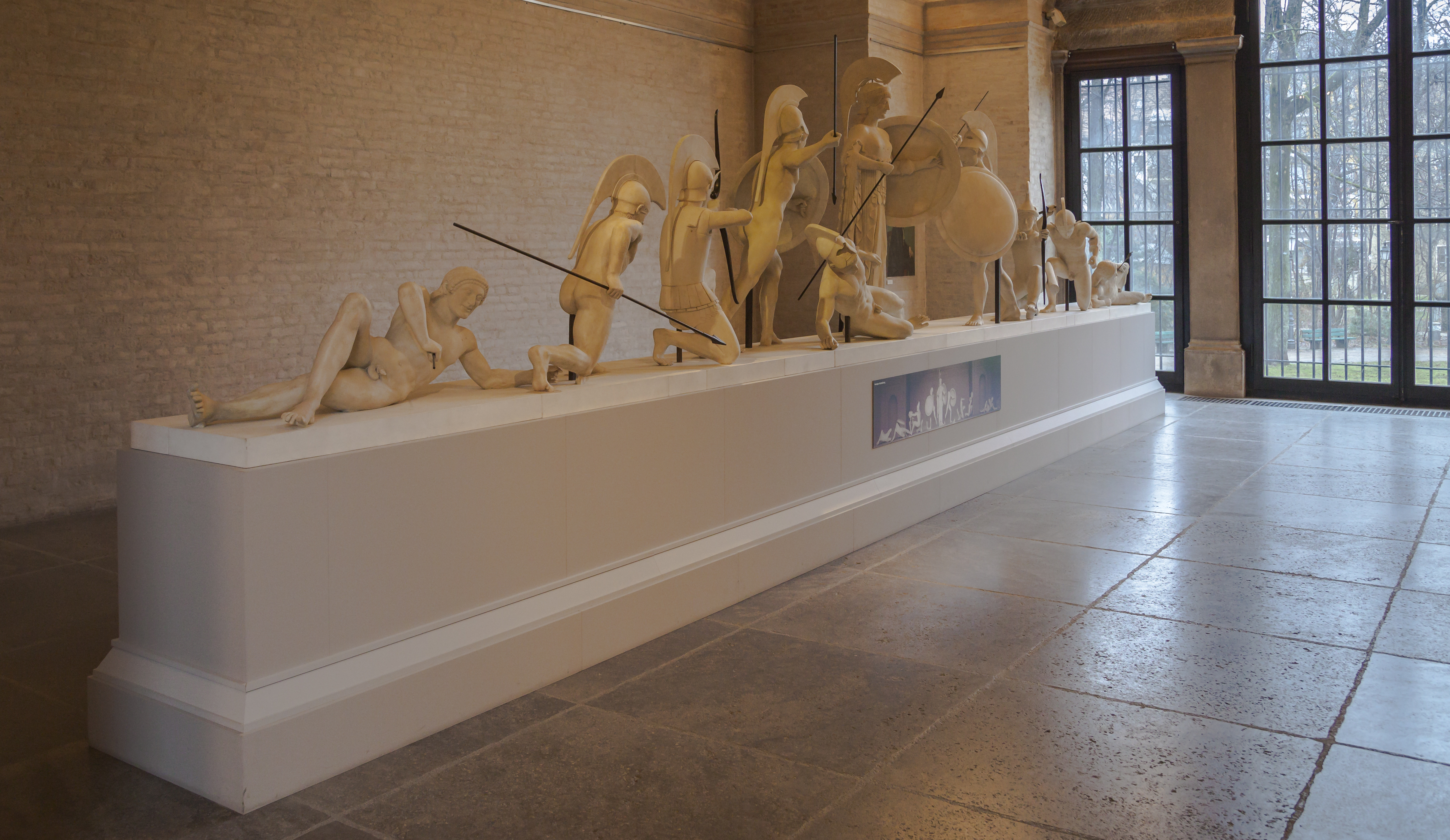
Figures du temple d'Aphaïa (reconstitution)

### Époque classique (-490 à -323)
Les œuvres du classicisme grec comptent un portrait d'Homère (copie romaine de l'original grec datant de 460 av. J.-C., n° 273 dans l'inventaire), la statue surnommée le Roi de Munich qui représente probablement Héphaïstos (460 av. J.-C.), la statue de Diomède (430 av. J.-C.), la Méduse Rondanini (en) (440 av. J.-C.), la stèle funéraire de Mnésarète (380 av. J.-C.), la statue d'Eiréné (370 av. J.-C.), l’Alexandre Rondanini (copie romaine d'un ensemble d'Euphranor vers 338 av. J.-C.), l’Alexandre Schwarzenberg (d'après le fameux Buste d'Alexandre le Grand de Lysippe vers 330 av. J.-C., qui annonce la période suivante et les canons du portrait hellénistique), et le Jeune Ilionéus agenouillé (vers 320 av. J.-C.).

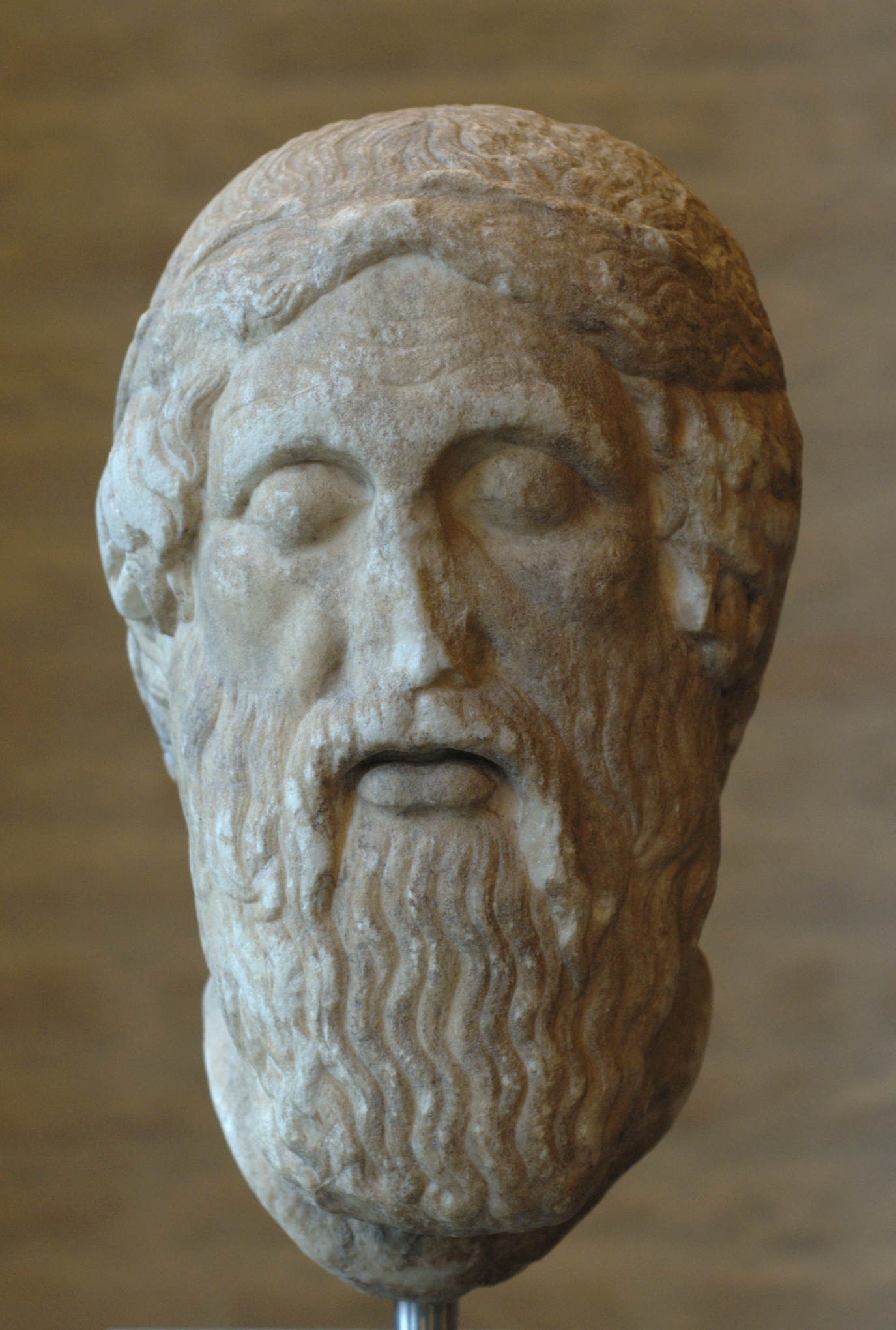
Homère, copie romaine de l'original du Ve siècle av. J.-C.
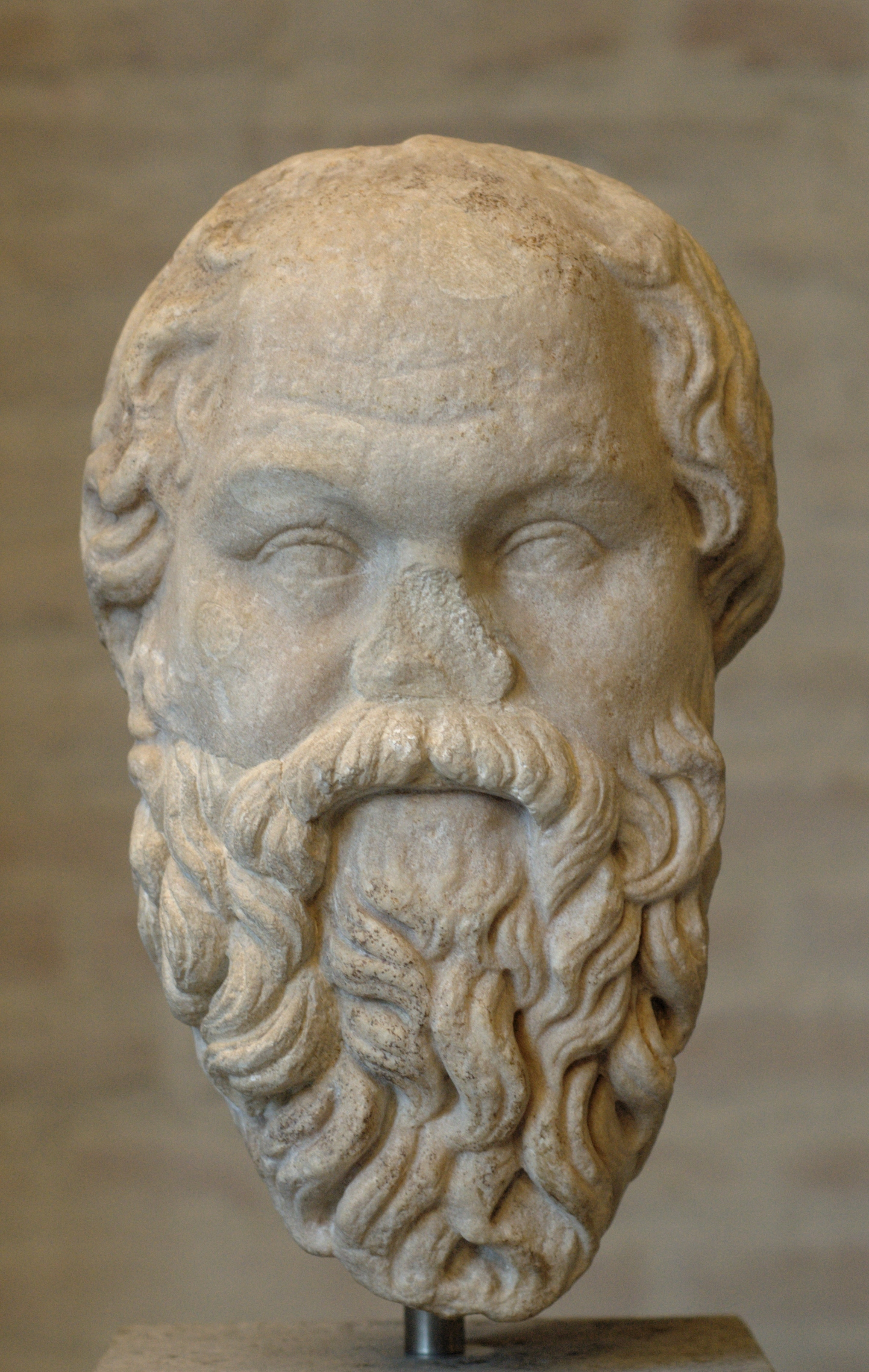
Socrate, copie romaine d'un original grec de Lysippe (v. 330 - 320 av. J.-C.).
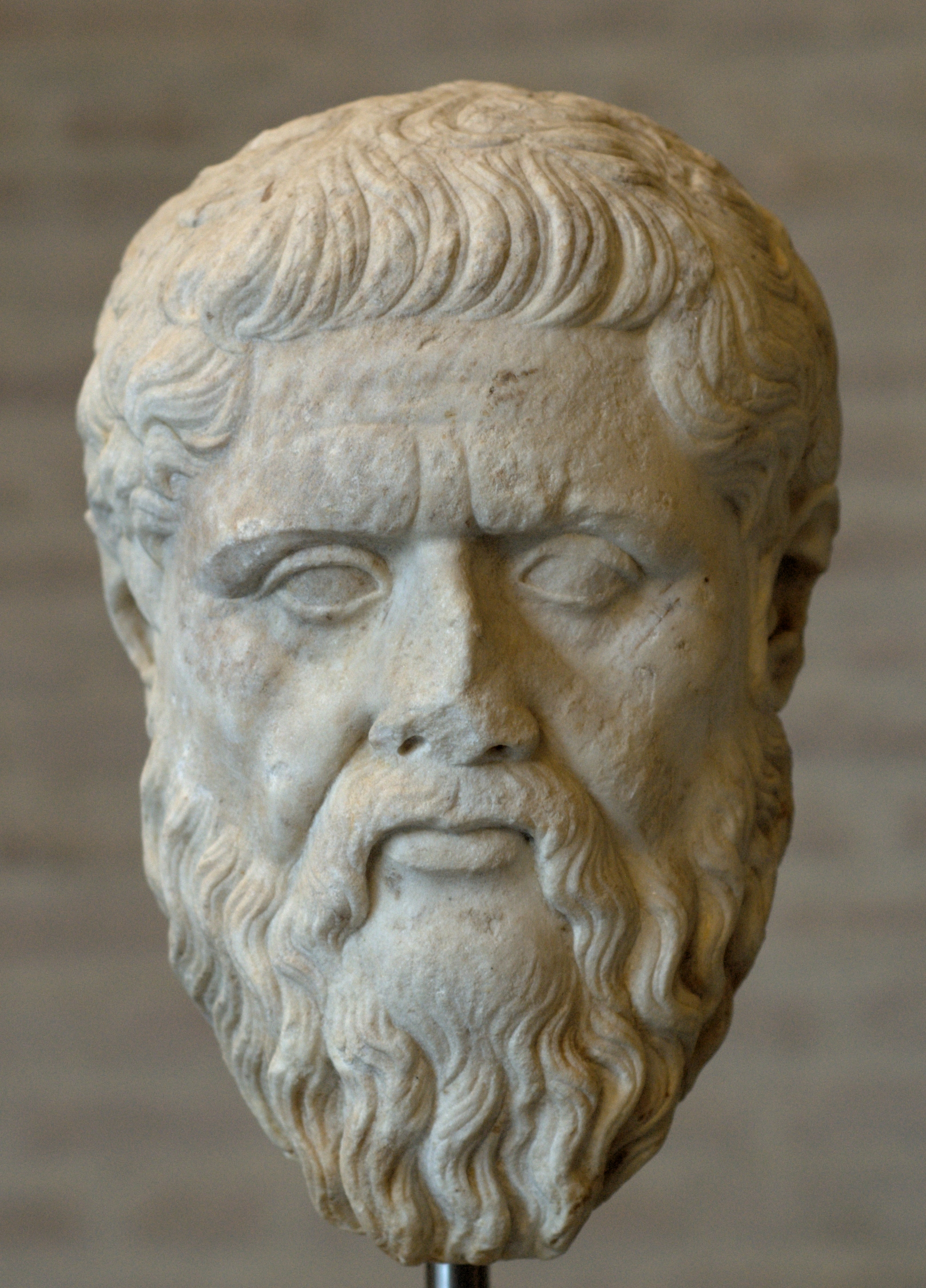
Platon, copie romaine de l'original exposé à l'Académie après sa mort (347 av. J.-C.).
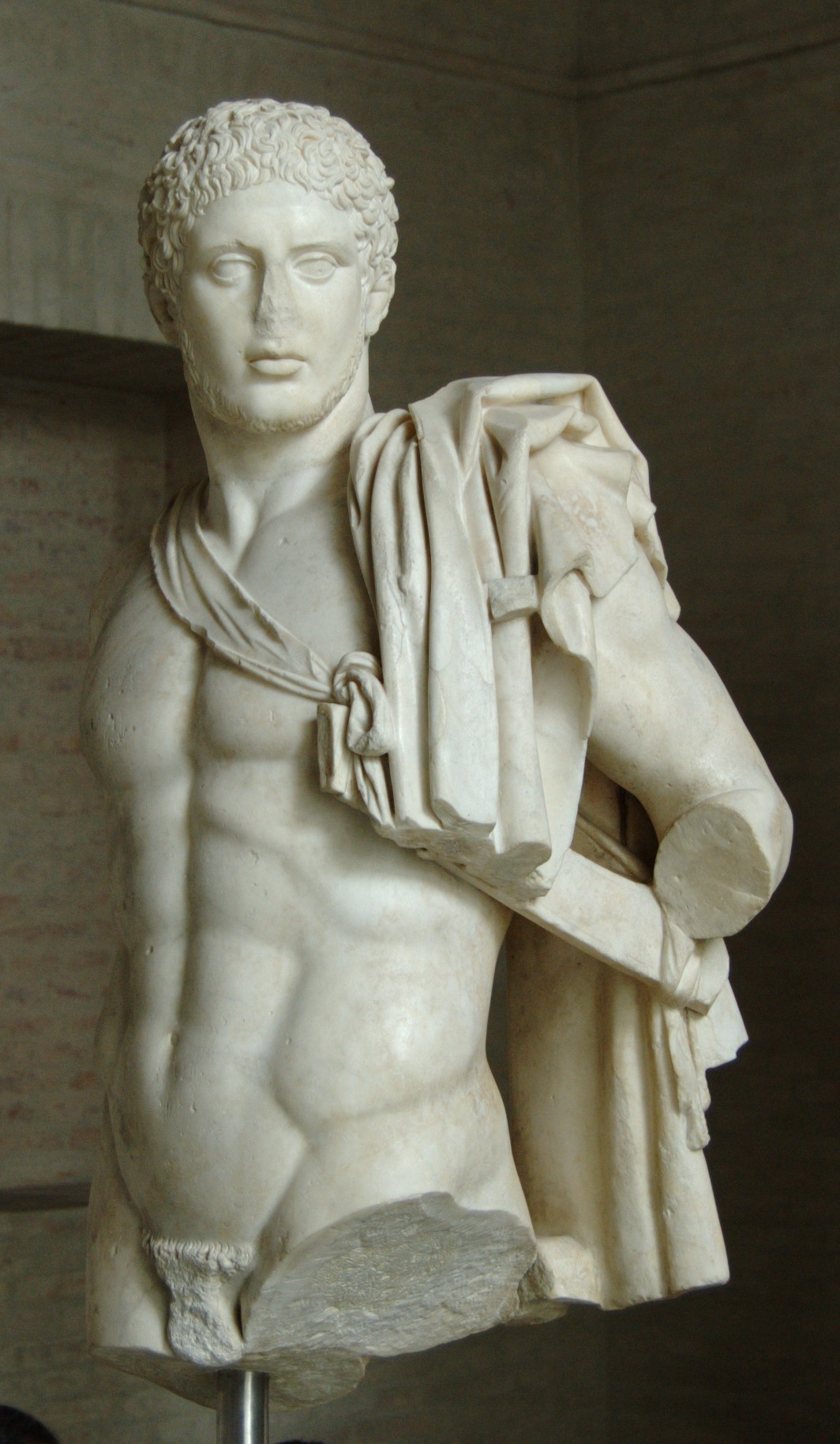
Statue de Diomède.
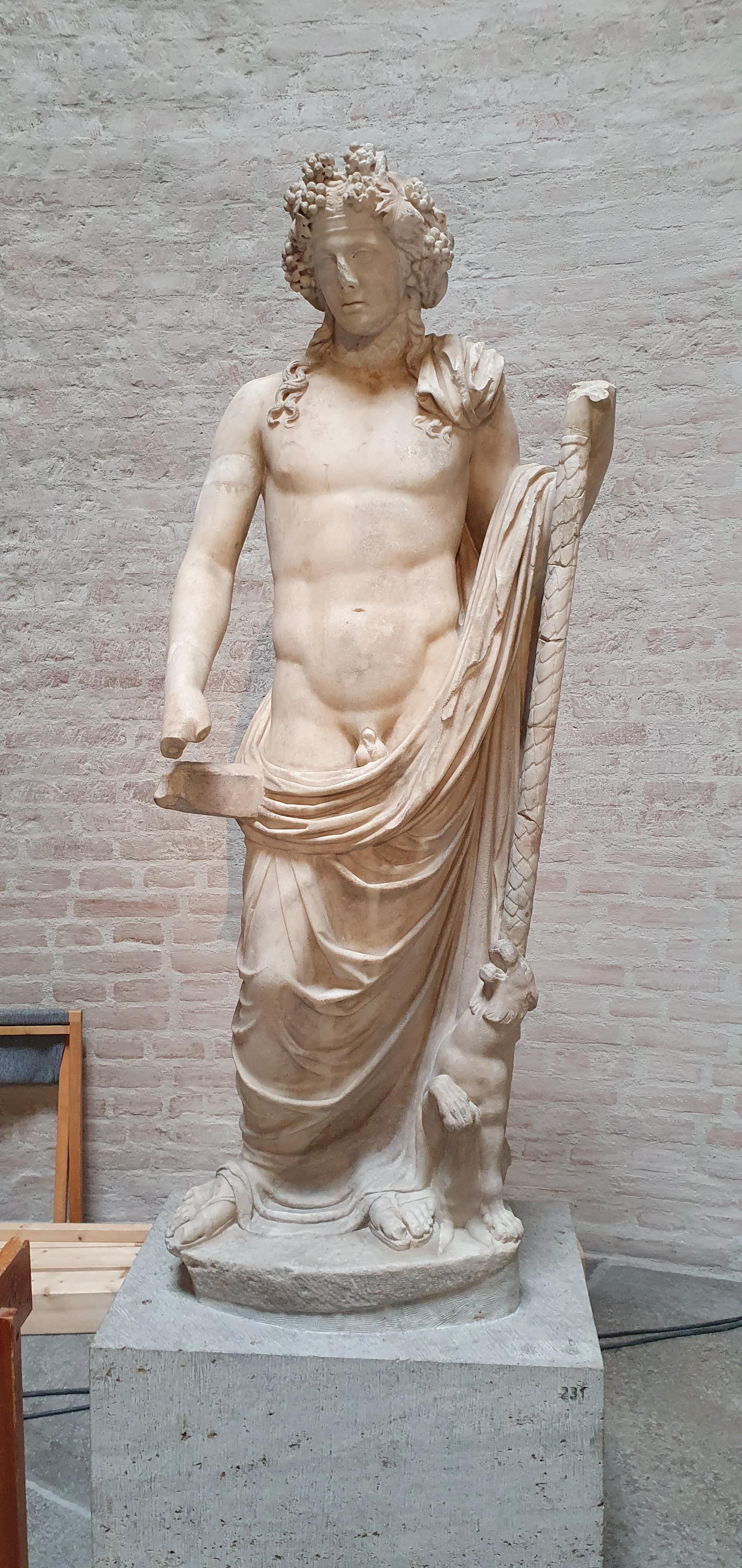
Dionysos “Bevilacqua” portant le thyrse, copie romaine d'un original grec du IVe siècle av. J.-C..

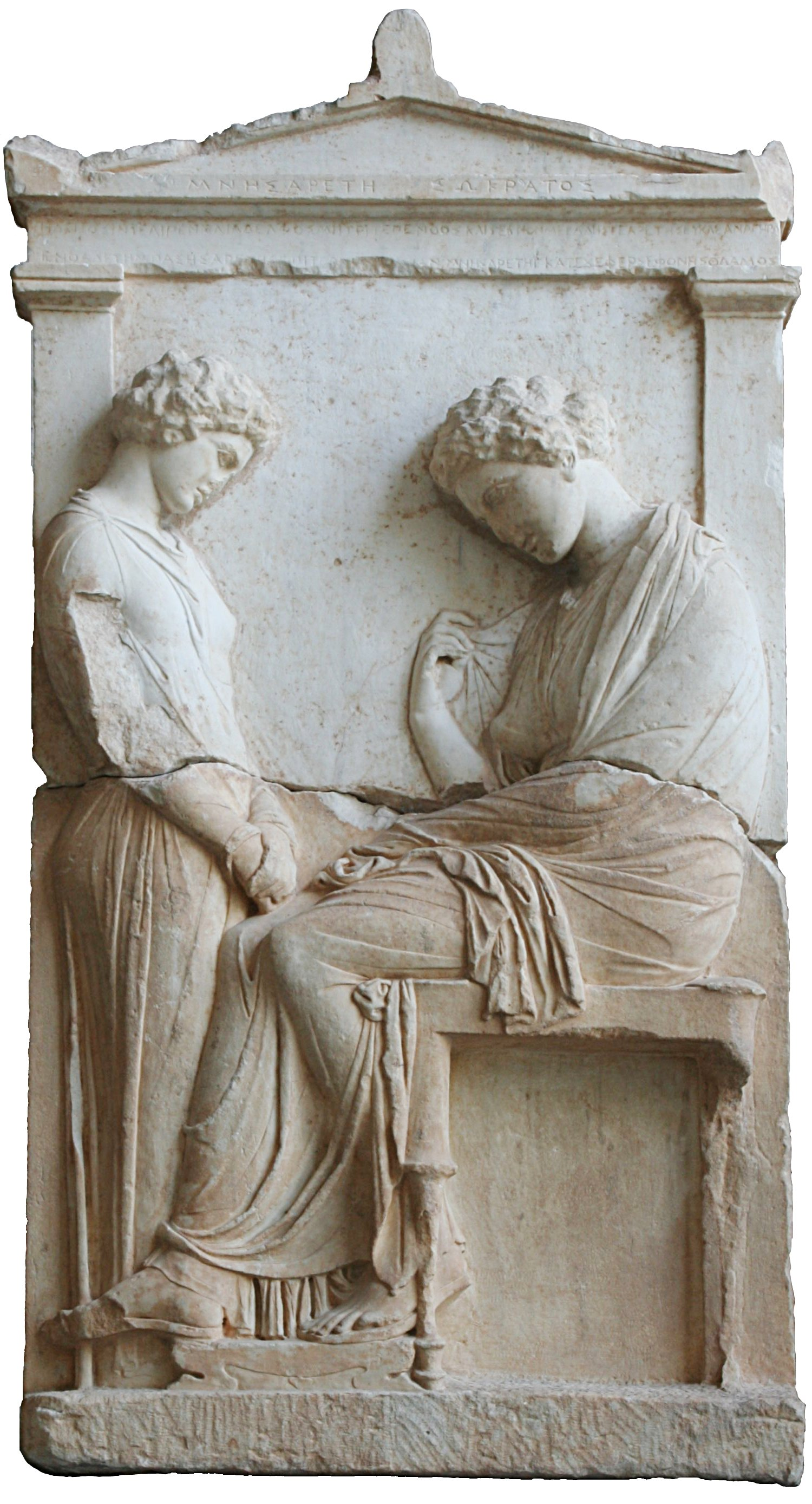
Stèle de Mnésarète.
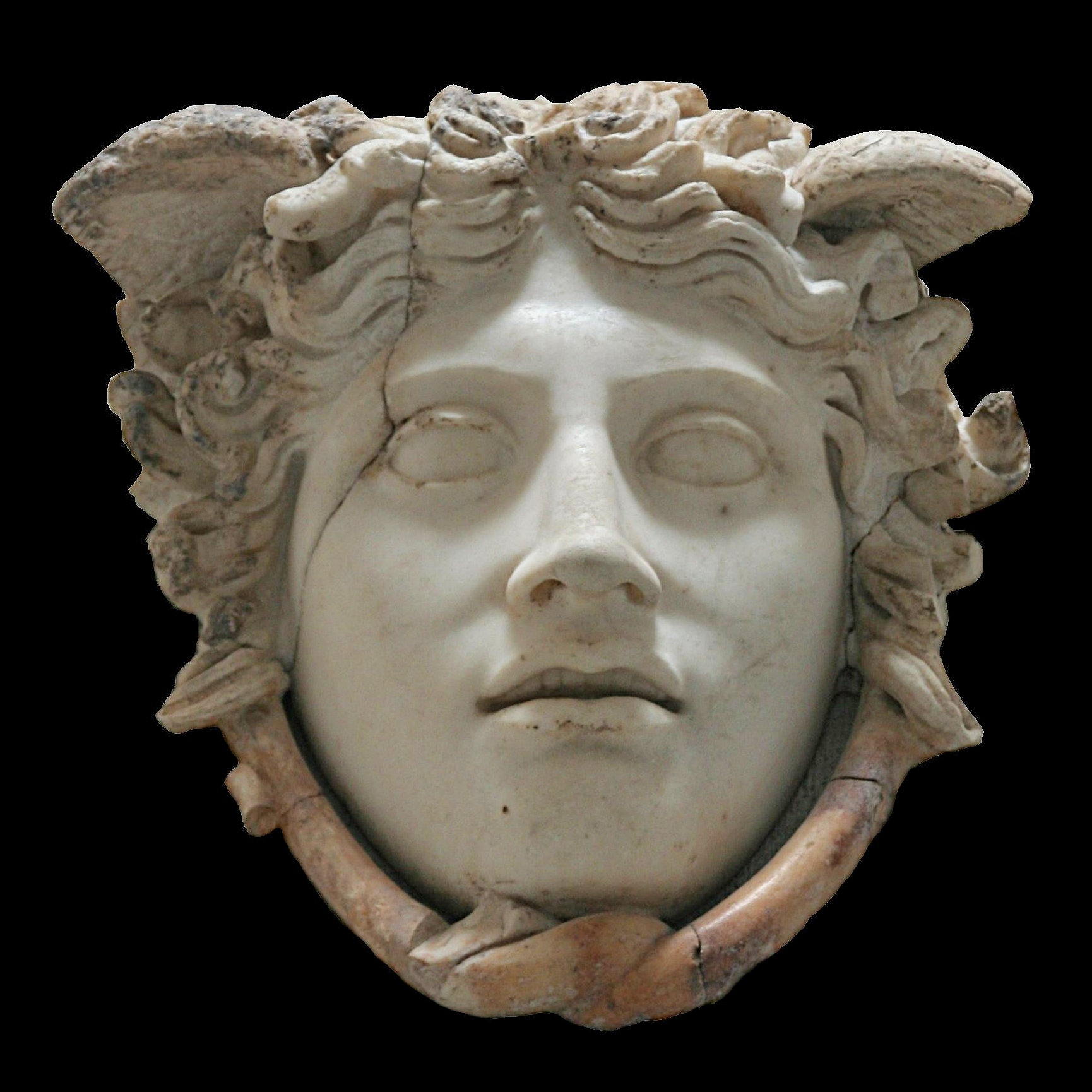
Méduse “Rondanini” (en).
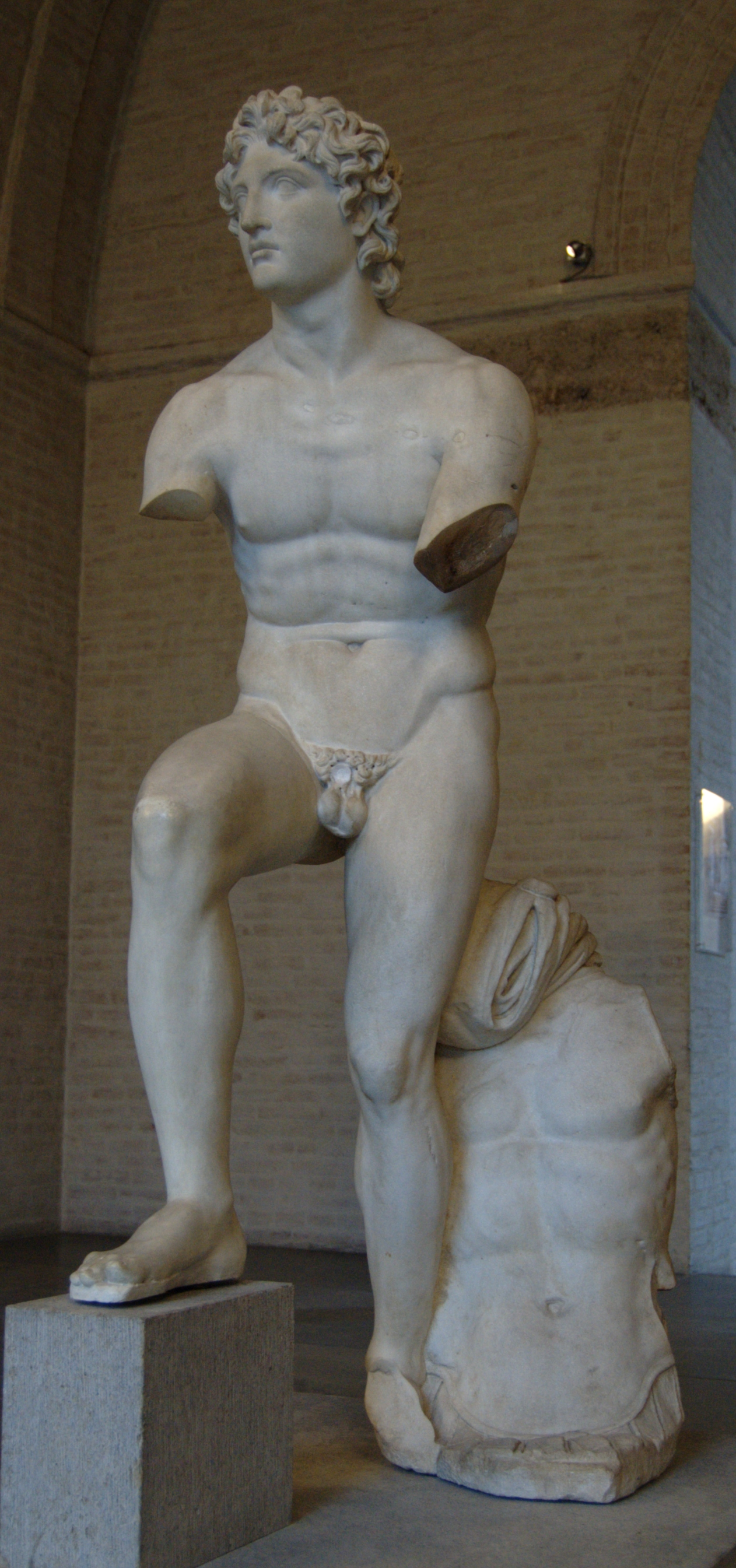
Alexandre “Rondanini” d'après Euphranor.
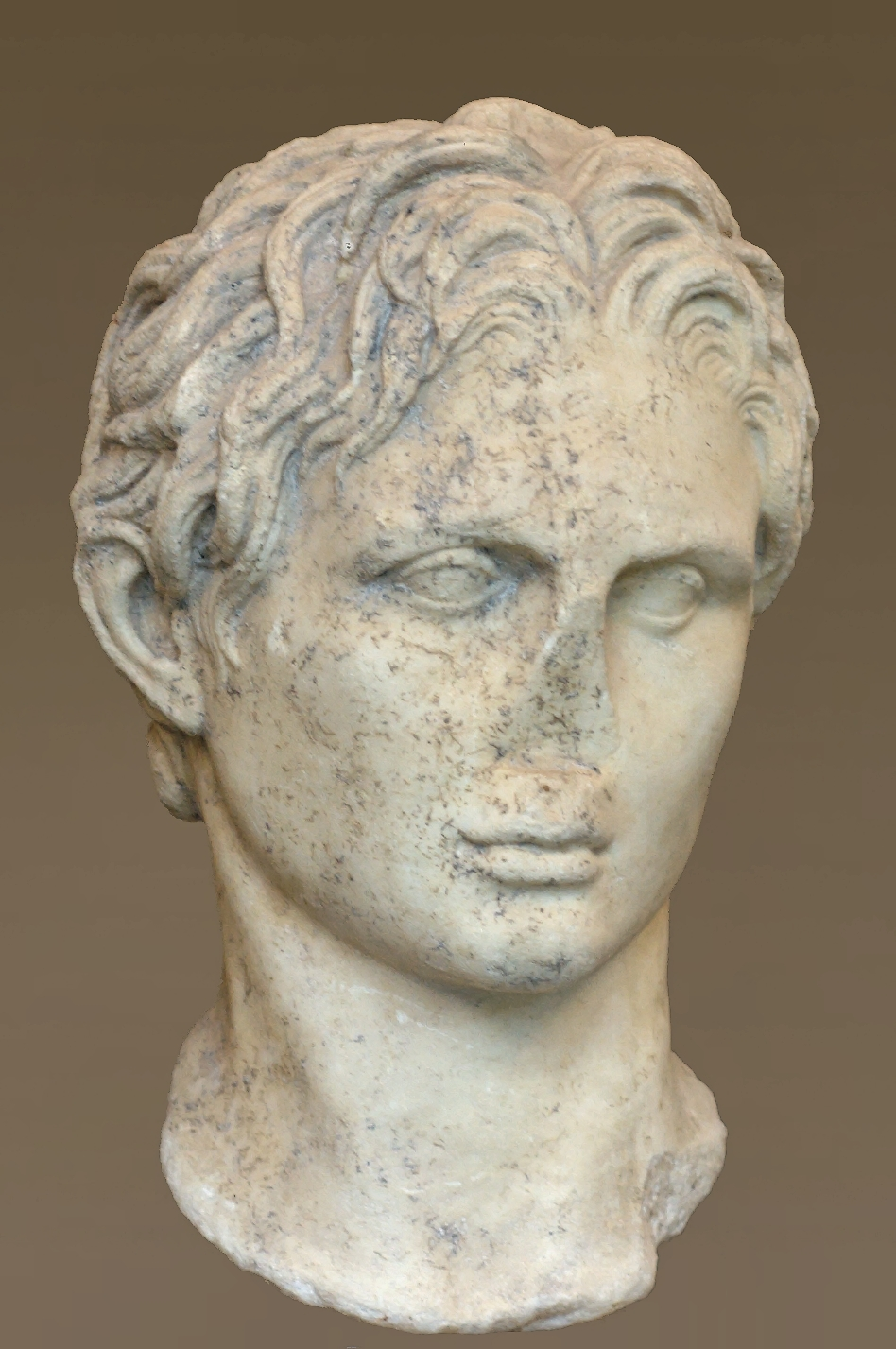
Alexandre “Schwarzenberg” d'après Lysippe.

### Période hellénistique (-323 à -146)
L'œuvre la plus connue de la période hellénistique est le Faune Barberini (220 av. J.-C.). D'autres copies romaines de célèbres sculptures grecques de cette période figurent dans la collection, comme le Garçon à l’oie (environ 250 av. J.-C.) ou la Vieille Femme ivre (copie romaine du Ier siècle dont l'original date d'environ 280 av. J.-C., ou 200 av. J.-C.) : cette statue célèbre est attribuée par Pline l'ancien à un certain Myron de Thèbes, probablement par erreur s'il s'agit du sculpteur Myron le plus connu (né à Éleuthères, ayant vécu et officié à Argos puis Athènes), car ce dernier vivait dans la première moitié du Ve siècle av. J.-C. ; or cette statue est manifestement de style hellénistique, donc postérieure.

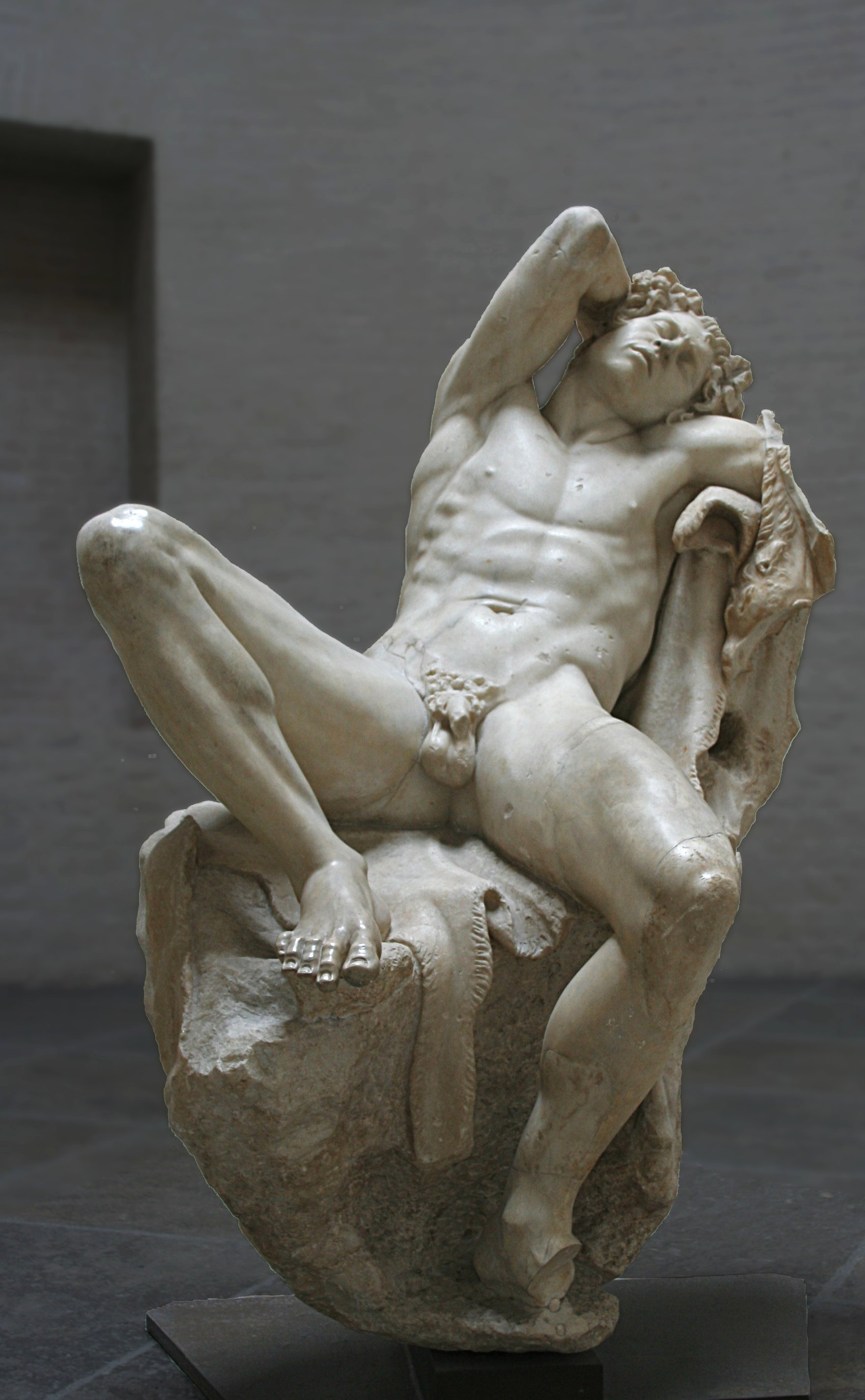
Faune “Barberini”.
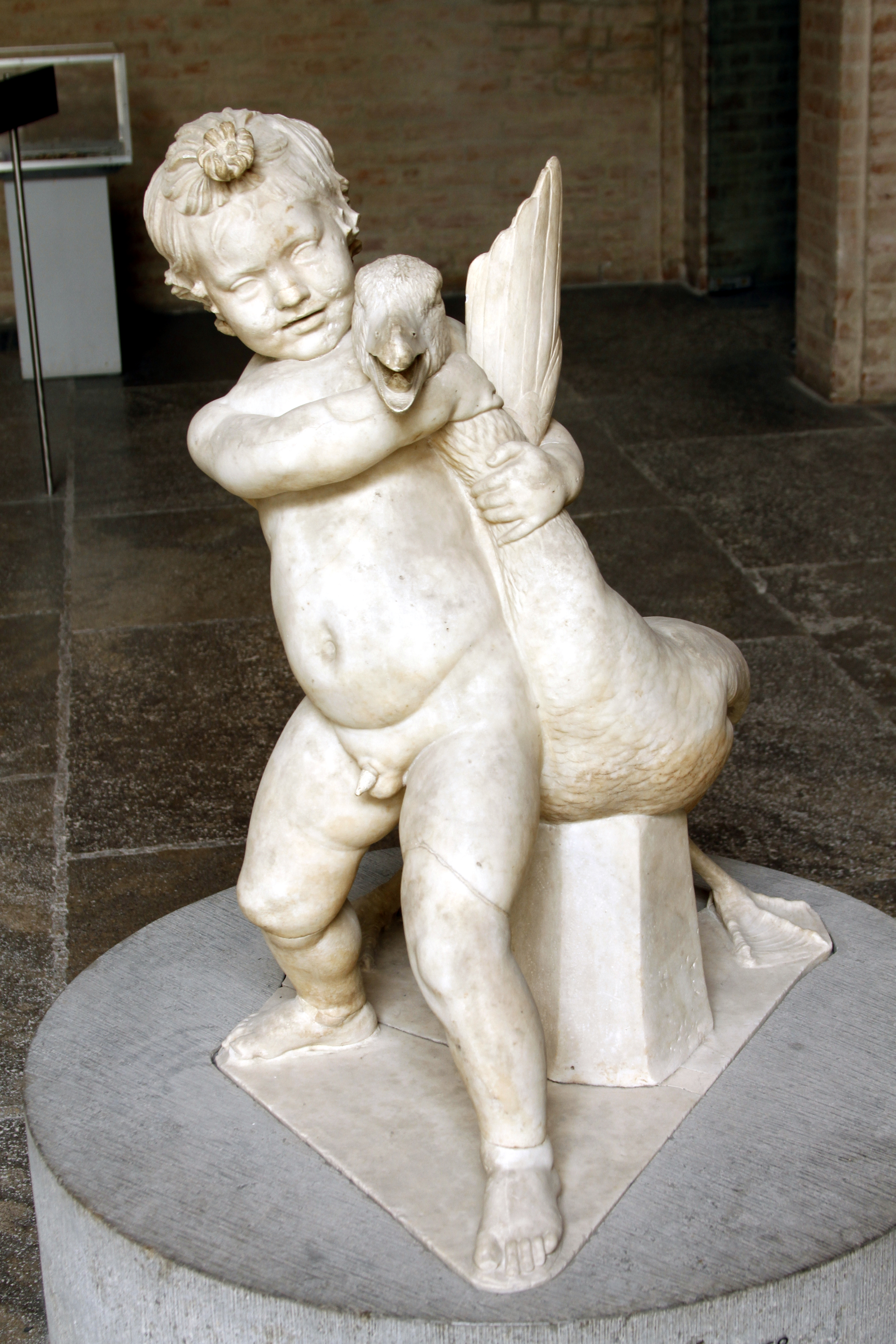
Garçon à l’oie.
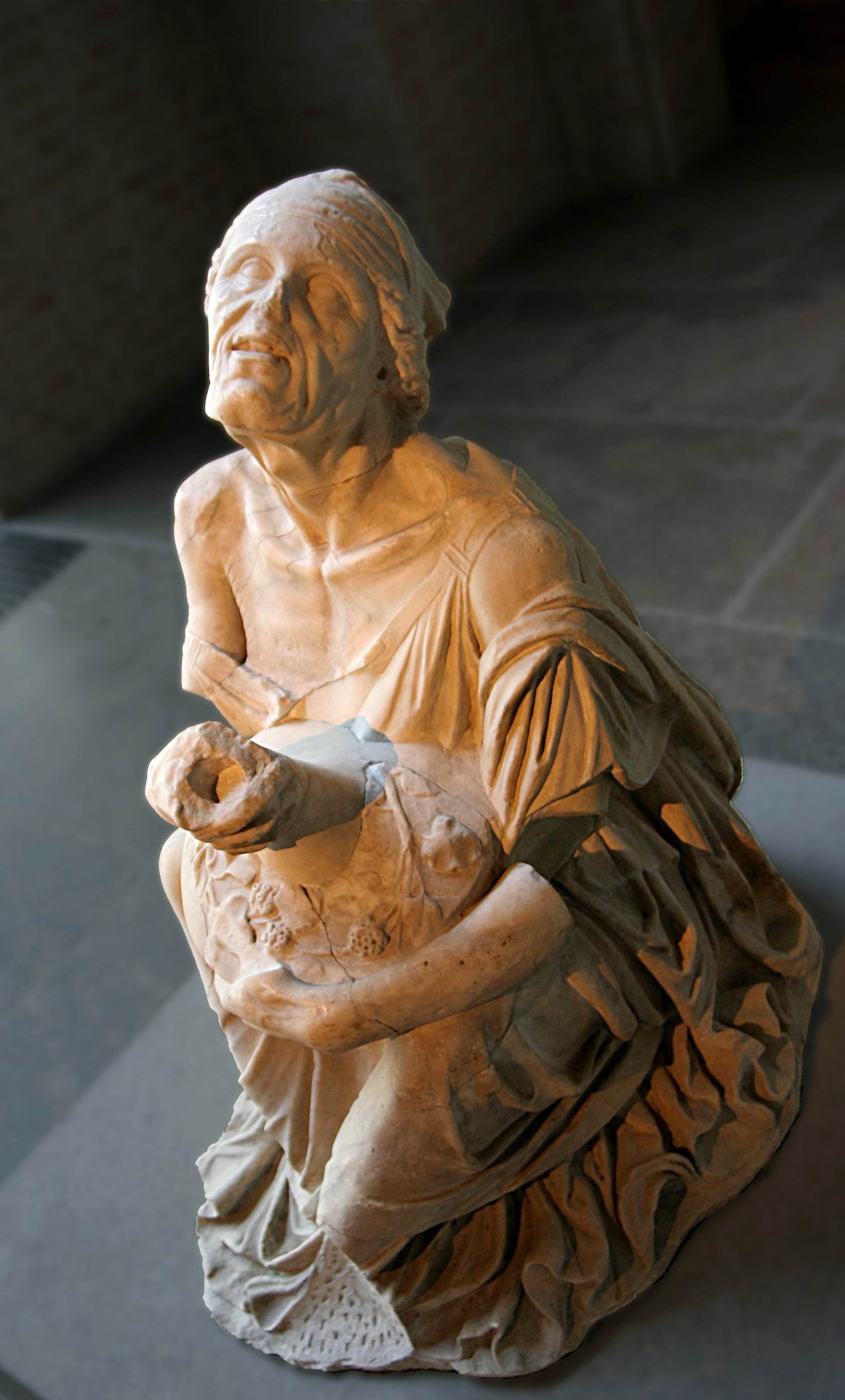
Vieille Femme ivre.

### Époque romaine (-150 à 550)

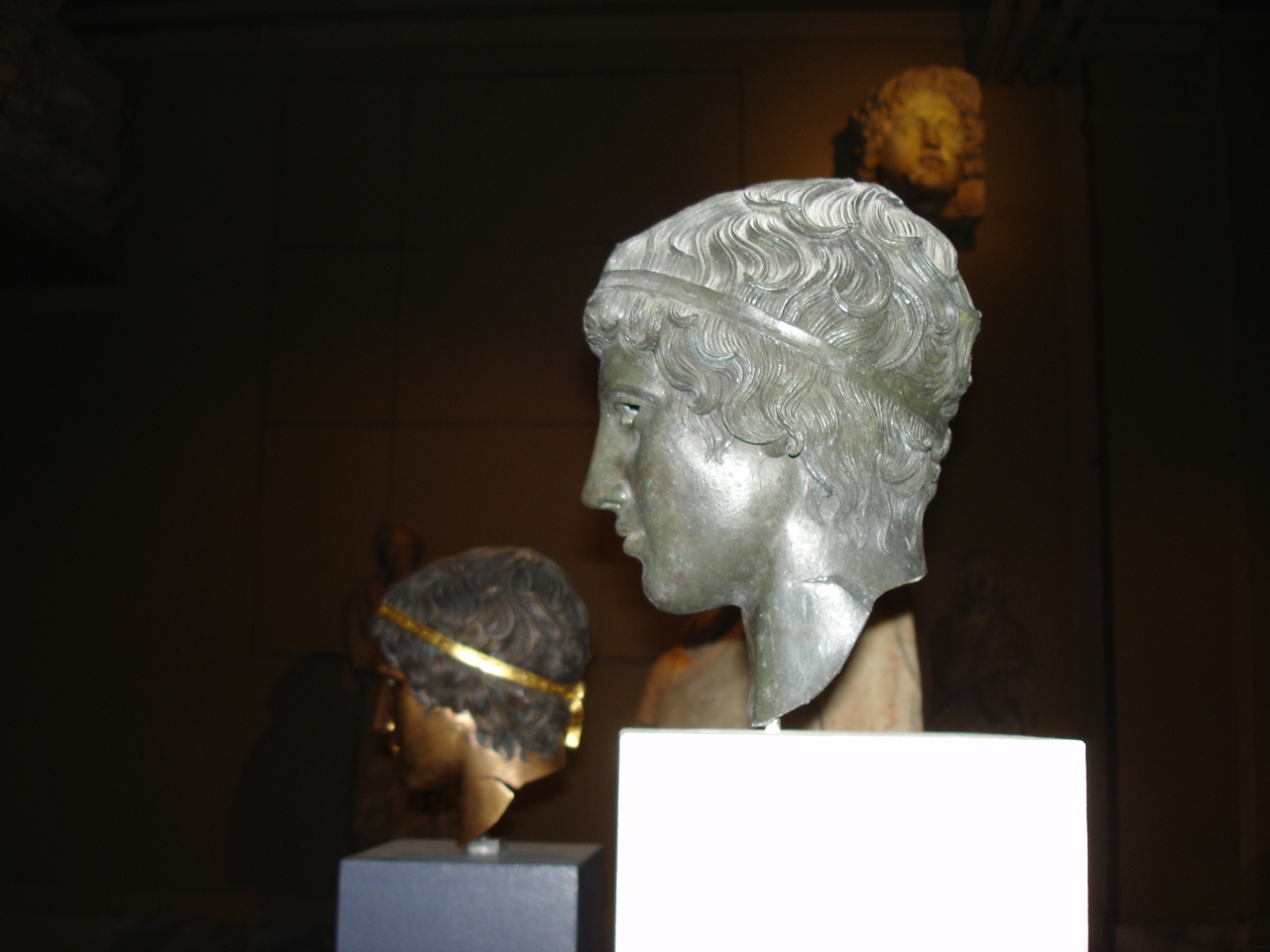
Tête de jeune homme en bronze : l'original et sa copie d'aujourd'hui, exposition « Des dieux en couleurs » (Bunte Götter) à la Glyptothèque en 2003.

La célèbre « Tête de jeune homme en bronze », datant de la fin du Ier siècle av. J.-C. ou du début du Ier siècle apr. J.-C., est une imitation romaine du style grec classique du Ve siècle av. J.-C.. L'éphèbe, aux traits fins presque féminins, porte un bandeau de victoire. À l'origine, la couleur du bronze était jaune franc légèrement rosé, ses lèvres étaient dorées (quelques traces en attestent), et ses yeux étaient en argent ornés de pupilles en grenat (ils ont été perdus). En témoigne la reconstitution moderne et resplendissante de cette « Tête d'éphèbe » élaborée pour l'exposition itinérante Bunte Götter (« Des dieux en couleurs » ou même « Des dieux bariolés », ou encore « La polychromie des dieux » ; en 2003 à Munich, puis en tournée dans le monde entier).
L'objectif de cette exposition était de montrer les vives couleurs d'origine des objets, statues et monuments antiques : et par exemple cette célèbre et belle tête de bronze, patinée par le temps, a été confrontée à sa copie récente “flambant neuve” dans un saisissant effet de contraste (voir le montage photographique ci-dessous).
En effet, la plupart des monuments antiques ou même médiévaux, devenus aujourd'hui hiératiques et austères car uniformisés dans leur blancheur marmoréenne, ou parfois ternis comme le bronze par le passage des ans, étaient à leur naissance richement ornés et polychromes : c'est le cas par exemple du Parthénon, du temple d'Aphaïa ou, plus près de nous, de la cathédrale Notre-Dame de Paris. L'exposition Bunte Götter, et notamment le rapprochement entre la tête de bronze antique et sa réplique contemporaine, en offrent une parfaite illustration par ce raccourcis éloquent.

L'exposition « Des dieux en couleurs » (Bunte Götter) à la Glyptothèque en 2003
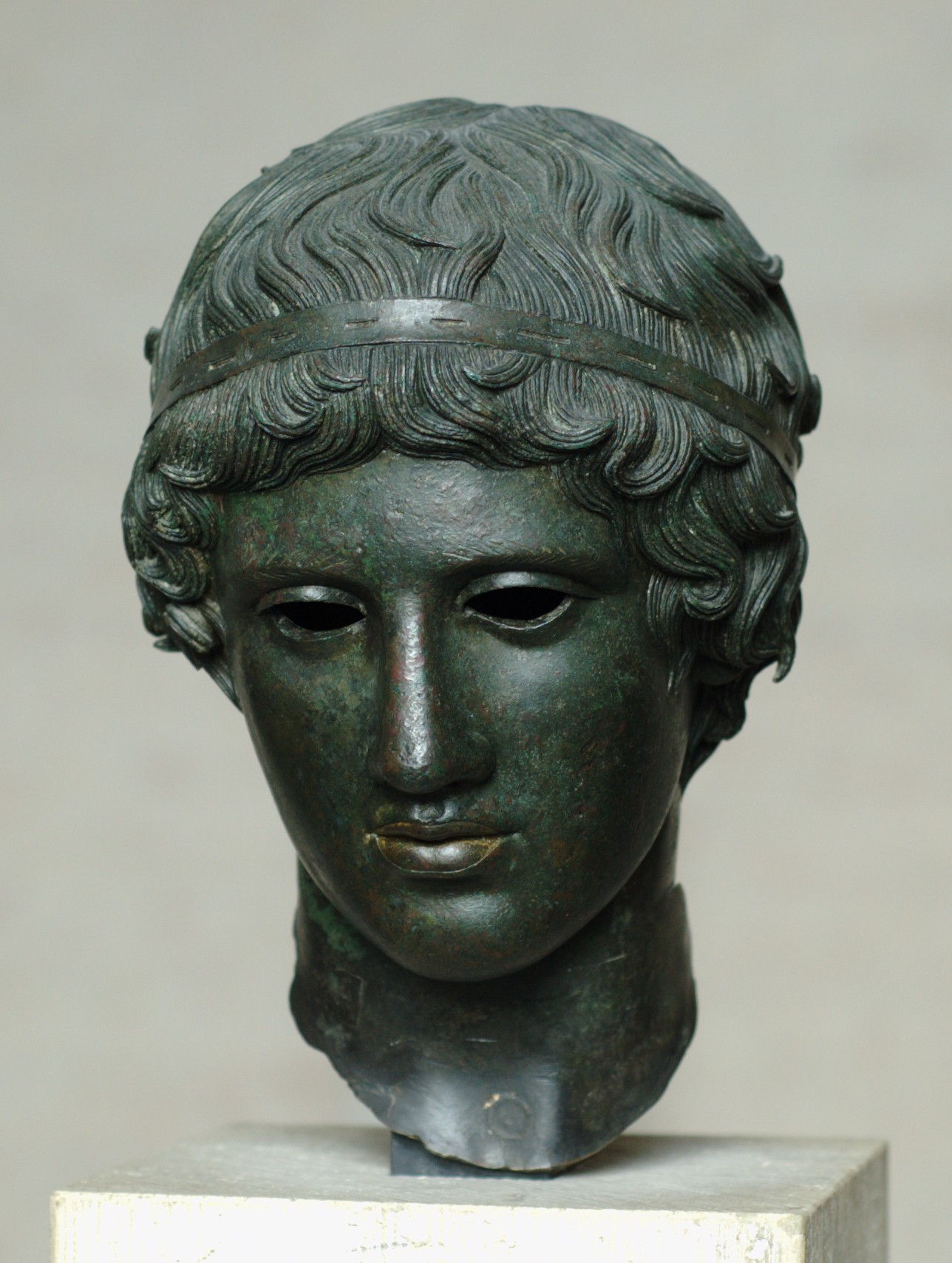
Tête de jeune homme en bronze seule, de face.
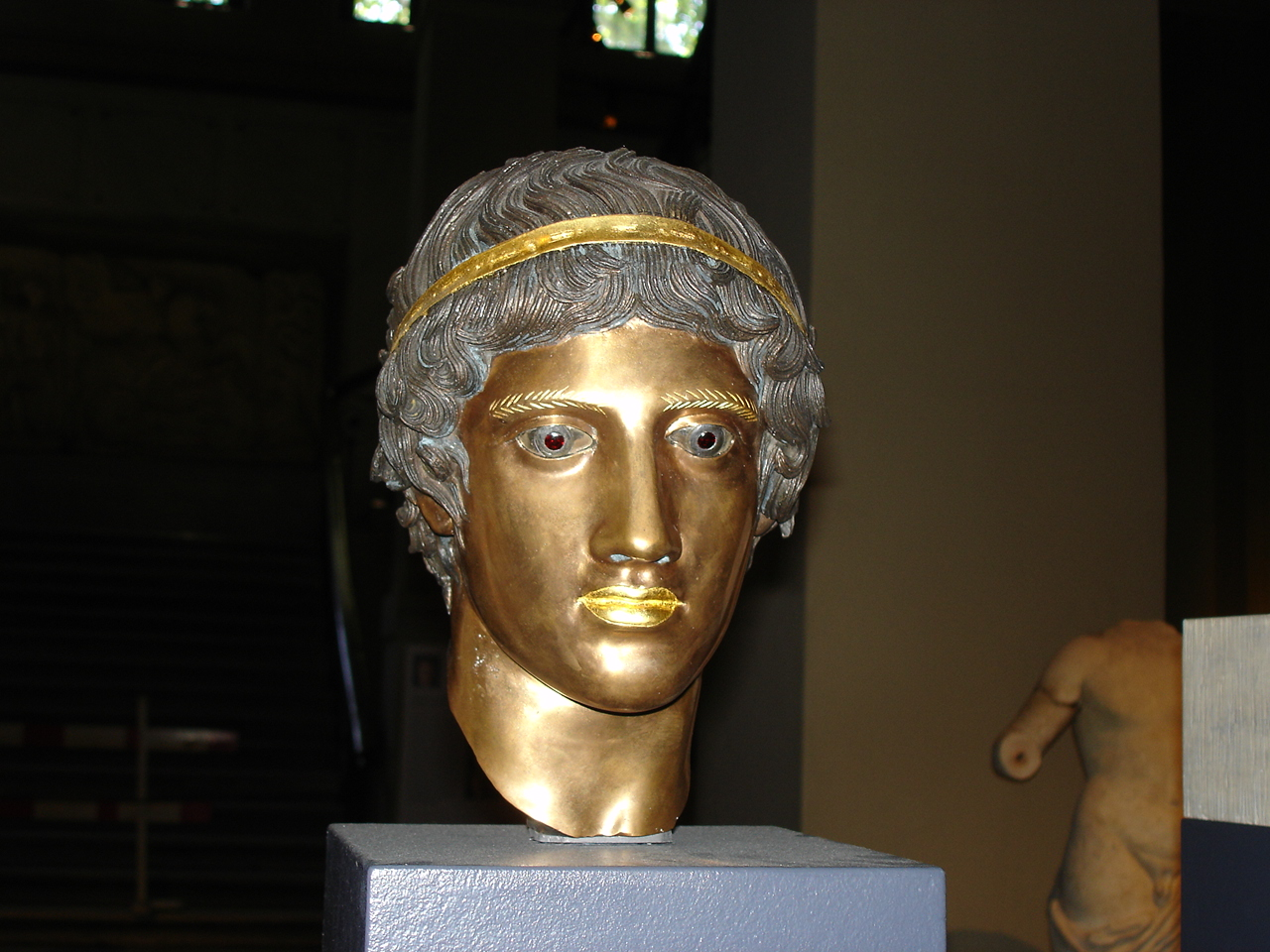
Sa réplique moderne de face.
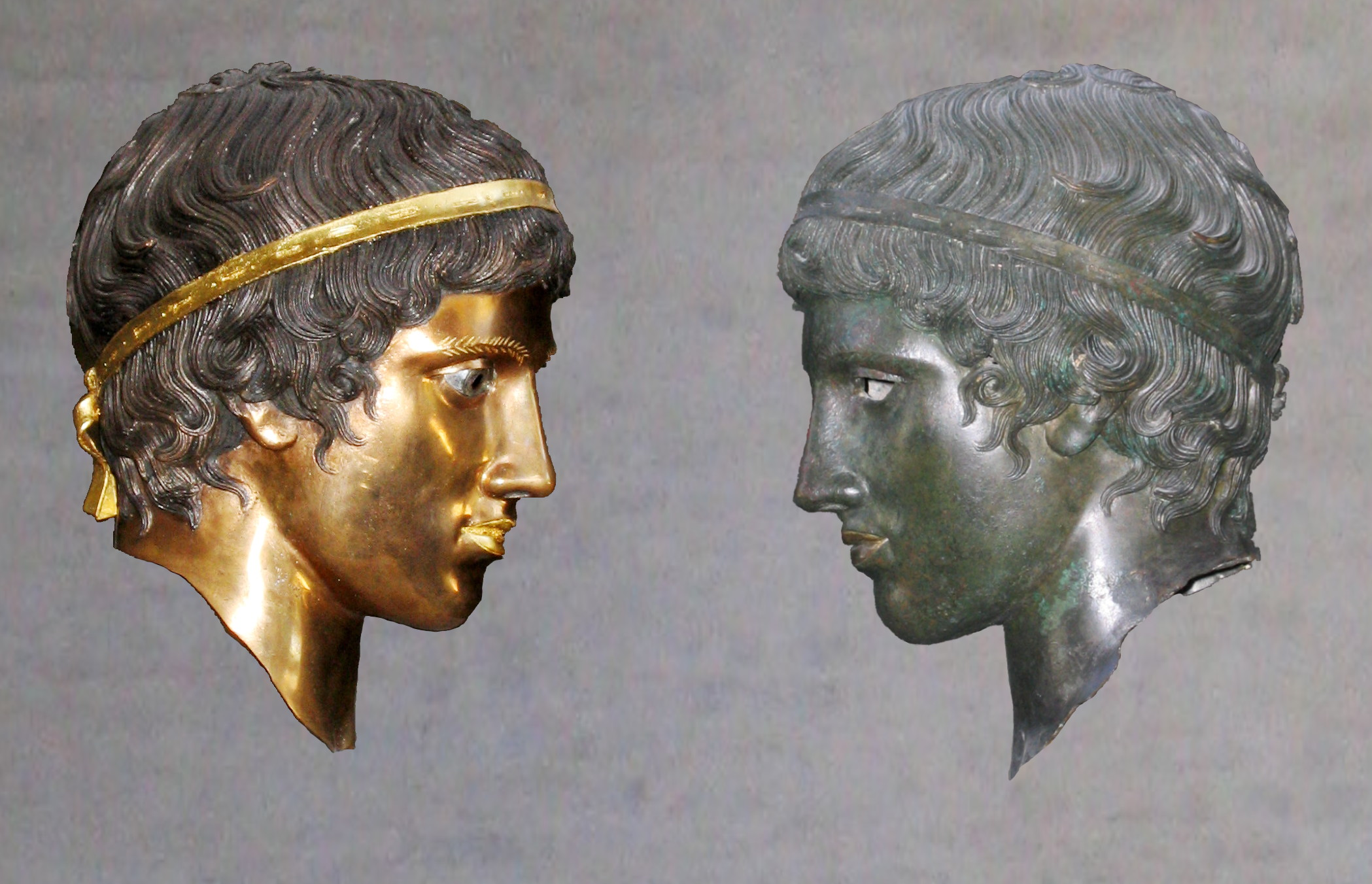
Les deux en vis-à-vis.

« Dieux en couleurs » (suite) : reconstitution des couleurs d'origine, fronton du temple d'Aphaïa (fin période grecque archaïque)
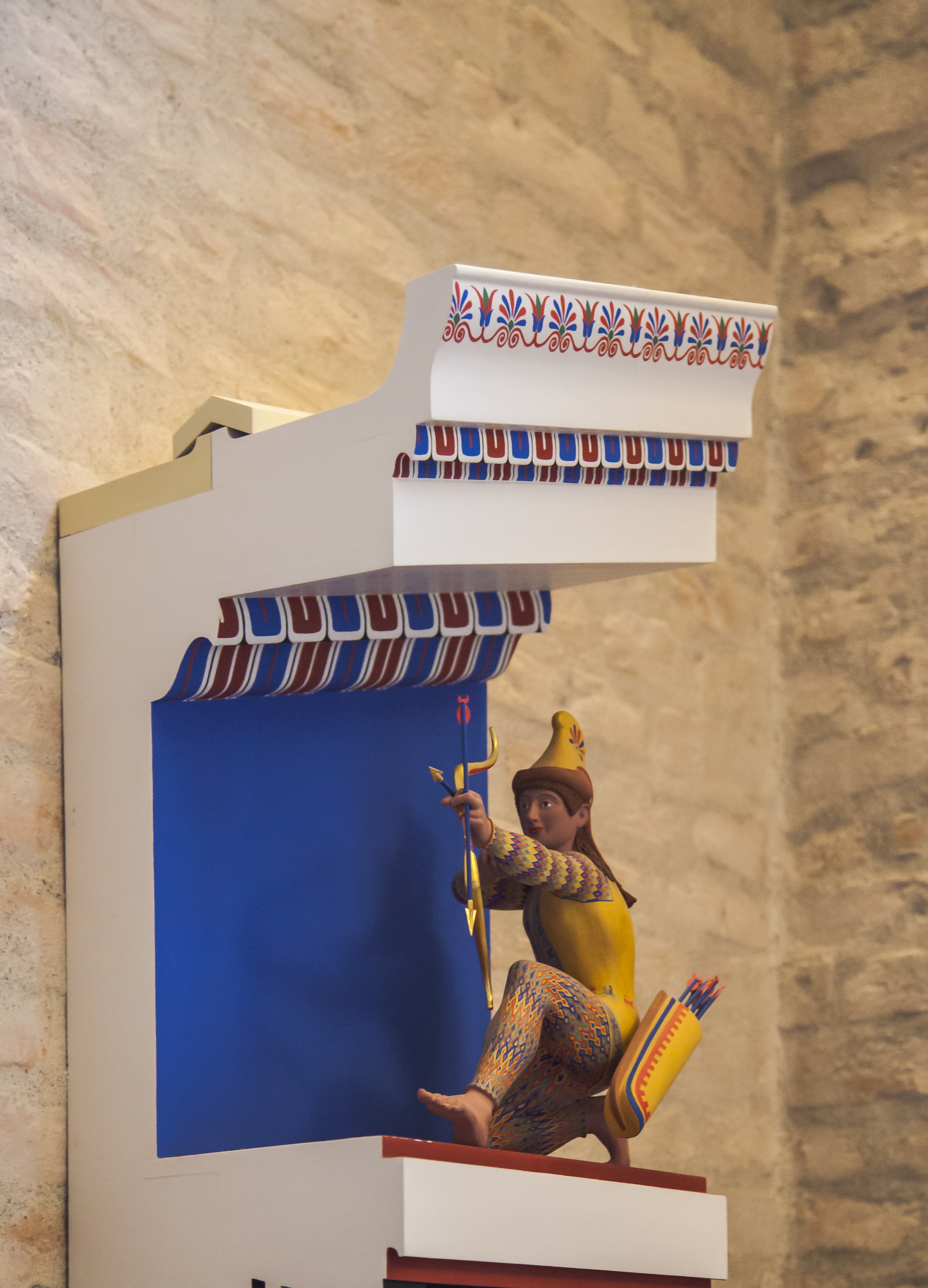
Archer.
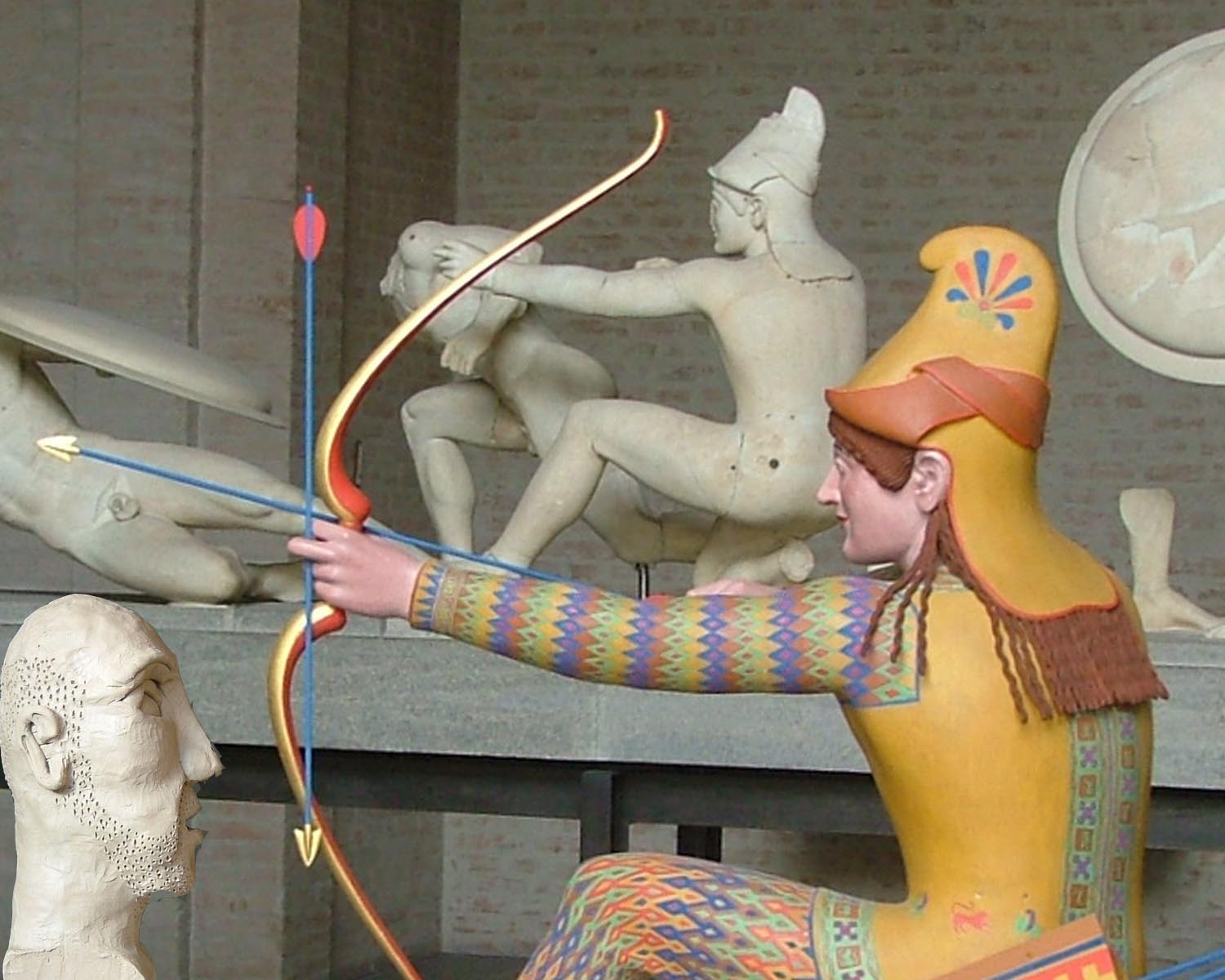
L'original et sa copie colorée en perspective.
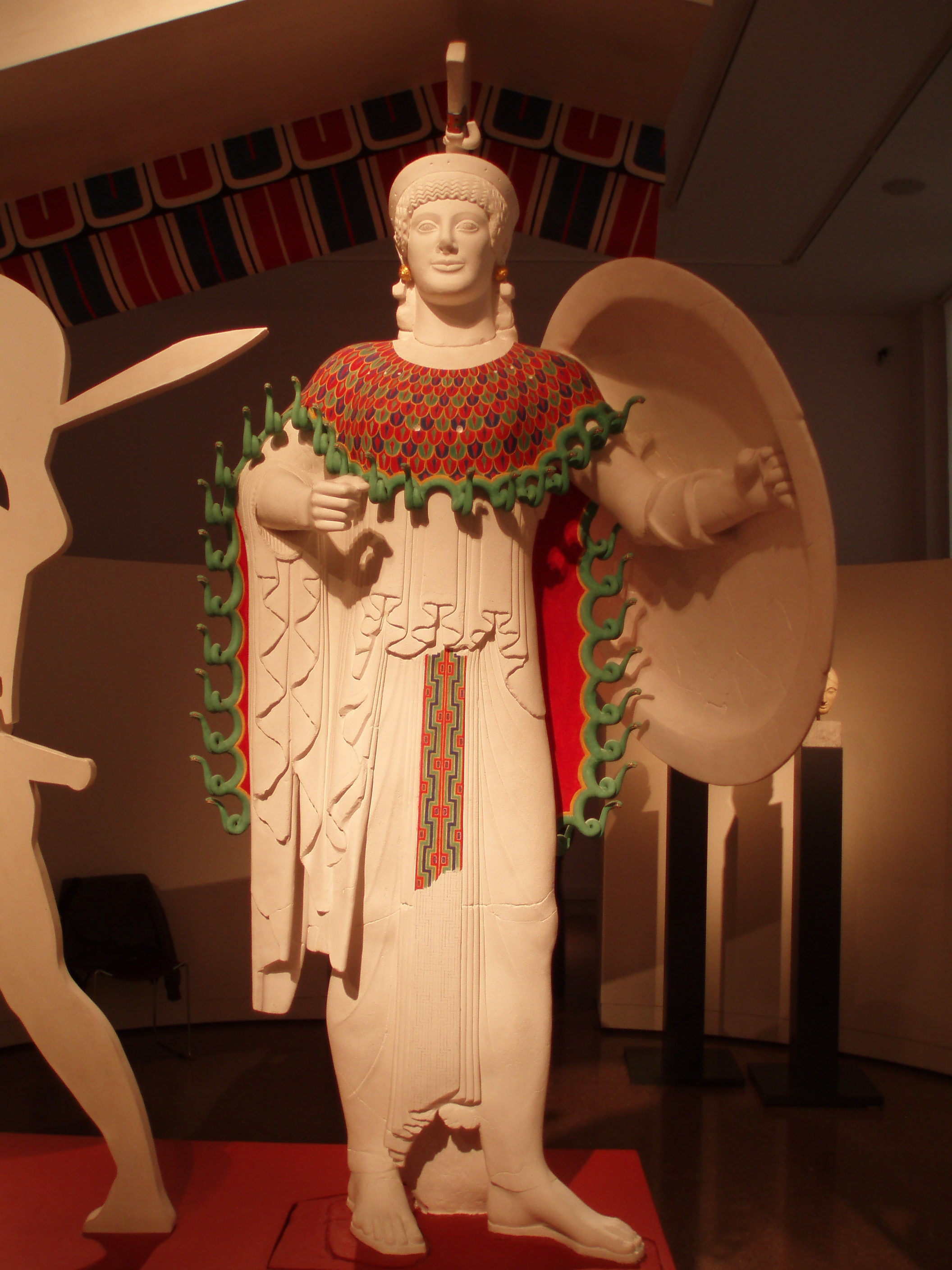
Déesse Athéna (fronton Ouest, vers 490 av. J.-C.).

La glyptothèque possède une riche collection de bustes ou portraits romains, comme les autres célèbres sculptures représentant Marius et Sylla (environ 40 av. J.-C.) : les fameux « frères ennemis mortels » et généraux antagonistes des guerres civiles opposant les populares aux optimates et qui ont émaillé la fin de la République romaine, dans la seconde moitié du IIe siècle av. J.-C. et au Ier siècle av. J.-C.. Elles ont finalement entraîné la chute de la République, ou sa “fusion” dans le régime du principat, inaugurant avec leur vainqueur Auguste l'ère du désormais « Empire romain ».

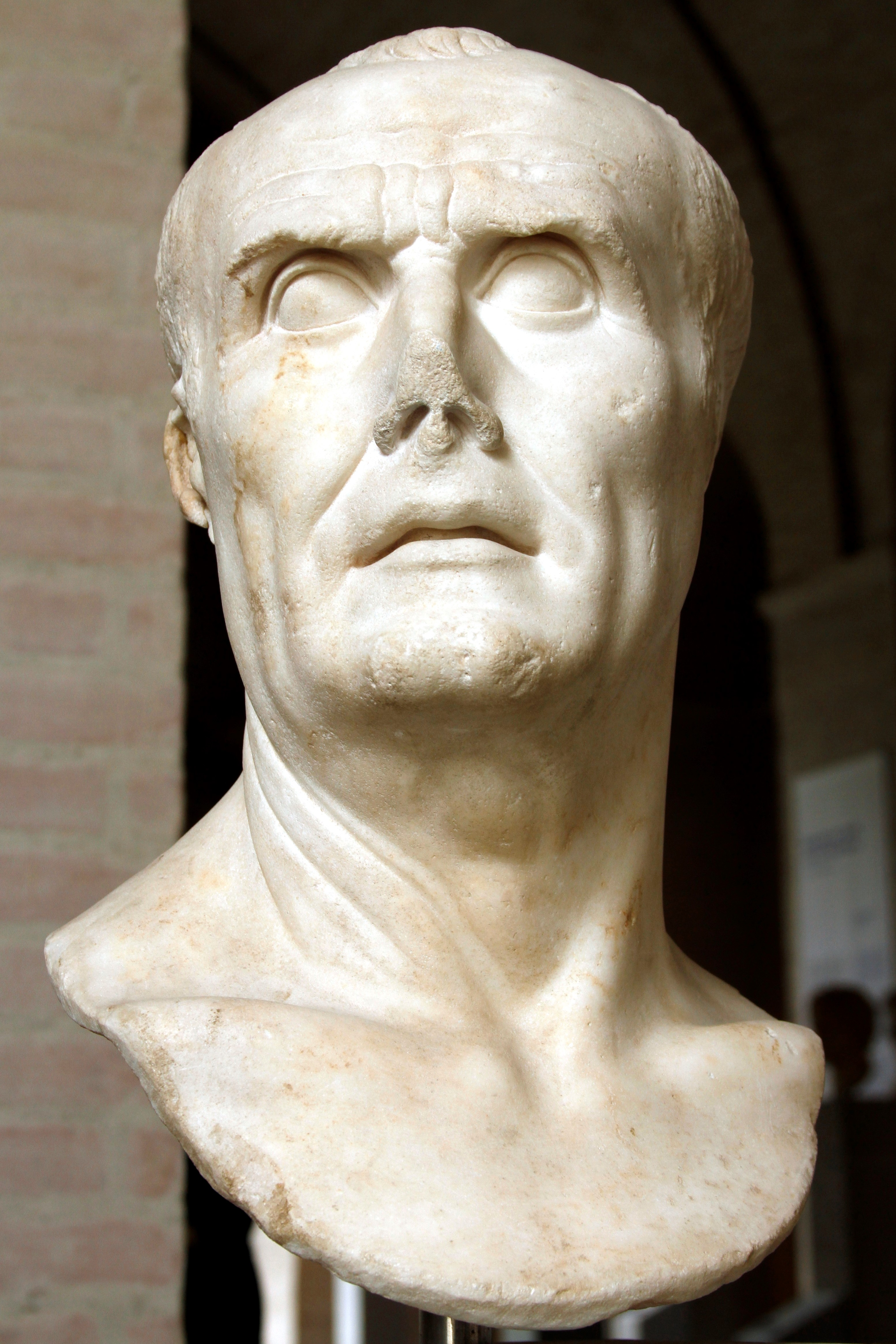
Marius...

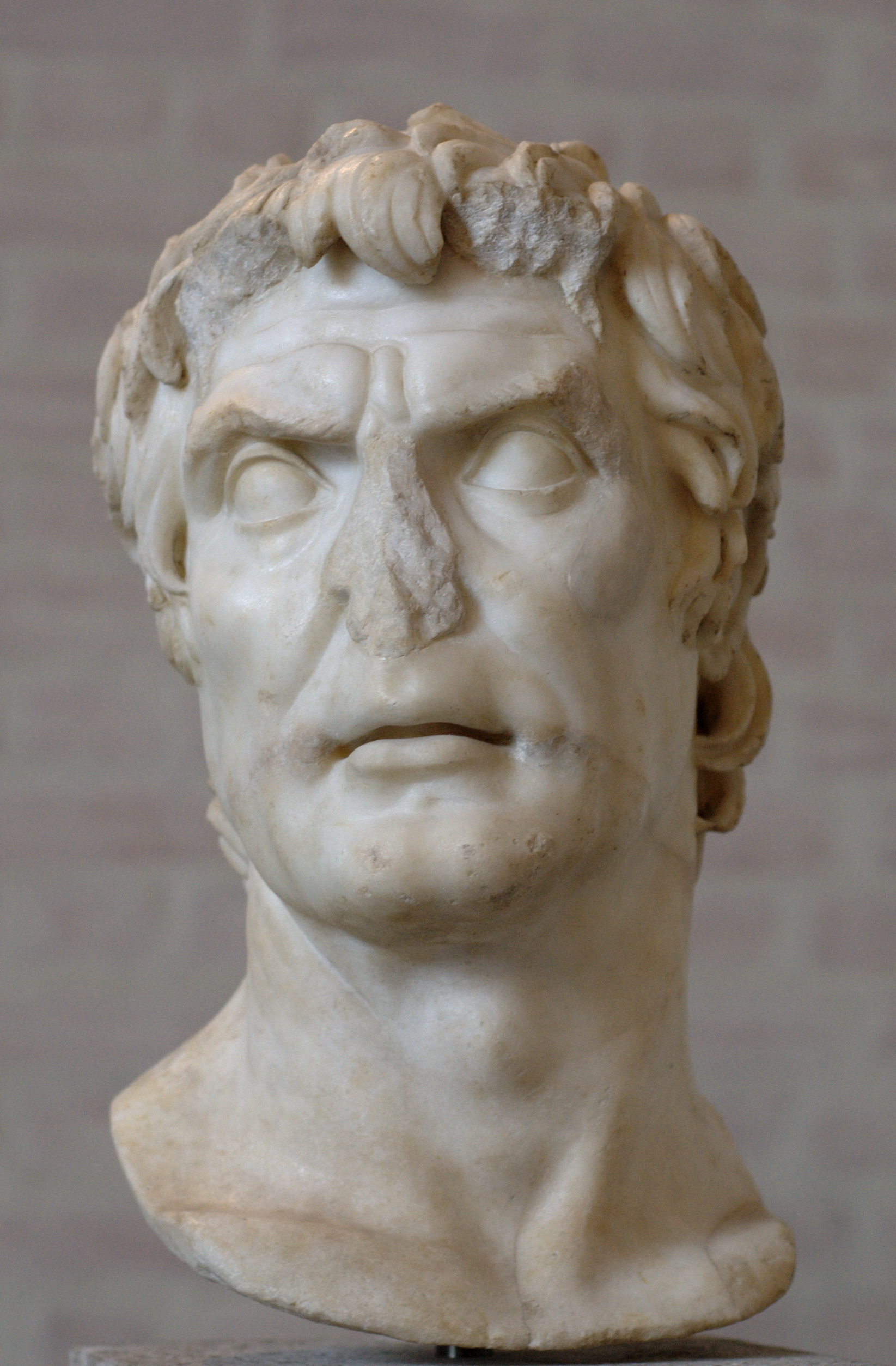
... et Sylla.

Ces deux bustes sont parfois nommés « pseudo-Marius » et « pseudo-Sylla », car leur identification n'est pas absolument sûre. En tout cas, il s'agit de copies libres (sans doute d'époque augustéenne) de deux portraits de Romains importants de la fin du IIe siècle av. J.-C.. 
En raison de leurs nombreux points communs — à savoir leurs proportions, la raideur de leur port de tête, leur bouche entrouverte et leurs grands yeux un peu disproportionnés et enfoncés (ombre portée) laissant deviner l'intensité et la détermination du regard —, on estime que ces deux statues ont pu être à l'origine conçues et exposées ensemble dans une galerie de portraits.

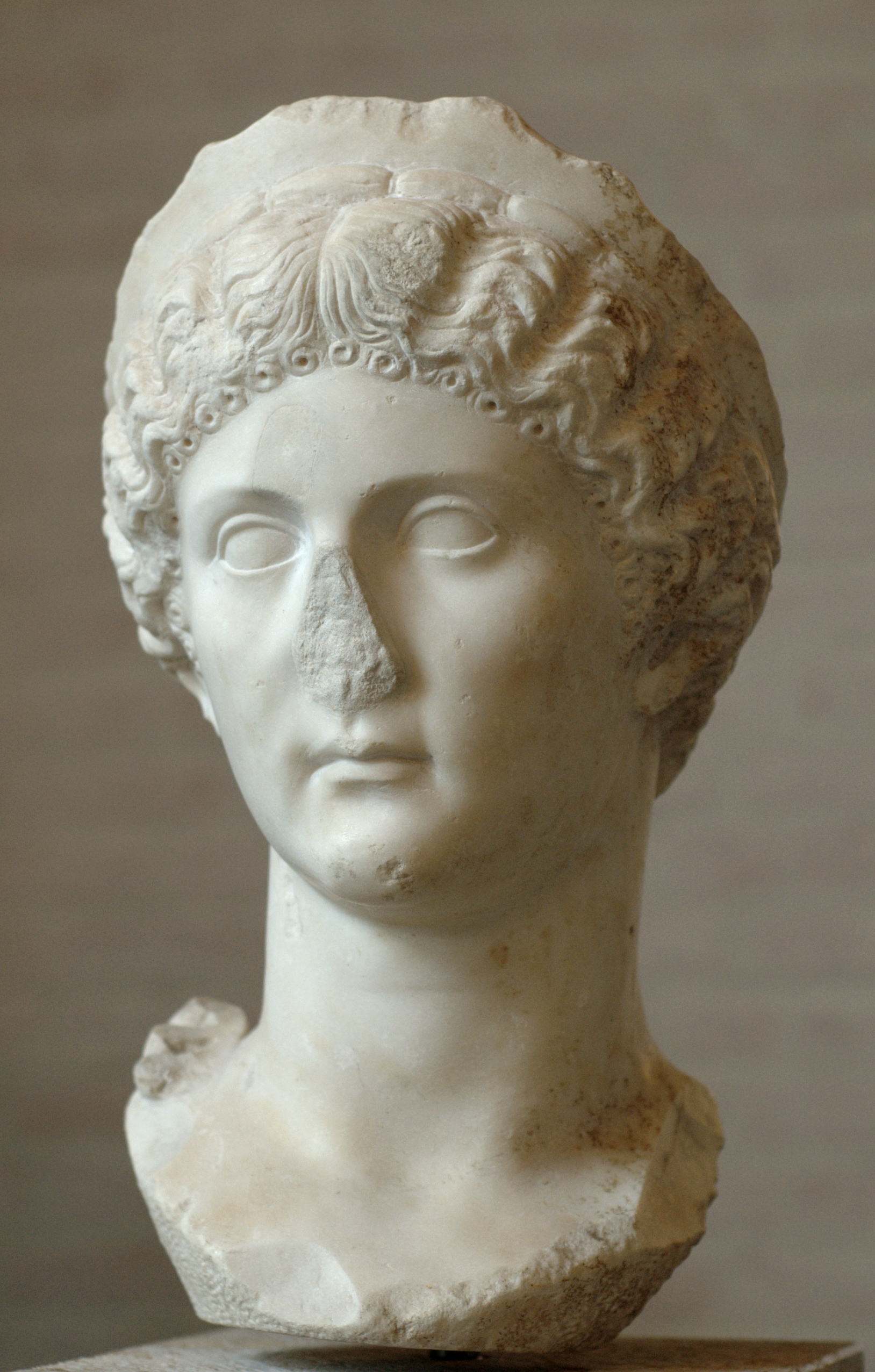
Tête de Drusilla sœur de l'empereur Caligula.

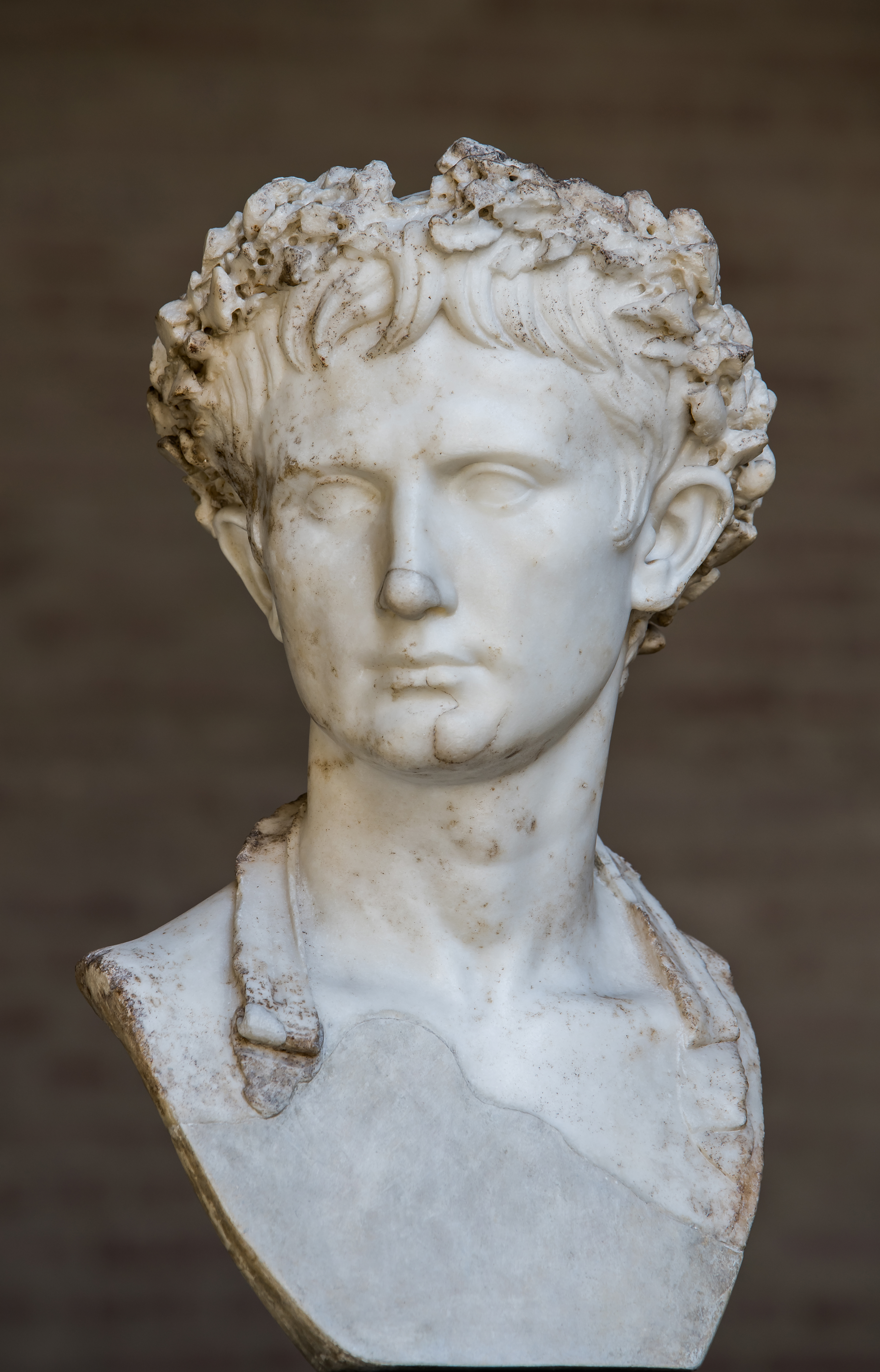
Buste d'Auguste portant la couronne civique.

La glyptothèque présente aussi de nombreux bustes d'empereurs : Auguste (vers 40 av. J.-C.), Néron (65 apr. J.-C.), une statue de Domitien héroïsé avec une épée à la ceinture (vers 75), Septime Sévère (200) et son épouse Julia Domna (195).
Par exemple la tête de Néron (qui règne terriblement de 54 à 68 apr. J.-C.) d'une hauteur ici de 52 cm est seule rescapée d'une statue à l'origine plus grande que nature, haute d'environ 2,40 m (numéro d'inventaire : 321).
Une tête de Caligula trouvée à Cordoue en 1937 et sculptée de son vivant (datant de la première moitié du Ier siècle, donc) a été acquise par la glyptothèque en 2017.
La glyptothèque détenait déjà une autre tête célèbre (de même époque) qui est considérée comme étant celle de Julia Drusilla, la sœur « bien aimée » de Caligula (pour laquelle il aurait éprouvé un violent amour incestueux selon les historiens antiques).
Est également célèbre l’Apollon “Barberini” (numéro d'inventaire : 211), une statue colossale (hauteur : 2,42 m) représentant un Apollon citharède (datant du Ier ou IIe siècle), aux traits presque féminins encore une fois. Cette statue cultuelle est probablement une copie romaine de l'Apollon Citharède du temple d'Apollon à Rhamnonte sculpté par Scopas (au IVe siècle av. J.-C.).

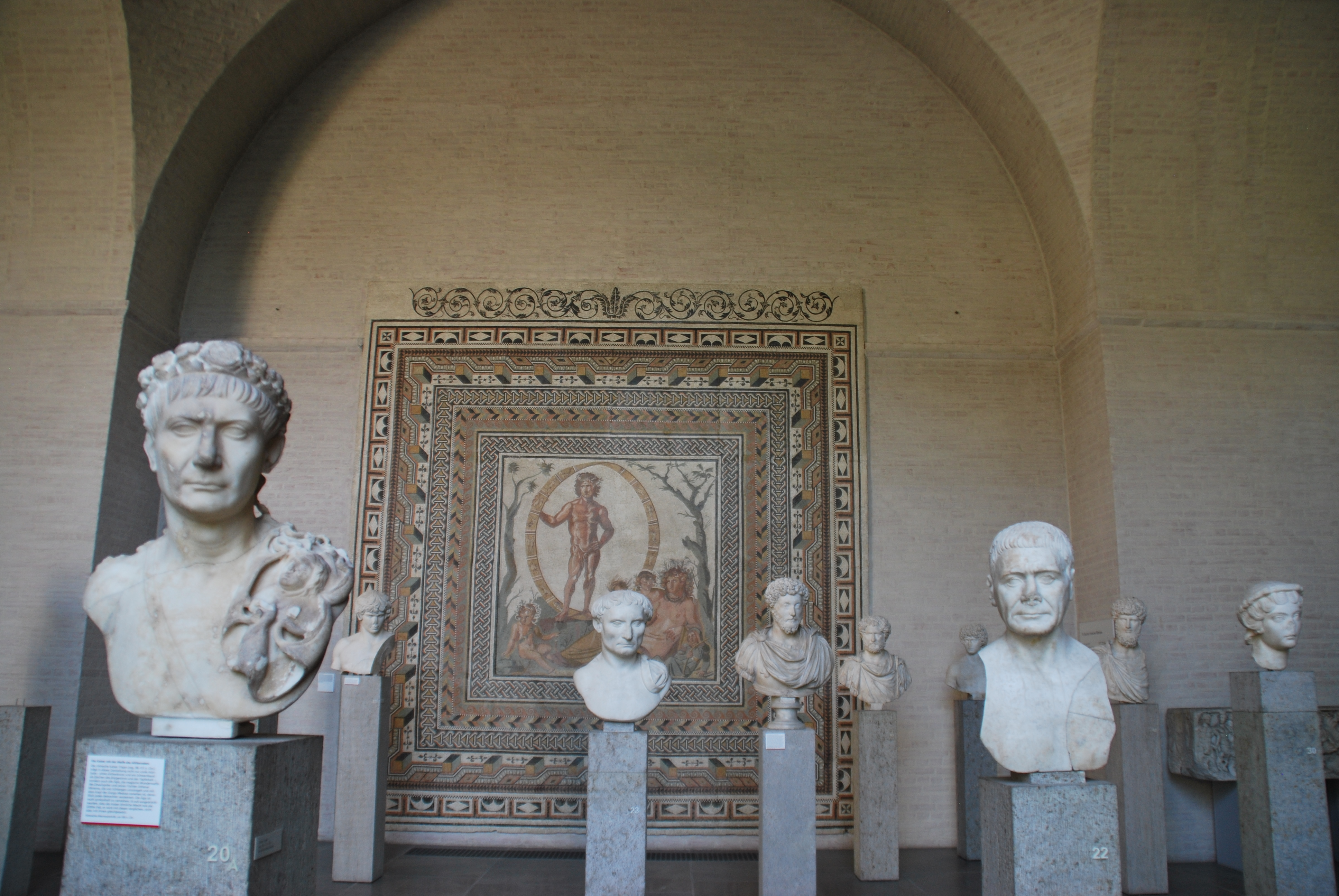
Bustes d'empereurs romains : Trajan au 1er plan.
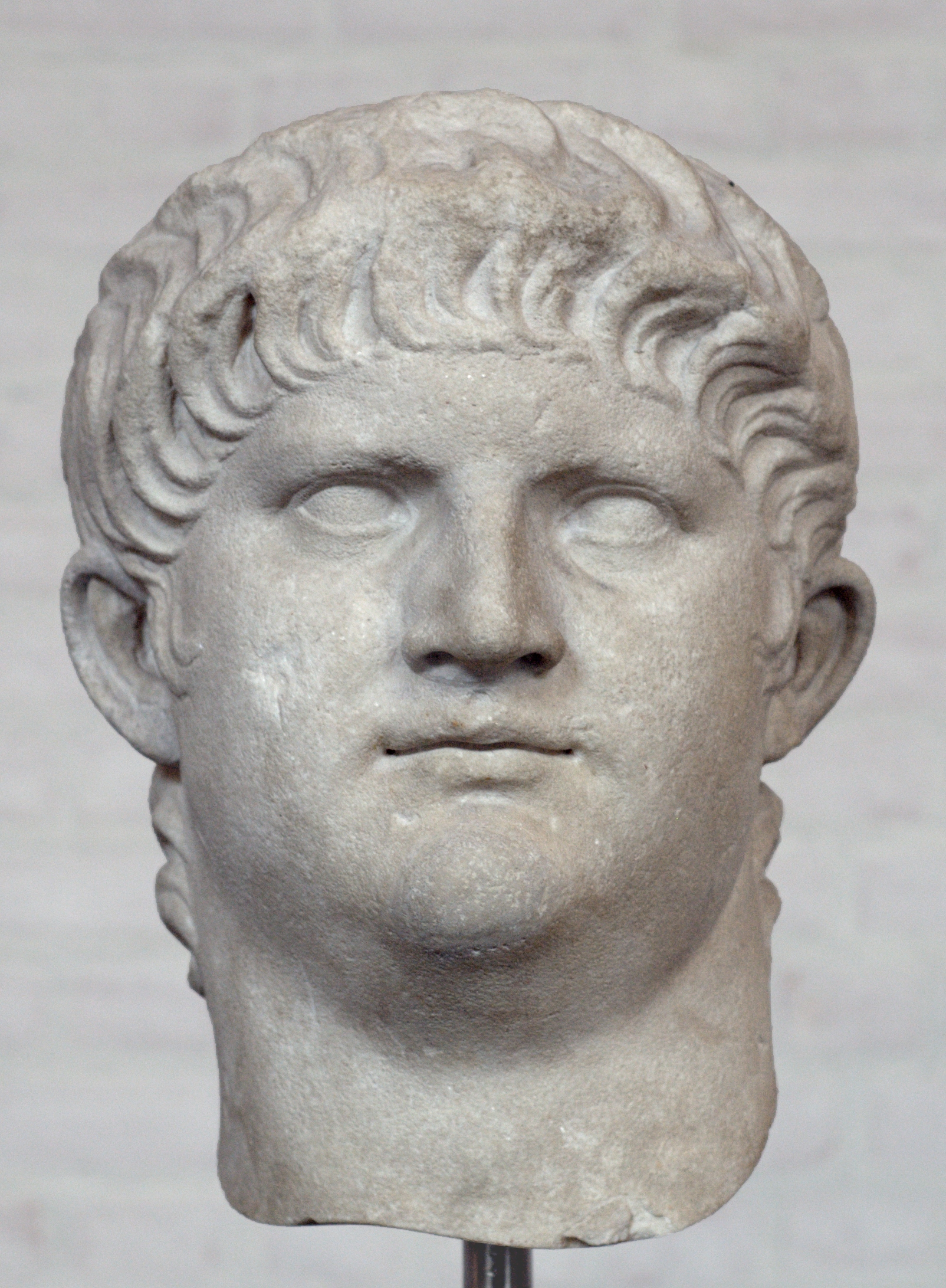
Tête de Néron.
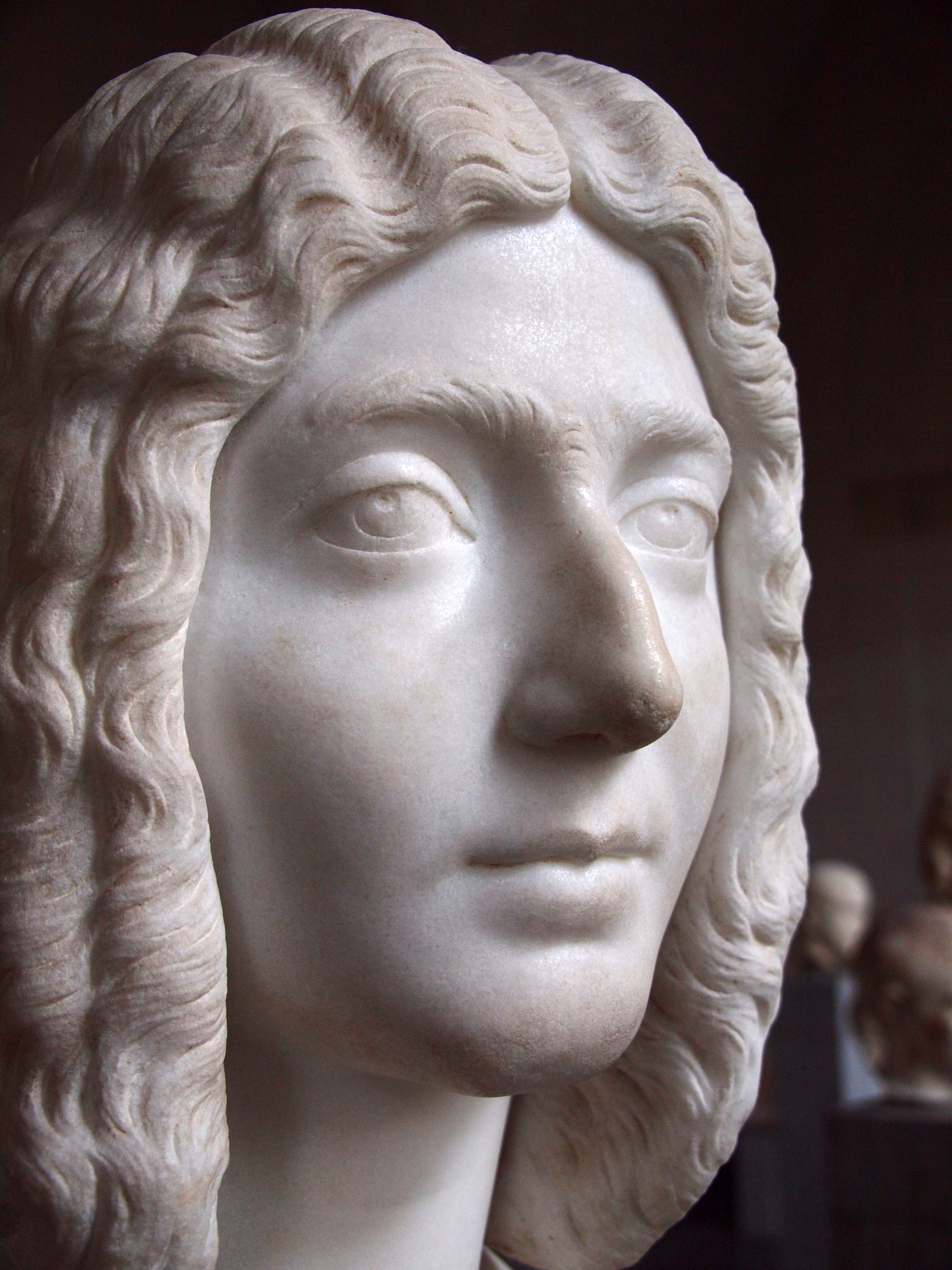
Buste de Julia Domna.
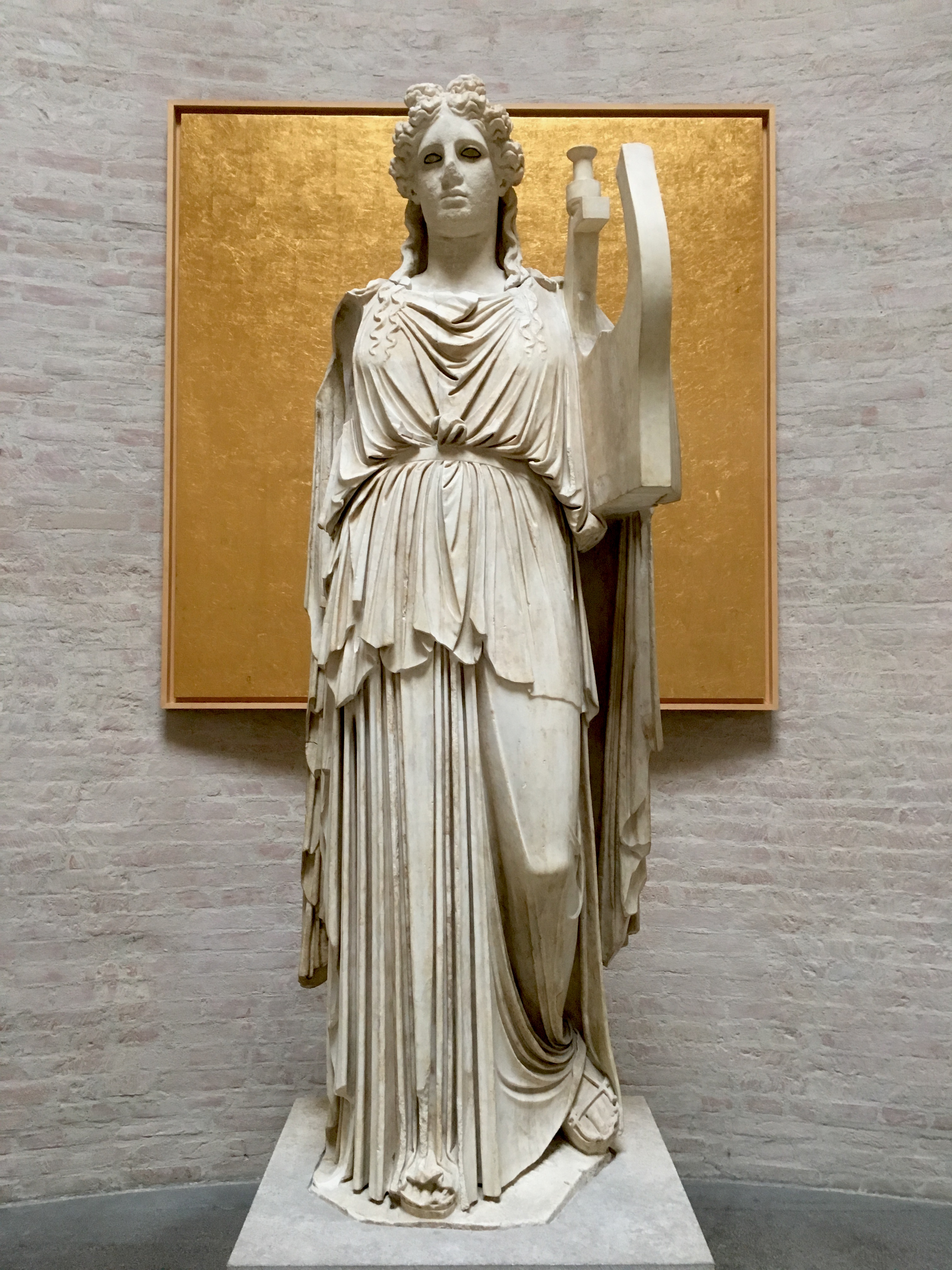
Apollon “Barberini”.
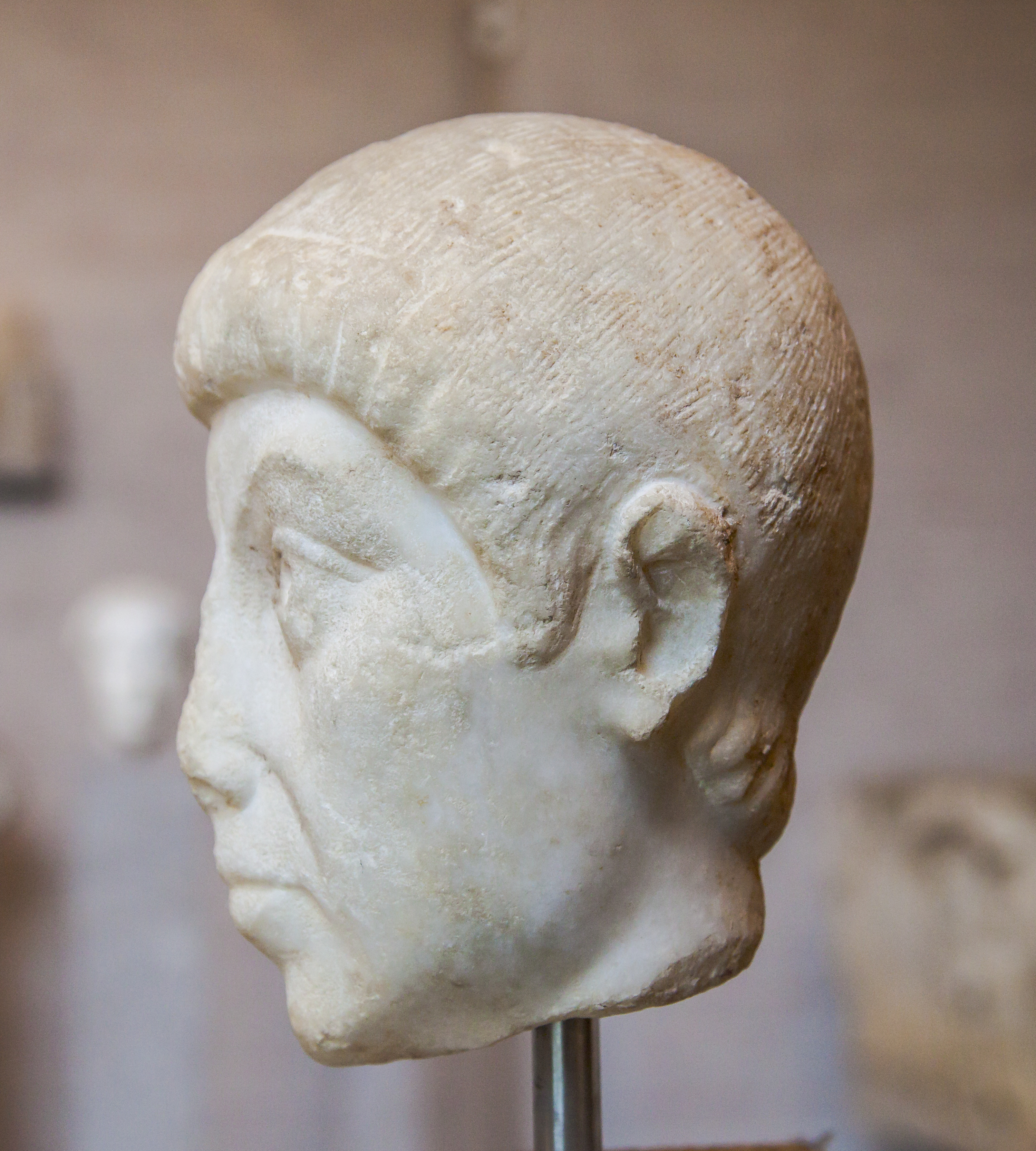
Tête d'homme, peut-être de l'empereur romain d'Orient Arcadius (règne de 383 à 408).
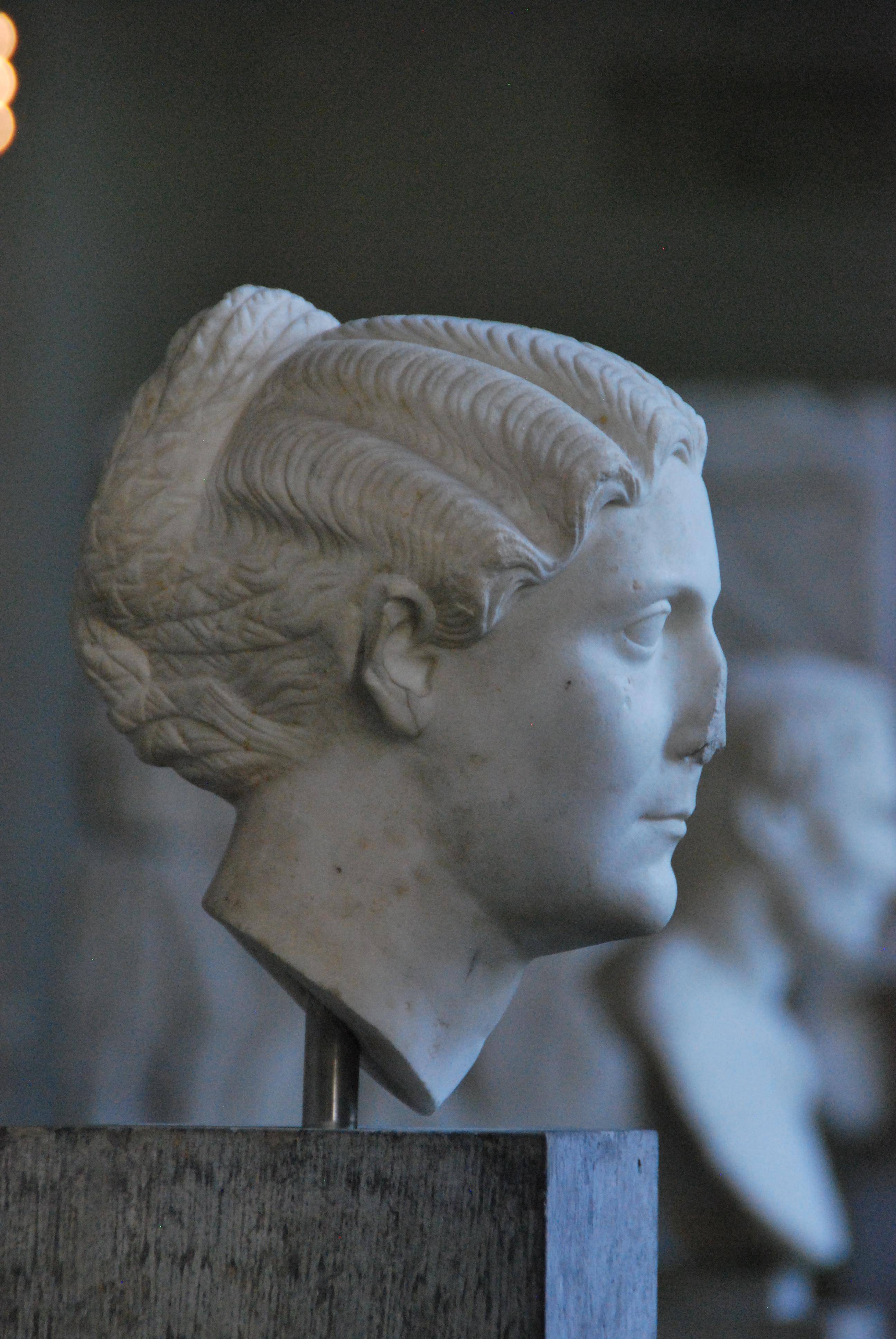
Tête de femme romaine.

## Galerie

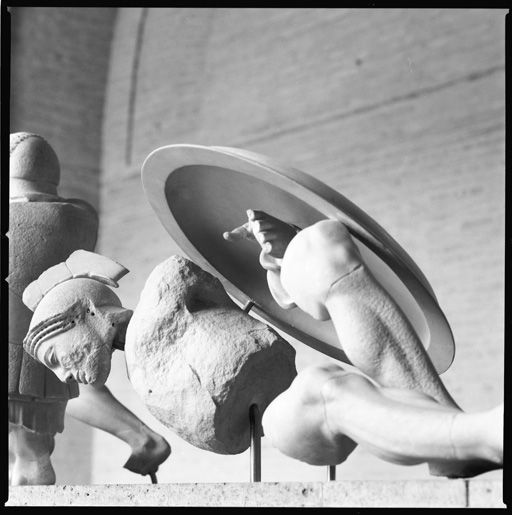
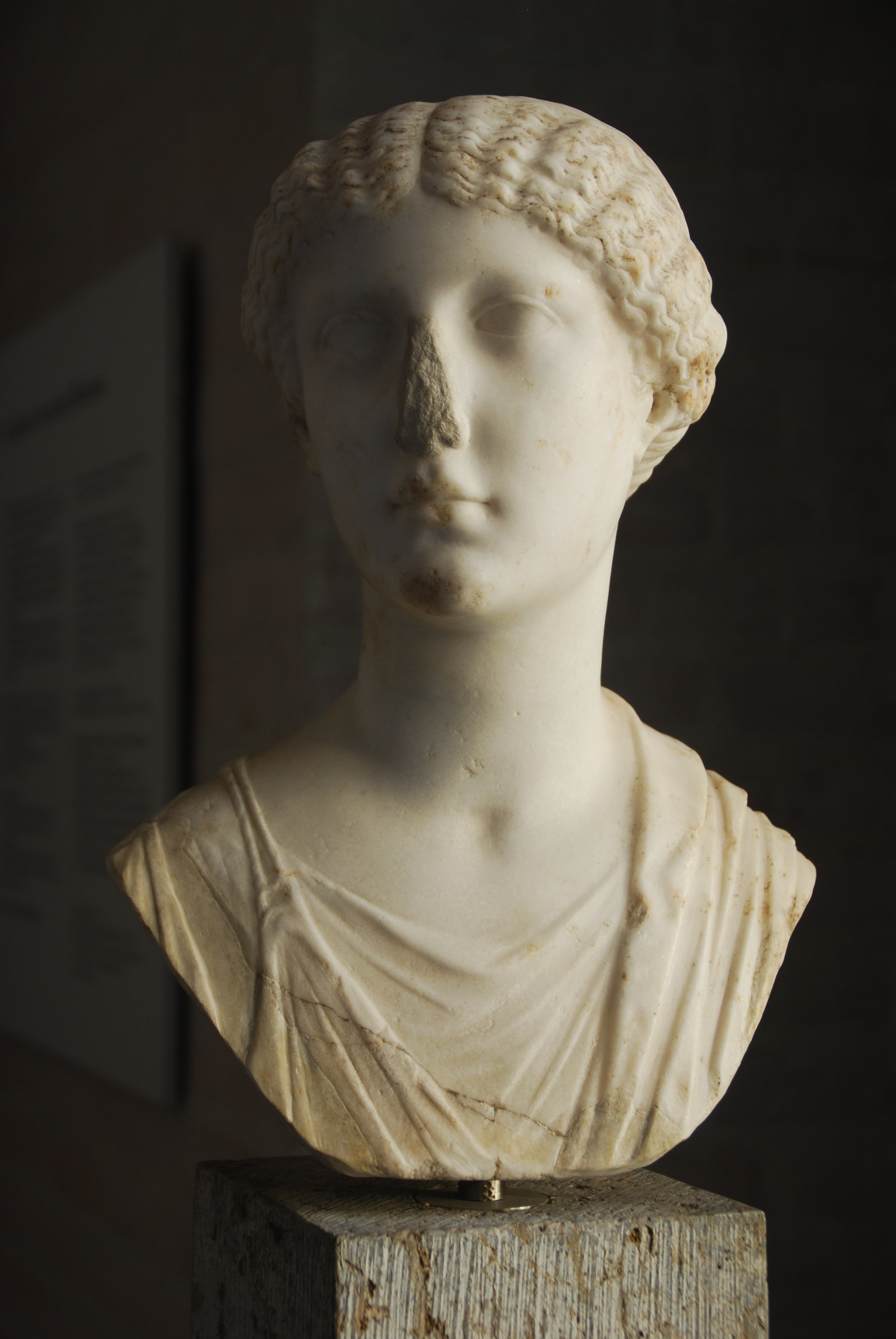
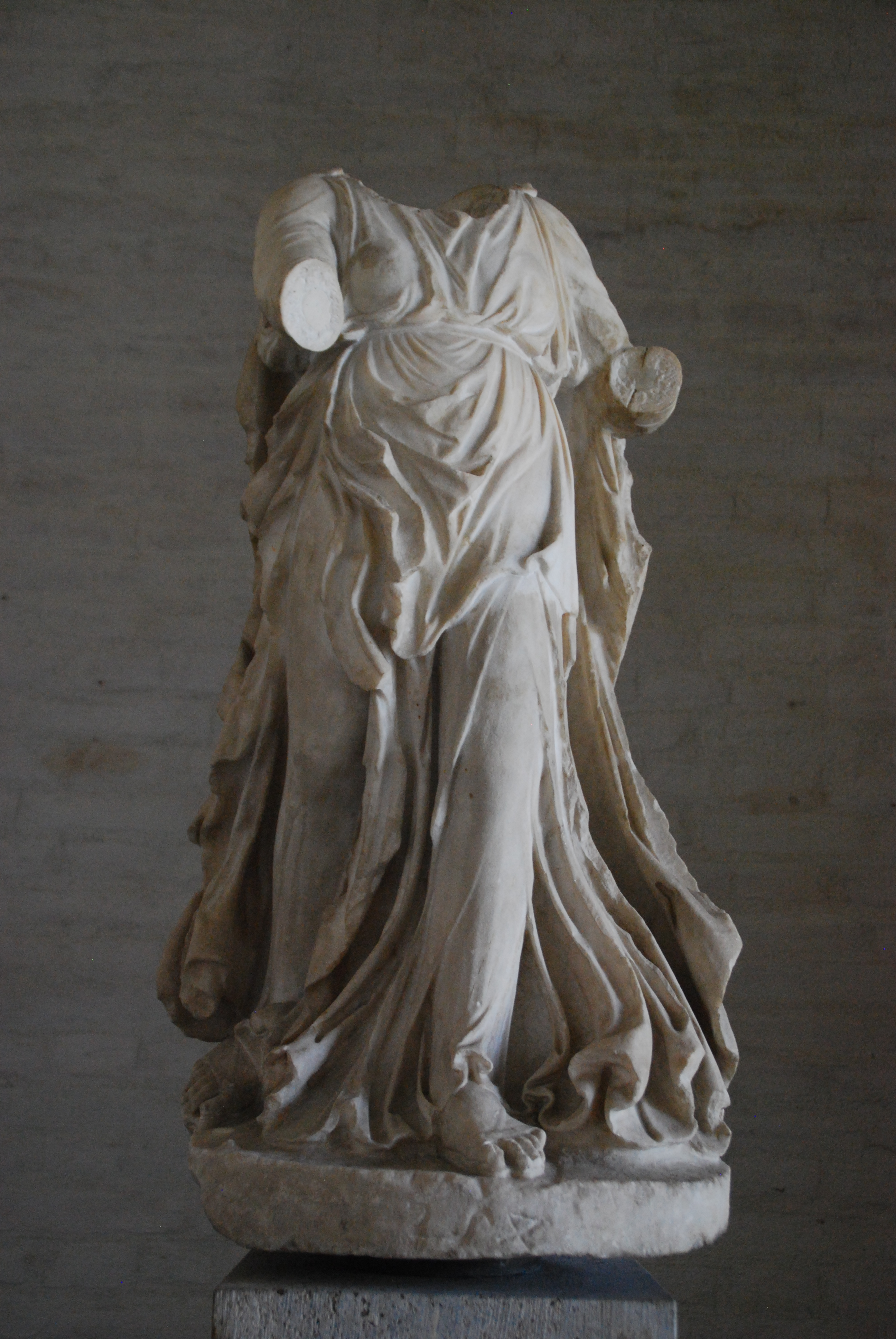

« Ici, des spécimens de statues en marbre grec et romain sont présentés dans un agencement spatial qui crée un cadre idéal pour les œuvres d'art. Placées devant les simples murs de briques des salles voûtées du musée dont l'architecture rappelle les thermes romains, les antiquités sont librement réparties dans l'espace. D'immenses fenêtres ouvrent les murs jusqu'au niveau du sol de la cour intérieure du bâtiment à quatre ailes et fournissent un flux ininterrompu d'éclairage avec la lumière du jour. Par une journée ensoleillée, il est donc possible de contempler les figures de marbre dans une atmosphère qui n'aurait pas pu être plus impressionnante dans leurs lieux d'exposition d'origine dans les sanctuaires et les places de marché des villes antiques »,. 
Une expérience unique, véritablement : « il y a toute une gamme de caractéristiques exceptionnelles que vous pouvez appliquer à la Glyptothèque de Munich. Mais aucun de ces superlatifs n'exprime suffisamment ce qu'une visite à la Glyptothèque peut offrir comme plaisir esthétique, artistique, sensuel et culturel-historique ».

Jeux d'ombre et de lumière sur le corps des statues de la Glyptothèque
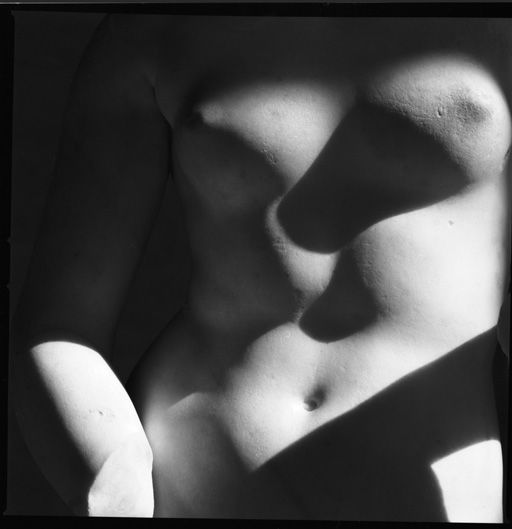
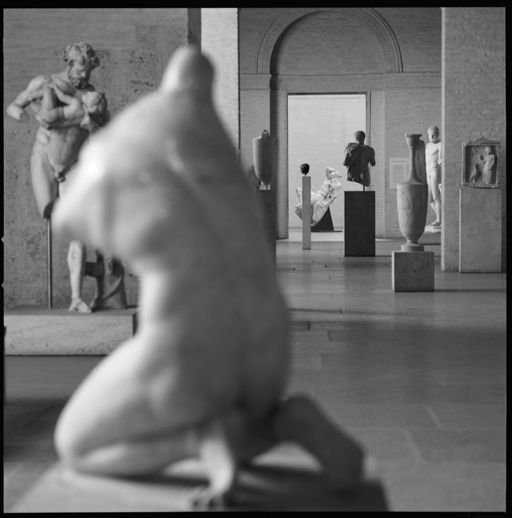
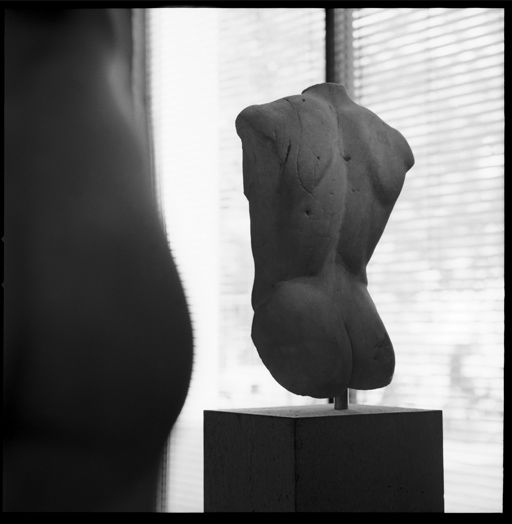
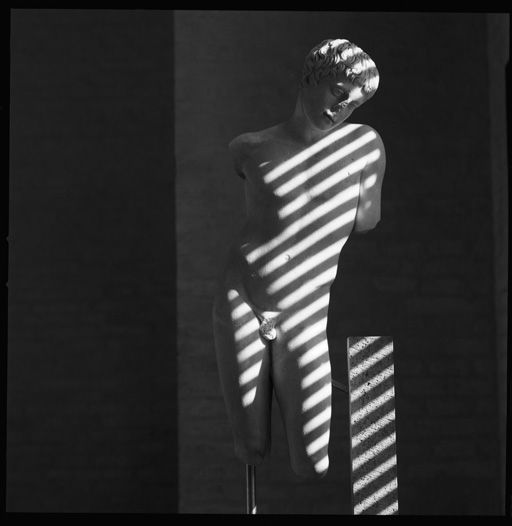
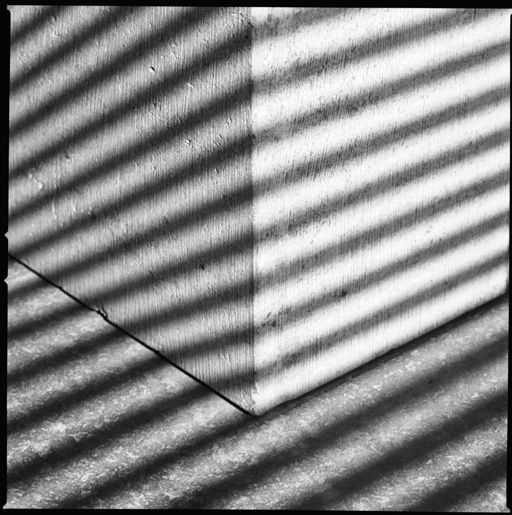
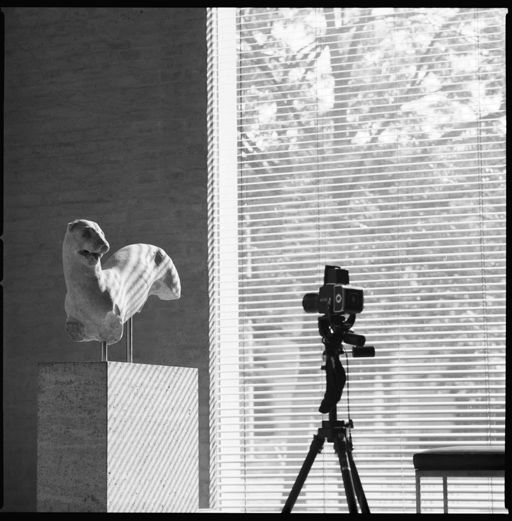
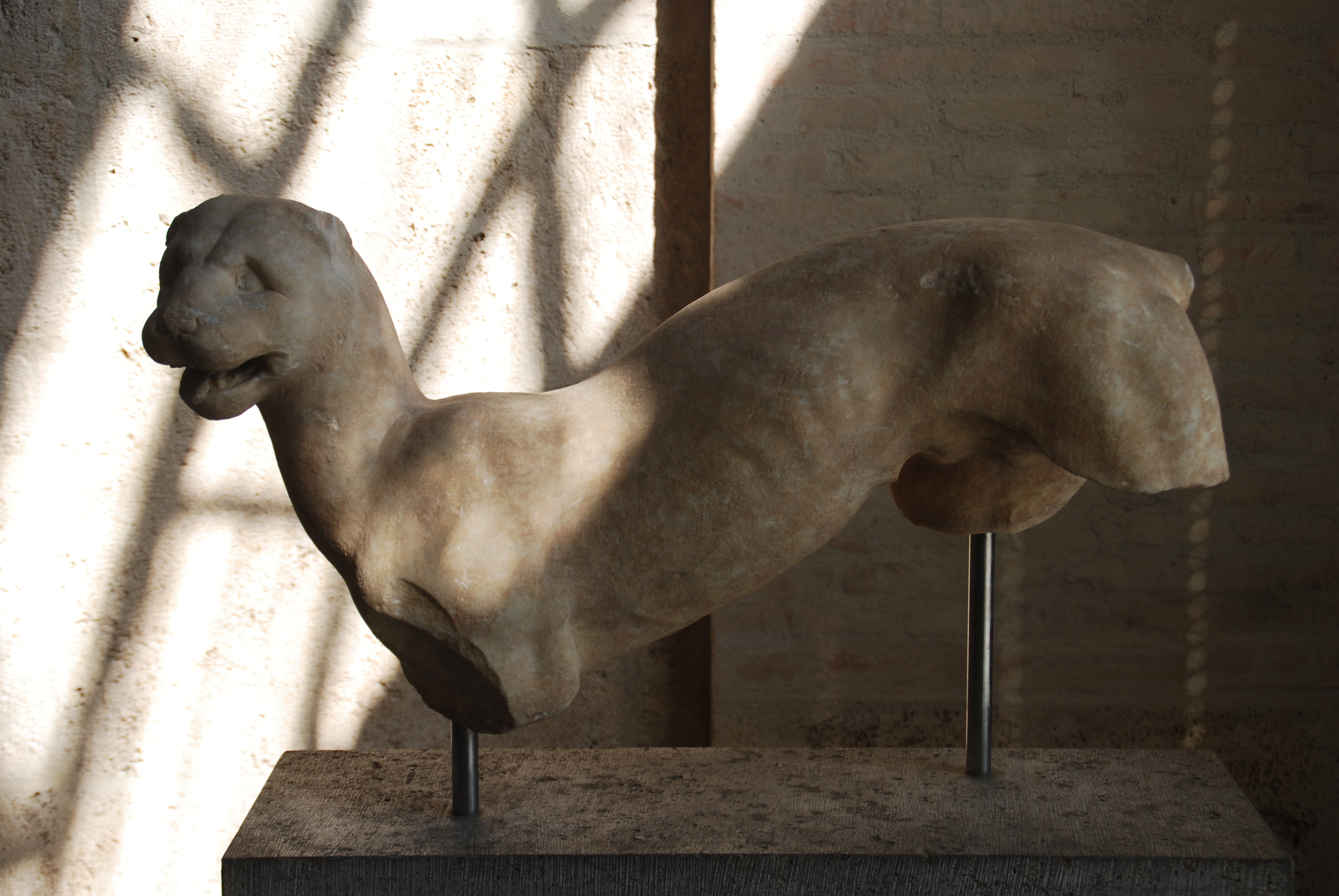

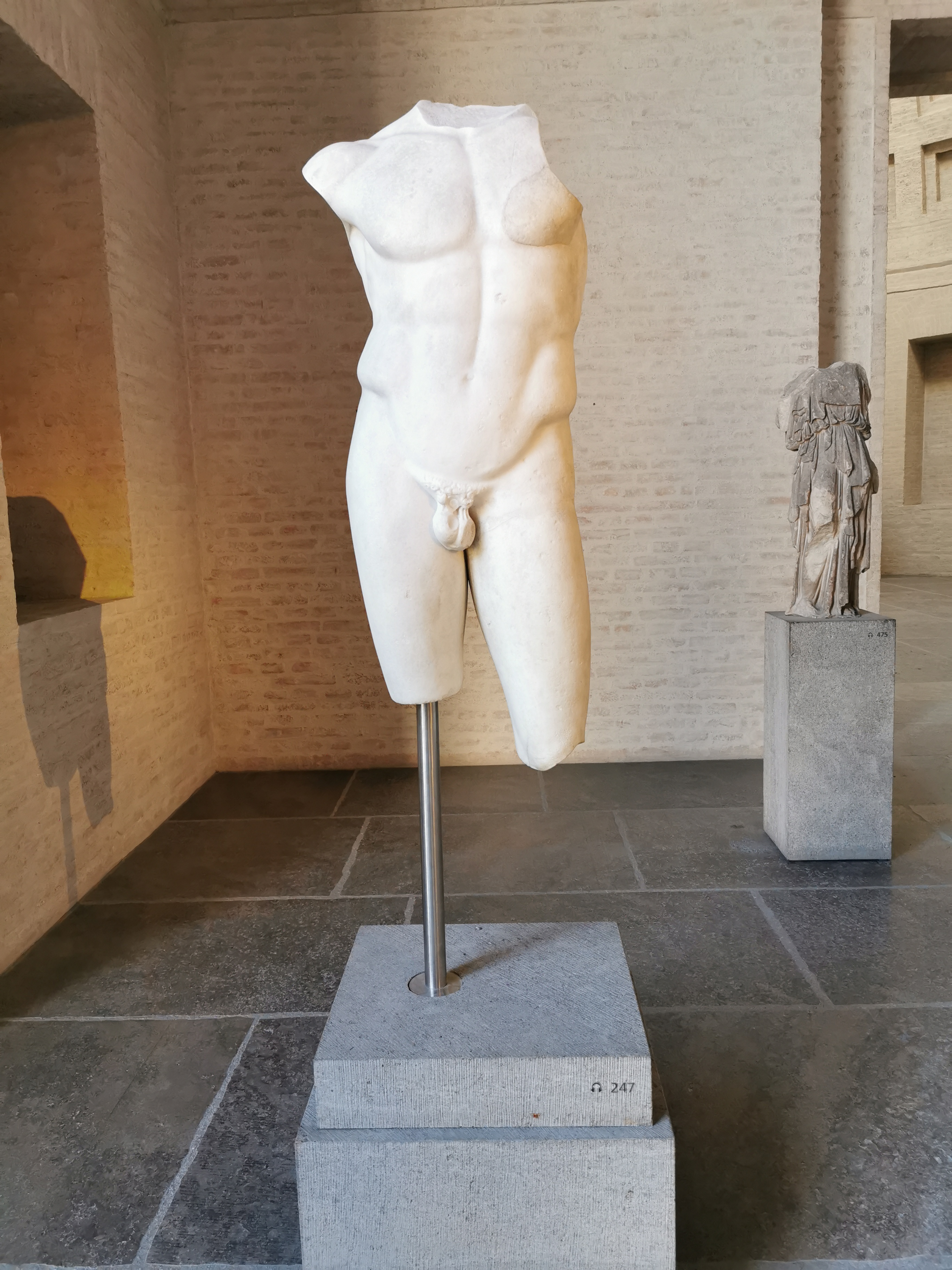
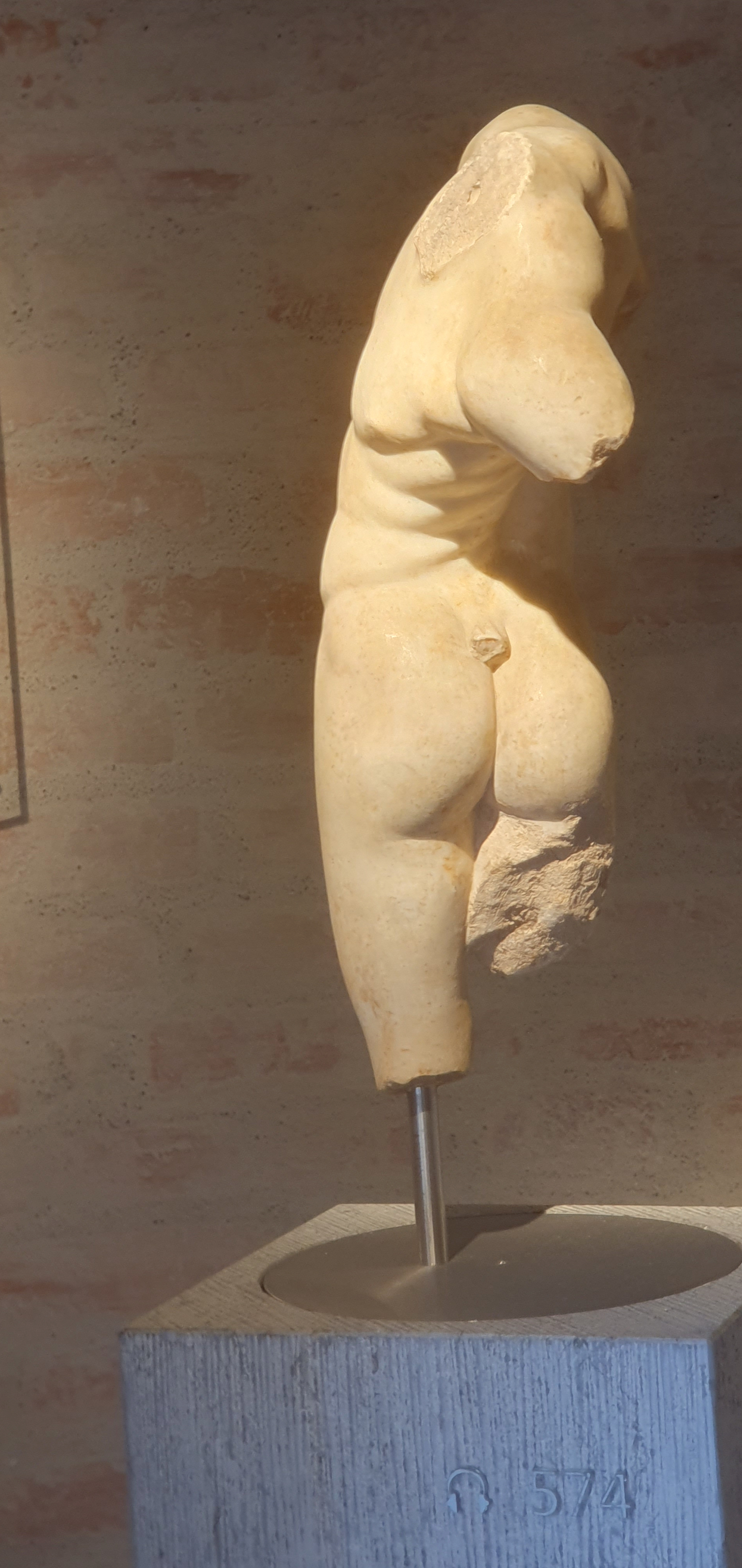
Corps d'un faune.
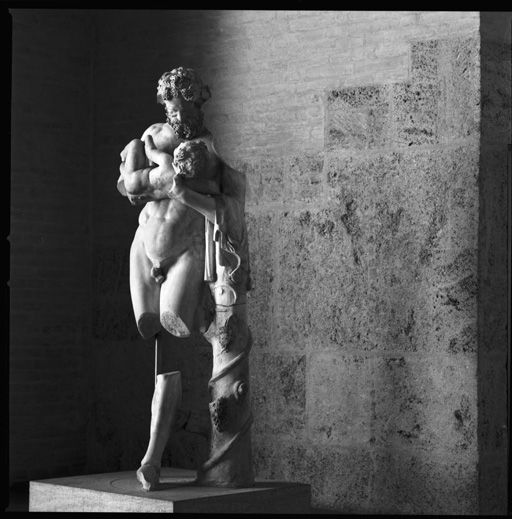
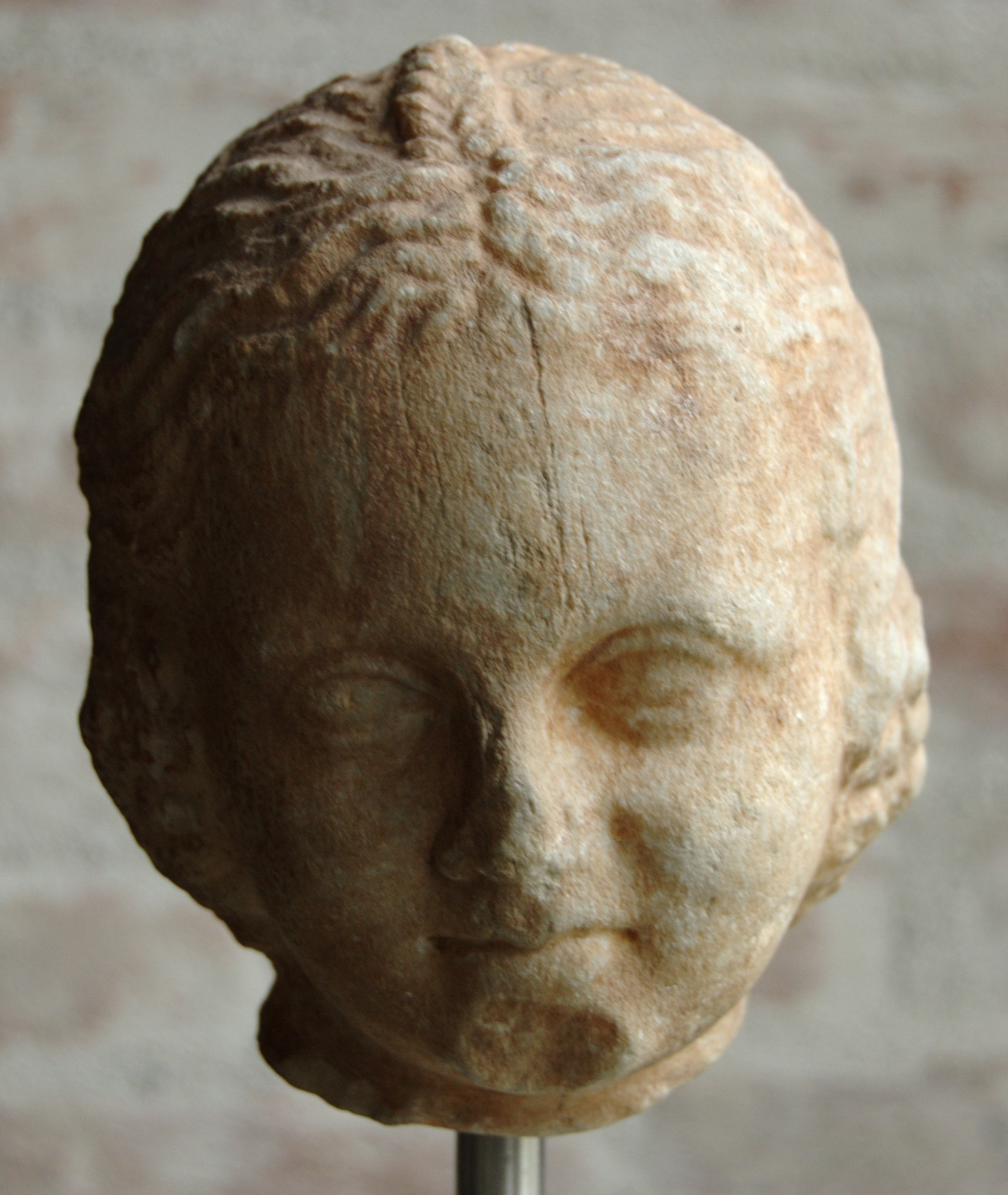
Fillette (sanctuaire, Attique, v. 320 av. J.-C.).
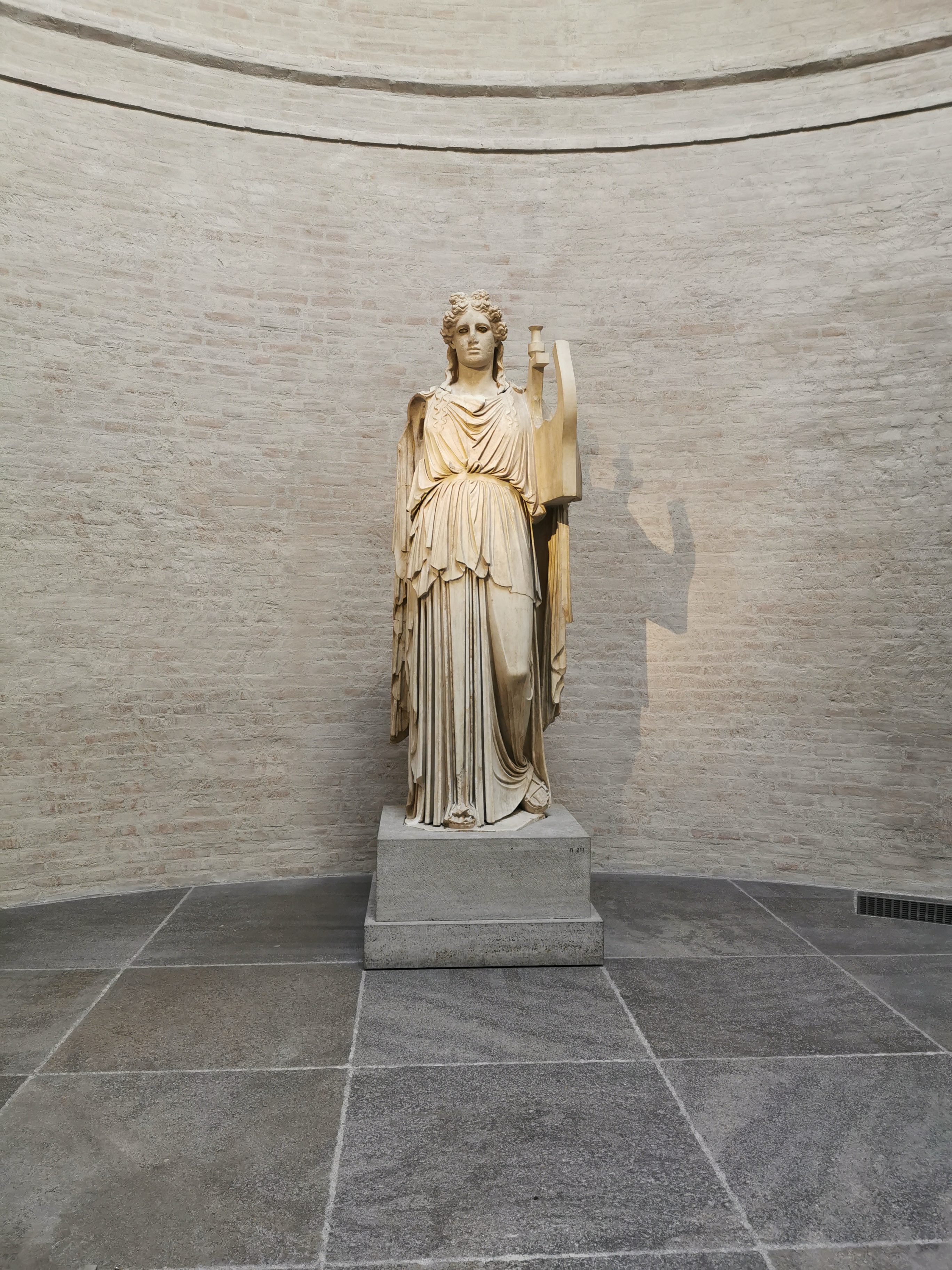
Apollon Barberini en majesté.